# 스가노 도모유키
스가노 도모유키(일본어: 菅野 智之, 1989년 10월 11일~)는 일본의 프로 야구 선수이며, 현재 메이저 리그 베이스볼 아메리칸 리그인 볼티모어 오리올스의 소속 선수(투수)이다. 가나가와현 사가미하라시 미나미구 출신이다.

## 개요
투수로서 요미우리 자이언츠에서는 5차례의 리그 우승에 기여했다. 개인으로서는 NPB에서 역대 투수로서는 최다 기록인 총 27개의 타이틀(12개)·주요 수상(15개)들을 석권했다. 일본 국가대표로서는 제4회 WBC에서 팀의 중심 투수로서 활약했다.
NPB에서는 헤이세이 시대의 마지막 사와무라 에이지상을 수상(선정 기준 7개 항목 모두 달성 및 NPB에서의 마지막 전체 선정 기준 달성자)한 것과 투수 부문 3관왕을 달성했다(센트럴 리그 최다 타이 기록 및 센트럴 리그 마지막 달성자). NPB 투수 최다 타이 기록 및 센트럴 리그 투수 최다 기록에 해당되는 최우수 선수 3회 수상, NPB 역대 5번째인 2년 연속 사와무라 에이지상 수상 및 NPB 역대 14번째인 사와무라 에이지상 여러 차례 수상, 센트럴 리그 투수로서 최다 타이 기록인 베스트 나인 5회 수상, 센트럴 리그 최다 기록에 해당되는 최우수 평균 자책점 4회 획득 및 NPB 최장 타이 기록인 3년 연속 최우수 평균 자책점 획득, 센트럴 리그 투수로선 최다 타이 기록인 월간 MVP를 8회 수상, NPB 투수로서는 최다 타이 기록 및 센트럴 리그 투수 최다 기록에 해당되는 최우수 배터리상을 3회 수상했다. NPB 포스트시즌 사상 최초로 노히트 노런 달성(NPB 포스트시즌 최다 기록, NPB 포스트시즌 역사상 유일, 헤이세이 시대 마지막)을 비롯해서 개막전 선발 투수 13연승이라는 NPB 최다 기록, 개막 이후부터 시즌 13연승이라는 센트럴 리그 최다 타이 기록, 개막 이후부터 원정 경기에서의 시즌 10연승이라는 센트럴 리그 최다 기록, 클라이맥스 시리즈 연속 무실점 투구 이닝 기록(17이닝)이라는 센트럴 리그 기록, 클라이맥스 시리즈 완봉 NPB 최다 타이 기록 및 센트럴 리그 최다 기록(2회), 클라이맥스 시리즈 완투 센트럴 리그 최다 기록(2회) 등을 달성했다.
‘토모’(トモ), ‘요미우리의 대에이스’(巨人の大エース), ‘일본의 매덕스’(日本のマダックス) 등 다수의 별명도 있을 뿐만 아니라 가라카와·나카타·요시노리 세대(1989년도에 태어난 세대)의 최초이자 유일한 메이저 리거이다. 대리인은 VC 스포츠 그룹이다.
외가 쪽 할아버지는 후쿠오카 현립 미이케 공업고등학교 야구부와 도카이 대학부속 사가미 고등학교 야구부 감독을 맡았던 하라 미쓰구이며 외가의 백부는 전 프로 야구 선수이자 요미우리 자이언츠 감독 및 2009년 월드 베이스볼 클래식 일본 대표팀 감독을 지낸 하라 다쓰노리이다.

## 인물

### 프로 입단 전
초등학생이 되기 직전인 1995년 10월 8일에 숙부 하라 다쓰노리의 은퇴 경기를 관전한 것을 계기로 본격적으로 야구를 시작했다. 사가미하라 시립 쓰루노다이 초등학교 시절에는 연식 소년 야구 클럽인 ‘토린 팰컨스’(東林ファルコンズ)에 소속돼 당시부터 투수를 맡았다. 사가미하라 시립 신초 중학교 시절에는 최고 속도 124km/h(77.1mph)를 던져 에이스로서 팀을 소속 현 대회(가나가와현 대회)의 우승으로 이끌었고 최종적으로 간토 대회 8강까지 진출했다.
도카이 대학 부속 사가미 고등학교에 진학하면서 1학년 때는 오른쪽 어깨를 다쳐 던질 수 없는 상태가 계속될 정도로 야구를 그만두려 했지만 할아버지인 하라 미쓰구로부터 조언을 받아 태도를 바꿨고 이후 오른쪽 어깨도 회복되면서 2학년 가을부터 팀의 주전으로 활약했다. 3학년 때 하계 가나가와 대회(전국 고등학교 야구 선수권 가나가와 대회) 준결승전인 요코하마 고등학교와의 경기에서는 타자로서 ‘낫아웃 3점 홈런’이라는 진기록을 달성하는 등 168개의 공을 던져 6대 4로 승리했다. 이어진 결승전 상대인 도코가쿠엔 고등학교와의 경기에서는 준결승 종료 후 감독으로부터 구원을 결승에서 등판하라는 얘기를 들었지만 당일에 갑자기 ‘선발로 나가달라’라고 말해 연속 투구를 시키게 됐다. 피로로 인해 지칠 대로 지쳐있는 상태에서 169개의 공을 던지며 완투했지만 팀은 8대 10으로 패했다. 가나가와현 대회 준우승으로 끝나 고시엔 대회에 출전하지 못했다.
2021년에 스가노는 당시의 심경에 대해 이렇게 밝혔다.
당시에는 너무 힘들어서 죽을 것 같았고 결과나 승패보다는 빨리 경기가 끝났으면 하는 부분이 굉장히 컸다. 솔직히 던질 수 있는 그런 상태가 아니었다. 그래서 뭔지 모를 정도로 완전히 타오르는 열망을 가질 정도는 아니었지만 그 후에 여름 대회가 끝나고 (졸업 후) 진로를 생각하질 않았나. 프로 구단에 갈 것인가, 대학에 갈 것인가, 아니면 사회인으로 갈 것인가. 한동안은 생각하는 것조차 싫었다. ‘다시 야구를 해야 하는데 이런 힘든 시간을 보내고 있구나’라고 생각했다.
 — 스가노 도모유키
고교 시절에 최고 속도 148 km/h(92mph)를 측정하는 등 프로 구단으로부터 주목을 받았으나 3년 간 고시엔 대회 출전은 한 번도 이루지 못했다. 고교 시절 야구부 동기인 다나카 고스케, 1년 후배에 해당되는 오타 다이시가 있으며 특히 다나카와는 대학에서도 동기였다. 고등학교 3학년 때 주변의 권유로 프로 구단에 들어갈려고 생각했지만 대학 진학을 선택했다.
졸업 후 도카이 대학에 진학하여 경식 야구부에 입단, 2008년에 제57회 전일본 대학 야구 선수권 대회에 출전하여 2차전 상대인 가나자와 세이료 대학과의 경기에서는 6과 1/3이닝부터 구원 등판해 2/3이닝을 던져 무실점으로 막았다. 결승전 도요 대학과의 경기에서도 등판했지만 5대 7로 팀은 패하여 준우승에 그쳤다.
2010년 제59회 전일본 대학 야구 선수권 대회에도 출전해 1차전 상대인 하쿠오 대학과의 경기에서는 8이닝 1실점(무자책점) 5탈삼진으로 완투승을 거뒀고 준준결승전인 도시샤 대학과의 경기에서는 콜드 승리로 참고 기록이 되면서 무안타(3볼넷) 7이닝 무실점 10탈삼진의 성적으로 노히트 노런을 달성했다. 또한 이 때의 대전 상대였던 도시샤 대학 선수 중에서 프로에 입단 후 요미우리에서 자신과 배터리를 구성한 고바야시 세이지가 있었다. 준결승전인 게이오기주쿠 대학과의 경기에서는 9이닝 무실점 17탈삼진의 성적으로 완봉승을 따냈다. 결승전인 도요 대학과의 경기에서도 선발 등판했지만 연속 투구로 인한 피로가 누적된 상태에서 5와 2/3이닝을 던져 3실점 1탈삼진을 기록했다. 팀 타선은 후지오카 다카히로에게 막혀 0대 5로 패했고 스가노에게도 패전 투수가 되면서 준우승에 그쳤다. 이 대회에서 자신은 감투상을 수상했다. 같은 해 메이지 진구 야구 대회에서는 결승까지 진출해 와세다 대학과 상대하면서 스가노는 8이닝 2실점(무자책점) 6탈삼진으로 완투했지만 팀 타선이 후쿠이 유야, 오이시 다쓰야, 사이토 유키에게 잇달아 막혀 1대 2로 패하는 등 준우승에 그쳤다.
수도 대학 리그에서의 통산 성적은 37승 4패, 평균 자책점은 0.57, 347개의 탈삼진을 남겼고 4년 동안 수도 대학 리그 최고 수훈 선수 2회, 수도 대학 리그 최우수 투수 6회, 수도 대학 리그 특별 공로상 등을 수상했다. 더 나아가 수도 대학 리그 53이닝 연속 무실점이라는 신기록도 수립했다(2016년에 사사키 지하야가 이 기록과 나란히 리그 타이 기록이 됐다).
2019년에 스가노는 당시의 대학 시절에 대해 “나는 고교 시절에 고시엔에 출전하지 못했던 아쉬움 때문에 고시엔에서 활약했던 선수에게 지고 싶지 않다는 마음으로 노력해 왔다. 대학 야구의 봄과 가을은 리그전이기 때문에 프로 야구처럼 같은 상대와 몇 번이나 맞붙었다. 여러가지로 연구하고 상대의 특성을 파악하면서 생각하고 상대의 약점을 이용해서 던지거나 반대로 지지 않기 위해 상대의 전략에 대처하는 경험이 현재까지도 큰 도움이 되고 있다. 또한 대학에는 타 지역에서 온 선수들도 있고 캠퍼스 내에서도 다양한 사람들과 교류할 수 있어 인맥도 넓어질 수 있기 때문에 야구 뿐만 아니라 인간적으로도 성장할 수 있었던 것에 큰 도움이 됐다고 생각한다. 다나카 고스케와는 고교, 대학 시절 모두 팀 동료였지만 프로가 된 후의 추억은 대학 시절에 더 가깝다”라고 말했다. 또한 대학에서의 경험이 프로에 입단하고 나서 큰 도움이 됐다고 덧붙였는데 2010년 전일본 대학 야구 선수권 대회의 결승에서 도요 대학을 상대로 패한 것에 대해서는 “그 대회는 연투로 인해서 체력적으로도 힘들었다. 8강전(도시샤 대학전)에서의 노히트 노런은 7회 콜드게임승에서의 참고 기록이었기 때문에 별로 성취감은 느껴지지 않았다. 결승전(도요 대학전) 상대 투수는 후지오카 다카히로였는데 후지오카는 휴식을 취하고 있어 최상의 컨디션을 유지하고 있는 상태였지만 나는 거듭된 연투로 인해서 심신이 지쳐 있었기 때문에 경기 시작 전부터 이길 자신이 없었다는 생각이 들어 완패했다”라고 쓴 경험을 밝혔다.
대학 시절 야구부에서의 1년 선배는 이시미네 쇼타, 동기로는 위에서 말한 다나카 고스케가 있으며 1년 후배는 사카구치 마사키, 후시미 도라이가 있는데 특히 포수인 후시미와는 2년 이상 배터리를 구성하고 있었다.

### 드래프트 회의를 둘러싼 배경
2011년 프로 야구 드래프트 회의에서는 후지오카 다카히로(도요 대학), 노무라 유스케(메이지 대학)와 함께 ‘대학 빅3’로 불리며 주목을 받았다. 숙부 하라 다쓰노리가 감독을 맡고 있는 요미우리 자이언츠가 단독 지명한다는 소문이 파다했으나 홋카이도 닛폰햄 파이터스도 스가노를 1순위로 지명해 추첨 결과 닛폰햄이 교섭권을 획득했다. 드래프트 후에는 조부인 하라 미쓰구가 닛폰햄의 사전 인사없이 강행한 지명을 ‘인권 유린’이라고 비난하는 발언을 했다.
11월 7일에는 닛폰햄의 지명 인사에 동석하여 진로에 대해서는 “눈앞의 일 뿐만 아니라 그 이후의 야구 인생을 생각하여 판단하고 싶다”고 말했으나 21일에는 닛폰햄의 입단을 거부하겠다는 의사를 밝혔다. 사회인 야구와 일본 국내 독립 리그, 해외의 프로 리그 등에 진출할 경우 2년간 지명받는 것이 불가능하기 때문에 프로·아마 그 어떤 구단에도 소속하지 않은 상태에서 대학 재수를 하기로 결심했다. 도카이 대학의 졸업 연기 제도를 이용해서 그대로 대학에 남고 도카이 대학의 연습 시설을 사용하여 자유 연습을 하는 등 다음 해 이후의 드래프트 지명을 기다리게 됐다. 입단 거부의 이유로는 “닛폰햄으로부터 여러 이야기를 듣고 영광으로 생각했다. 그러나 그 이상으로 나 자신이 어렸을 때부터 가지고 있던 꿈이 컸었다”라고 말했고 결정적인 이유였던 ‘어렸을 적부터의 꿈’에 대해서는 “(말로하는 것은)어렵지만, 어떨까요…. 이해해주세요”라고 말했다.

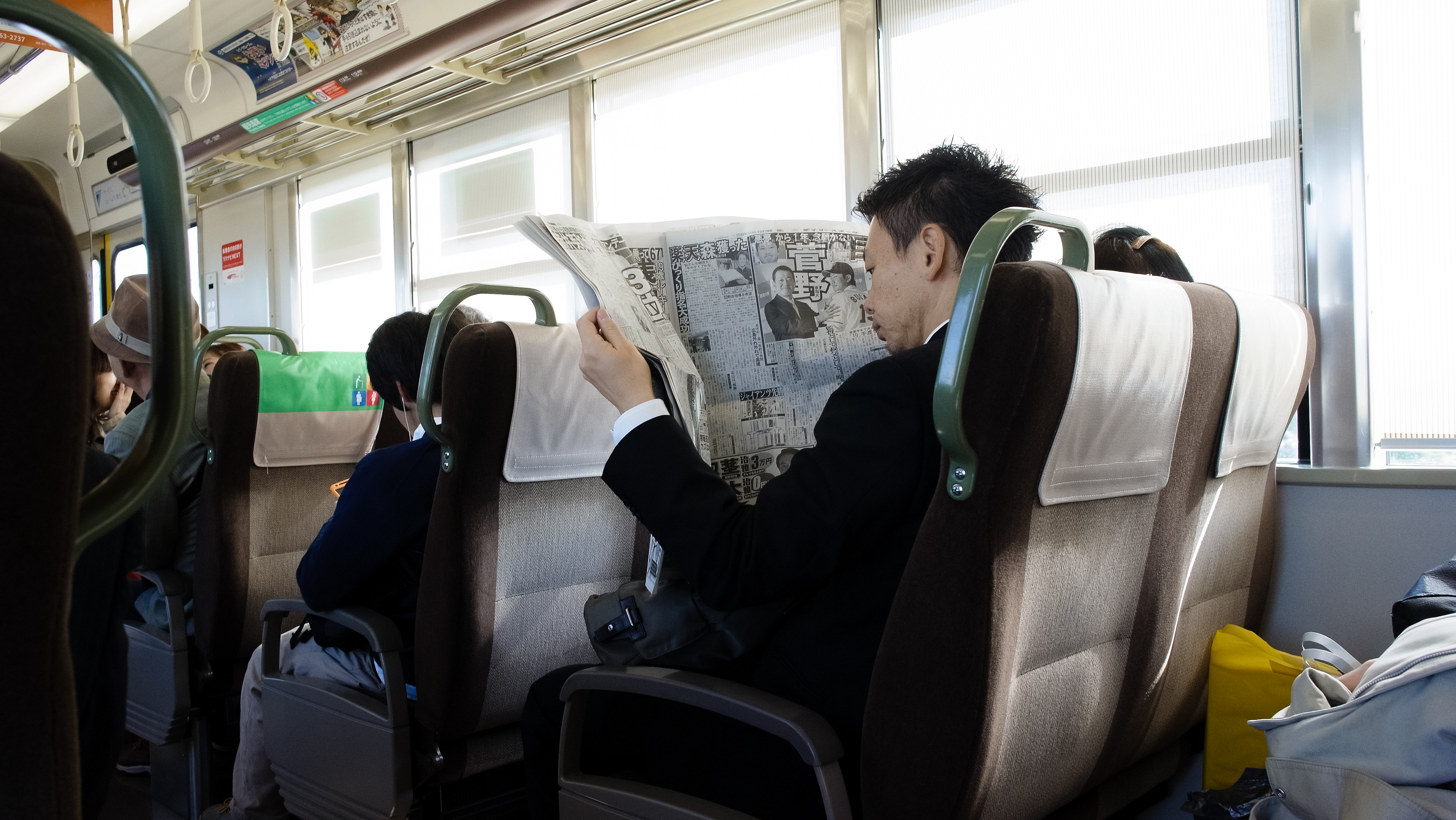
스가노의 요미우리 입단과 관련해서 신문 기사를 읽고 있는 모습(2012년 10월)

이에 대해 닛폰햄은 “이 정도로 포기할 거면 애초부터 지명하지도 않았다. 교섭 기간이 거의 끝날 때까지 계속 설득할 생각이다”라고 했지만 교섭 기간 마지막 날인 2012년 3월 31일에 스가노의 영입을 포기하겠다는 입장을 발표했다. 그 후 한때는 이듬해 드래프트에서 재지명할 가능성도 있다고 공언했지만 나중에는 그 방침을 바꿔서 닛폰햄의 야마다 마사오 단장이 “우리로서는(1위는) 그 해에 가장 위력적인 선수이다. 1년간의 공백이 있었음을 감안할 때 (스가노가)제일 위력적인 투수는 아니라고 본다”라는 이유를 들어 지명을 안하겠다는 입장을 밝혔고 실제로 오타니 쇼헤이를 1순위로 지명했다. 동시에 그 해 드래프트에서 의중이 있던 구단 이외의 구단이 교섭권을 획득한 경우에 대해 요코이 히토키 도카이 대학 감독이 “미국에 갈 거라고 본다. 야구 유학도 포함해서 본인도 여러 모로 흥미가 있는 것 같다”라고 말하는가 하면, 스가노 본인도 “작년하고 또다시 같은 일이 벌어지기라도 한다면… 뭐라고 해야 할까…. 일본에서 야구를 하기 싫어질지도 모르겠다”라고 발언한 것과 요코하마 DeNA 베이스타스로부터 발송된 조사서의 수취 거부한 적도 있는 등 이러한 스가노의 행동에 대해 요코하마 DeNA 베이스타스의 다카다 시게루 단장과 나카하타 기요시 감독, 도호쿠 라쿠텐 골든이글스의 호시노 센이치 감독 등으로부터 비판을 받았다.
그 후 도카이 대학의 졸업연기제도를 이용해서 취업 유급이라는 형태로 대학에 남아 재수 생활을 시작하게 됐지만 재수 생활하는 동안에는 대학 야구 규정에 따라 대외 경기 출전이 불가능하기 때문에 도카이 대학 야구부를 연습 거점으로 삼아 공던지기나 팀 동료를 상대로 한 홍백전, 또는 시트 타격에 등판하는 등 실전 감각으로부터 멀어지지 않도록 애썼다. 다만 홍백전이나 시트 타격에서의 등판은 긴장감이나 중압감이 있는 점에서 실전과는 다르기 때문에 공백에 대한 우려가 있었다. 스가노 자신은 대학 야구뿐만 아니라 고교 야구나 일본 프로 야구, 미국 메이저 리그 등을 적극적으로 관전한 것이 야구 선수로서 많은 도움이 됐다고 한다. 2012년 1월 말부터 한 달 반 동안 미국 애리조나주에서 체류하여 메이저 리그 선수들을 비롯한 여러 경기의 운동 선수들이 모이는 시설에서 천웨이인에게서 왕젠민을 소개받아 조언을 구했다.
그러다가 10월 25일에 열린 드래프트 회의에서 당초에는 DeNA나 라쿠텐도 지명 가능성을 공언했으나 결국은 요미우리의 단독 1순위 지명을 받아 예전부터 열망하던 요미우리와의 교섭권을 획득했다. 드래프트 회의 후에는 숙부이자 요미우리 감독이기도 한 하라 다쓰노리가 도카이 대학을 방문해서 등번호 19번과 이름이 들어간 요미우리 유니폼을 건네주었다. 11월 21일에는 계약금 1억 엔에 성적에 따른 보너스 5,000만 엔, 연봉 1,500만 엔으로 입단 계약을 맺었고(금액은 추정치) 정식으로 요미우리에서의 등번호인 19번이 됐다. 11월 23일에 개최된 팬 감사 데이에서 입단을 공식 발표했다.

### 프로 입단 후

#### 2013년
1월 20일, 스프링 캠프 1군 명단에 오르면서 2월 1일부터는 미야자키현 미야자키시의 캠프지에 입성했다. 또한 이날 스프링 캠프에서 처음으로 불펜 투구 훈련을 가졌다. 2월 16일, 홍백전에서 입단 후 처음으로 실전 데뷔를 이뤘고 2월 24일에는 시범 경기에 첫 출전했다. 3월 29일, 구단 측에서 스가노가 선발 로테이션에 합류했다고 공식 발표했다. 3월 30일 히로시마 도요 카프전(도쿄 돔)에서 아베 신노스케와 배터리를 구성하여 데뷔 첫 등판과 동시에 첫 선발로 나와 1회초에 기쿠치 료스케로부터 헛스윙 삼진을 잡아 데뷔 첫 탈삼진을 기록, 7이닝 동안 5피안타 9탈삼진 1실점의 내용으로 호투했으나 경기는 연장 12회에 1대 1 무승부로 끝나 승패는 연결되지 않았다. 4월 6일 주니치 드래건스전(도쿄 돔)에서는 8이닝 동안 6피안타 4실점을 기록하여 데뷔 후 처음으로 승리 투수가 됐고 4월 13일 도쿄 야쿠르트 스왈로스전(도쿄 돔)에서는 자신의 첫 두 자릿수 탈삼진을 기록하여 8이닝 1실점 10탈삼진으로 승리 투수가 됐다. 하지만 4월 27일 야쿠르트전(메이지 진구 야구장)에서는 6이닝 4실점 3탈삼진으로 기록하여 데뷔 첫 패전 투수가 됐다. 5월 4일 히로시마전(도쿄 돔)에서는 2회말에 나카자키 쇼타로부터 자신의 데뷔 첫 안타(우전 적시타)와 첫 타점을 기록했고 경기면에서도 6과 2/3이닝을 던져 2실점 7탈삼진으로 승리 투수가 됐다. 6월 15일 후쿠오카 소프트뱅크 호크스전(후쿠오카 야후오쿠! 돔)에서는 9이닝 1실점 11탈삼진으로 자신의 데뷔 첫 완투승을 달성했다. 자신의 첫 센트럴·퍼시픽 교류전 성적은 5경기에 선발로 나와 2승 1패, 39와 1/3이닝 동안 10실점(9자책점), 평균 자책점 2.06, 37탈삼진, 1완투를 기록했다. 올스타전에서는 감독 추천으로 출전하게 되면서 2차전(메이지 진구 야구장)에 선발로 나와 2이닝 동안 2피안타 1실점을 기록했다. 8월 4일 한신 타이거스전(도쿄 돔)에서는 자신과 같은 드래프트 1위이자 신인이던 후지나미 신타로와의 맞대결이 성사됐다. 이 경기에서 후지나미는 6이닝 동안 5탈삼진 무실점의 호투를 보였지만 스가노는 6과 1/3이닝 동안 6실점(3자책점) 5탈삼진을 기록하여 패전 투수가 되면서 후지나미로선 에나쓰 유타카 이래 46년 만의 고졸 선수가 요미우리전에서 승리를 거두고야 말았다. 8월 11일 히로시마전(MAZDA Zoom-Zoom 스타디움 히로시마)에서 7이닝 1실점 5탈삼진으로 자신의 첫 두 자릿수 승리인 10승째를 올렸는데 요미우리의 신인 투수가 두 자릿수 승리를 거둔 사례는 2011년 사와무라 히로카즈 이후 2년 만이자 구단 역사상 11번째가 됐다. 9월 1일 주니치전(도쿄 돔)에서는 9이닝 2실점(1자책점) 5탈삼진을 기록하여 승리 투수가 되진 못했지만(팀도 무승부) 자신의 첫 규정 투구 이닝에 도달했다. 리그 우승이 걸린 9월 22일 히로시마전(도쿄 돔)에서는 8이닝 1실점의 호투로 승리 투수가 됐고 자신에게 있어서는 처음이자 팀의 리그 우승을 이끌었다. 10월 8일 시즌 최종전인 야쿠르트전(도쿄 돔)에서 5회말부터 데뷔 첫 구원 등판하여 4이닝 동안 6탈삼진 무실점으로 호투했다.
야쿠르트의 오가와 야스히로, 한신의 후지나미와의 신인왕 경쟁에 뛰어들었는데 리그 신인왕은 놓쳤지만(16승을 거둔 오가와가 수상) 시즌 내내 176이닝을 던지면서 13승 6패, 승률 0.684, 평균 자책점 3.12, 155탈삼진, 1완투의 성적을 거두며 팀의 리그 우승에 큰 기여를 했고 후지나미와 함께 자신의 첫 센트럴 리그 연맹 특별 수상 부문 중의 하나인 신인 특별상을 수상했다. 승리, 승률은 리그 공동 1위, 평균 자책점, 탈삼진, 투구 이닝은 모두 팀내 최고 성적이었다. 자신의 첫 포스트시즌이 된 히로시마와의 클라이맥스 시리즈 파이널 스테이지(도쿄 돔)에서는 2차전에 선발 등판하여 마에다 겐타와의 투수전을 펼쳤는데 9이닝 동안 3피안타 11탈삼진의 호투로 센트럴 리그 클라이맥스 시리즈에서 사상 초유의 완투·완봉승을 거뒀고 센트럴 리그 클라이맥스 시리즈 완투·완봉 최다 신기록을 수립했다(2018년에 스스로 기록을 경신했다). 이 활약으로 자신의 첫 클라이맥스 시리즈 MVP를 수상했다. 더 나아가 이것이 정규 시즌 및 포스트시즌을 포함한 자신의 첫 완봉승이었다. 팀도 어드밴티지를 포함한 4승 무패로 일본 시리즈에 진출했다.
도호쿠 라쿠텐 골든이글스와의 일본 시리즈에서는 2차전과 6차전에 각각 선발로 나왔는데 모두 금년 시즌의 공식전부터 무패를 기록했던 다나카 마사히로(정규 시즌 24승 무패 1세이브, 클라이맥스 시리즈 1승 무패 1세이브)와 투수전을 펼쳤다. 팀이 1승 무패로 맞이한 10월 27일 2차전(K스타 미야기)에서는 6회말 긴지에게 적시타를 허용하여 실점을 만들었을 뿐만 아니라 5와 1/3이닝 동안 1실점 6탈삼진의 투구 내용으로 팀도 1대 2로 패했고 자신도 패전 투수가 되면서 라쿠텐에게 구단 최초의 일본 시리즈 첫 승리를 헌납했다. 팀이 2승 3패로 궁지에 몰린 상황에서 맞이한 11월 2일 6차전(K스타 미야기)에서는 2회말에 시마 모토히로의 내야 땅볼로 선제당했고 호세 로페스의 실책으로 인해 2실점을 내줬지만 팀 타선의 지원도 있어 7이닝 2실점(1자책점) 3탈삼진의 내용으로 팀은 4대 2로 승리했다. 자신도 승리 투수가 되면서 다나카에게 그해 시즌 공식전과 포스트시즌을 통해서 유일한 패배를 안겼다(팀은 7차전에서 패하여 3승 4패의 성적으로 일본 시리즈 우승을 놓쳤다). 계약 갱신과 관련해서는 5,500만 엔이 상승한 추정 연봉 7,000만 엔으로 서명했다.

#### 2014년

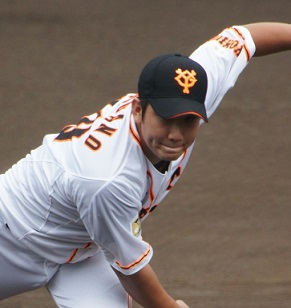
스가노 도모유키(2014년)

3월 28일 한신전(도쿄 돔)에서 자신의 첫 개막전 선발 투수를 맡아 7이닝 동안 피안타 8개, 4실점(무자책점)을 남기면서도 타선의 지원을 받고 시즌 첫 승리 투수가 됐다. 입단 2년차까지의 투수가 개막전에서 승리를 거둔 사례는 요미우리에서는 1960년 이토 요시아키 이래 54년 만의 일이다. 4월 22일 요코하마 DeNA 베이스타스전(선 마린 스타디움)에서 9이닝 1실점 9탈삼진의 성적으로 시즌 첫 완투승을 올렸다. 4월 29일 야쿠르트전(도쿄 돔)에서는 9이닝 동안 7피안타 4실점의 호투로 완투 승리를 거두며 1956년 야스하라 다쓰요시 이후 58년 만의 구단 역사상 네 번째로 ‘4월 중에서의 리그 전체 구단 승리’를 달성했다. 드래프트제 도입 이후로는 구단 역사상 최초이며 또한 이 완투가 자신에게 있어서는 처음으로 볼넷을 하나도 내주지 않은 경기였다. 3·4월 성적에서는 6경기에 선발로 나와 47과 2/3이닝을 던져 5승 무패 평균 자책점 1.89, 34탈삼진, 2완투로 자신의 첫 월간 MVP를 수상했다.
올스타전에서는 처음으로 선수간 투표에서 1위로 선정돼 2년 연속으로 출전하여 2차전에서는 센트럴 올스타팀의 두 번째 투수로 구원 등판해 2이닝 1실점 0탈삼진을 기록했다. 8월 4일에는 오른손 가운뎃손가락의 염증으로 데뷔 후 처음으로 1군 등록이 말소됐고 8월 23일에도 허리에 이상을 느껴 불펜에서 회피했다. 9월 10일 한신전(한신 고시엔 구장)에서 복귀하여 7이닝 동안 1실점 4탈삼진으로 2년 연속 두 번째이자 두 자릿수 승리가 되는 시즌 10승째를 올렸다. 10월 2일 야쿠르트전(메이지 진구 야구장)에서 오른쪽 팔꿈치 인대 손상으로 2이닝 무실점 1탈삼진을 기록하여 그대로 강판돼 이것이 시즌 마지막 등판이 됐다.
시즌을 통해서 158과 2/3이닝을 던져 12승 5패, 승률 0.706, 평균 자책점 2.33, 122탈삼진, 3완투의 성적으로 자신에게 있어서는 최초이자 헤이세이 시대에 태어난 선수로는 처음으로 최우수 평균 자책점을 차지했다. 자신의 2번째인 팀의 리그 우승에 기여했지만 부상의 영향으로 클라이맥스 시리즈 파이널 스테이지(대 한신전, 도쿄 돔)에서의 등판은 이뤄지지 못했고 그 결과 자신의 부상 이탈로 크게 영향을 주면서 팀은 클라이맥스 시리즈 사상 최초로 4연패를 당해 어드밴티지를 포함한 1승 4패로 탈락하는 수모를 겪었다. 그럼에도 불구하고 리그 우승에 기여한 것을 인정받아 자신에게 있어서는 최초이자 헤이세이 시대에 태어난 선수로는 처음으로 센트럴 리그 MVP와 투수 부문에서 헤이세이 시대 태생으로는 최초로 베스트 나인을 수상하여 아베와 함께 최우수 배터리상도 첫 수상했다. 계약 갱신에서는 4,000만 엔이 상승한 추정 연봉 1억 1,000만 엔으로 서명했다.

#### 2015년
3월 27일 DeNA와의 개막전(도쿄 돔)에서 2년 연속으로 두 번째 개막전 선발 투수를 맡아 7이닝 동안 5탈삼진, 1실점의 호투로 시즌 첫 승리를 거뒀다. 또한 전년도까지 배터리를 구성했던 아베가 부상의 영향으로 수비 위치를 1루수로 이동됐기 때문에 고바야시 세이지와 배터리를 구성했다. 5월 19일 한신전(한신 고시엔 구장)에서는 9이닝 무실점 3탈삼진의 성적으로 입단 3년 만에 정규 시즌에서 자신의 데뷔 첫 완봉승을 기록했다. 5월 26일 사이타마 세이부 라이온스전(고리야마 종합운동장 가이세이잔 야구장)에서 9이닝 1실점(무자책점) 9탈삼진으로 완투승을 거두었지만 5월 31일에는 목 통증 때문에 등록이 말소됐다. 6월 10일 홋카이도 닛폰햄 파이터스전(삿포로 돔)에서 복귀하여 7이닝 3실점 4탈삼진이라는 호투에도 불구하고 패전 투수가 됐다. 올스타전에서는 감독 추천으로 3년 연속 세 번째로 출전했는데 1차전에서는 선발 등판하여 3이닝 4실점 2탈삼진을 기록했다. 9월 22일의 한신전(도쿄 돔)에서 7이닝 무실점 10탈삼진으로 3년 연속 세 번째이자 두 자릿수 승리인 10승째를 올렸다. 시즌 최종 성적은 179이닝을 던져 10승 11패, 승률 0.476, 평균 자책점 1.91, 126탈삼진, 6완투, 2완봉의 성적으로 평균 자책점은 자신의 첫 1점대를 기록했다. 하지만 호투해도 타선의 지원을 받지 못한 때가 많아지는 것과 승리 투수 자격을 얻고 강판된 후에 계투진들의 제구력 난조로 승리가 날아가는 일이 많아지면서 처음으로 승수보다 패전 수를 앞서는 암울한 시즌을 보냈다(평균 자책점은 센트럴 리그 및 양대 리그에서의 규정 투구 이닝을 채운 투수 중에서 2위에 해당되는 성적이었다). 팀도 리그 2위를 기록했다.
클라이맥스 시리즈 퍼스트 스테이지 한신전(도쿄 돔)에서는 10월 11일 2차전에 선발 등판했지만 4이닝 4실점(3자책점)으로 패전 투수가 됐다. 하지만 팀은 2승 1패의 성적으로 파이널 스테이지에 진출했다. 야쿠르트와 맞붙은 파이널 스테이지에서는 10월 16일의 3차전에 선발 등판하여 다테야마 쇼헤이와 투수전을 펼치는 등 6이닝 2실점의 호투를 보였지만 타선의 지원을 받지 못한 채 또다시 패전 투수가 됐고 팀은 야쿠르트의 어드밴티지를 포함한 1승 4패의 성적으로 탈락했다.
계약 갱신에서는 2,000만 엔이 상승한 추정 연봉 1억 3,000만 엔으로 서명했다.

#### 2016년
‘압도’(圧倒)를 주제로 내걸고 자율 훈련에선 원심을 습득하면서 시즌에 임했다. 3월 25일 야쿠르트전(도쿄 돔)에서 3년 연속이자 통산 세 번째 개막전 선발 투수를 맡아 7이닝 무실점 4탈삼진의 호투로 1993년부터 1996년에 걸쳐 사이토 마사키 이래가 되는 3년 연속 개막전에서의 선발 승리 투수가 되는 위업을 달성하면서 구단 역대 최장 타이 기록이 됐다. 4월 6일 한신전(도쿄 돔)에서 9이닝 무실점 8탈삼진의 투구 내용으로 시즌 첫 완봉승을 거뒀다. 이것이 자신으로서는 처음으로 볼넷없이 완봉 승리를 거둔 것과 정규 시즌에 있어서 도쿄 돔에서의 첫 완봉승이었다. 3·4월에는 6경기에 선발로 나와 48이닝을 던져 3승 무패, 평균 자책점 0.56, 42탈삼진, 2완봉의 성적으로 월간 MVP에 선정됐다. 이 가운데 4월에는 4경기에 선발 등판하면서 33이닝 동안 1실점(무자책점)으로 월간 평균 자책점 0.00을 기록(2승 무패, 33탈삼진)했는데 월간 평균 자책점 0.00은 2001년에 이시이 가즈히사 이후 15년 만이자, 양대 리그제 도입 이후로는 역대 네 번째 기록이다. 4월 28일 한신전(한신 고시엔 구장)에서 8이닝 1실점(무자책점)의 내용으로 팀은 무승부로 끝났지만 12탈삼진으로 두 자릿수 탈삼진을 기록했고 5월 5일 히로시마전(도쿄 돔)에서 9이닝 2실점 10탈삼진으로 완투승, 5월 13일 야쿠르트전(도쿄 돔)에서 33이닝 만에 볼넷을 내줬지만 9이닝 1실점(무자책점) 10탈삼진의 내용으로 요미우리에서는 2003년에 기사누키 히로시 이후 13년 만에 구단 역사상 4번째 및 구단 역대 최다 타이 기록인 3경기 연속 두 자릿수 탈삼진을 달성했다. 7월 9일 DeNA전(도쿄 돔)에서 9이닝 2실점(1자책점), 개인 최다 기록인 13탈삼진으로 완투승을 거두었다. 올스타전에도 처음으로 팬 투표 1위에 선정됐고 4년 연속이자 통산 네 번째로 출전하여 1차전에서는 선발로 나와 2이닝 무실점 1탈삼진을 기록했다.
8월 5일 히로시마전(MAZDA Zoom-Zoom 스타디움 히로시마)에서 왼쪽 엄지 발가락과 피부 사이에 생긴 물집이 일어나면서 4이닝 2실점 3탈삼진을 기록하여 강판됐고 다음날에 등록이 말소됐다. 8월 16일 주니치전(나고야 돔)에 복귀하여 6이닝 무실점 7탈삼진의 호투로 승리 투수가 되면서 4년 연속 네 번째로 규정 투구 이닝에 도달했다. 이후에도 시즌 내내 평균 자책점은 1점 대 후반을 달리다가 자신의 10승째가 걸린 9월 28일 주니치전(도쿄 돔)에서 5이닝 2실점으로 5탈삼진으로 승리 투수가 되지 못했고 평균 자책점이 2점 대로 접어들었다. 시즌 성적은 183과 1/3이닝을 던지면서 9승 6패, 승률 0.600, 평균 자책점 2.01, 189탈삼진, 5완투, 1완봉으로 2년 만에 두 번째로 최우수 평균 자책점과 자신의 첫 최다 탈삼진 타이틀을 획득했고 자신에겐 처음이자 투수 부문에서의 헤이세이 시대 태생으로는 최초로 골든 글러브상도 수상했다. 작년과 마찬가지로 팀 타선의 지원이 없어서 승수가 늘어나지 않자 데뷔 후 처음으로 두 자릿수 승리에는 이르지 못했다. 크리스 존슨과 사와무라 에이지상을 놓고 경쟁했지만 승수가 한 자릿수였던 것이 이유를 들어(존슨은 15승) 자신의 첫 사와무라상 수상에는 실패했다.
팀은 리그 2위로 시즌을 마치면서 포스트시즌에 진출했는데 클라이맥스 시리즈 퍼스트 스테이지 상대인 DeNA전에서는 컨디션 난조로 등판을 피했지만 팀은 1승 2패를 기록하여 파이널 스테이지 진출에는 실패했다. 계약 갱신에서는 1억 엔이 상승한 추정 연봉 2억 3,000만 엔으로 서명했다.

#### 2017년
새로운 체인지업을 습득하여 시즌에 임했다. 정규 시즌에서는 지금까지 3년 연속으로 개막전 선발 투수를 맡고 있었지만 구단 수뇌진들이 스가노가 월드 베이스볼 클래식에 출전할 당시의 컨디션을 고려하여 3월 31일 주니치와의 개막전(도쿄 돔) 선발 투수는 마일스 마이컬러스가 낙점됐다. 4월 4일 DeNA전(요코하마 스타디움)에서 7이닝 1실점 7탈삼진으로 시즌 첫 승을 올렸다. 4월 18일 야쿠르트전(후지사키다이 현영 야구장)에서 시즌 첫 완봉승(5탈삼진), 4월 25일 히로시마전(MAZDA Zoom-Zoom 스타디움 히로시마)에서도 완봉승(7탈삼진), 5월 2일 DeNA전(도쿄 돔)에서도 완봉승(9탈삼진)을 거두며 자신의 첫 3경기 연속 완봉승을 달성했다. 센트럴 리그에서는 1989년에 사이토 마사키가 달성한 이후 약 28년 만의 기록이었다. 5월 23일 한신전(한신 고시엔 구장)에서는 7이닝 무실점 6탈삼진으로 승리 투수가 되면서 자신의 통산 50승째에 도달했다. 5월 성적은 5경기에 선발로 나와 37이닝을 던져 3승 2패, 평균 자책점 2.68, 31탈삼진, 1완봉으로 월간 MVP를 수상했다. 올스타전에도 2년 연속 팬 투표 1위에 선정되면서 5년 연속이자 통산 5번째로 출전했는데 2차전에 선발 등판하여 2이닝 무실점 3탈삼진을 기록했다. 7월 22일 DeNA전(요코하마 스타디움)에서 8이닝 무실점 10탈삼진으로 2년 만에 4번째이자 두 자릿수 승리가 되는 10승째를 올렸다. 7월에는 4경기에 선발로 나와 29이닝을 던져 4승 무패, 평균 자책점 0.31, 30탈삼진으로 월간 MVP를 수상했다. 9월 8일 야쿠르트전(도쿄 돔)에서는 9이닝 1실점(무자책점) 8탈삼진의 성적으로 완투승을 거두면서 처음으로 시즌 15승에 도달했다. 9·10월에도 5경기에 선발로 나와 38이닝을 던져 4승 무패, 평균 자책점 0.47, 26탈삼진, 2완투, 1완봉의 성적으로 월간 MVP를 수상했다.
팀은 리그 4위로 포스트시즌에 진출하지 못했지만 개인 성적은 187과 1/3이닝을 던져 17승 5패, 승률 0.773, 평균 자책점 1.59, 171탈삼진, 6완투, 4완봉을 기록했다. 평균 자책점은 자신의 두 번째인 1점 대를 기록했다. 17승 이상으로 평균 자책점 1.60 미만은 센트럴 리그에서는 1966년 무라야마 미노루 이후 51년 만의 일이다. 또한 자신의 첫 다승왕과 2년 연속이자 통산 세 번째인 최우수 평균 자책점을 획득하여(최우수 평균 자책점 3회 획득은 2013년 마에다 겐타 이후 4년 만의 센트럴 리그 최다 타이 기록) 3년 만에 통산 두 번째로 베스트 나인과 2년 연속 골든 글러브상도 수상했다. 그리고 고바야시와 함께 통산 두 번째의 최우수 배터리상도 수상했다. 그해 퍼시픽 리그 다승왕과 최우수 평균 자책점을 획득하여 베스트 나인과 골든 글러브상을 동시에 수상한 기쿠치 유세이와 사와무라 에이지상을 놓고 경쟁했지만 평균 자책점과 승수가 양대 리그를 통틀어 최고 기록을 충족시켰다고 인정받아(평균 자책점 1.59, 17승) 자신에겐 처음이자 헤이세이 시대 태생으로는 첫 사와무라 에이지상 수상자로 선정됐다(역대 52번째). 요미우리 투수에 의한 사와무라 에이지상 수상은 구단 역사상 14번째이며 2002년 우에하라 고지 이후 15년 만이다. 계약 갱신에서는 2억 2,000만 엔이 상승한 추정 연봉 4억 5,000만 엔으로 서명했다.

#### 2018년

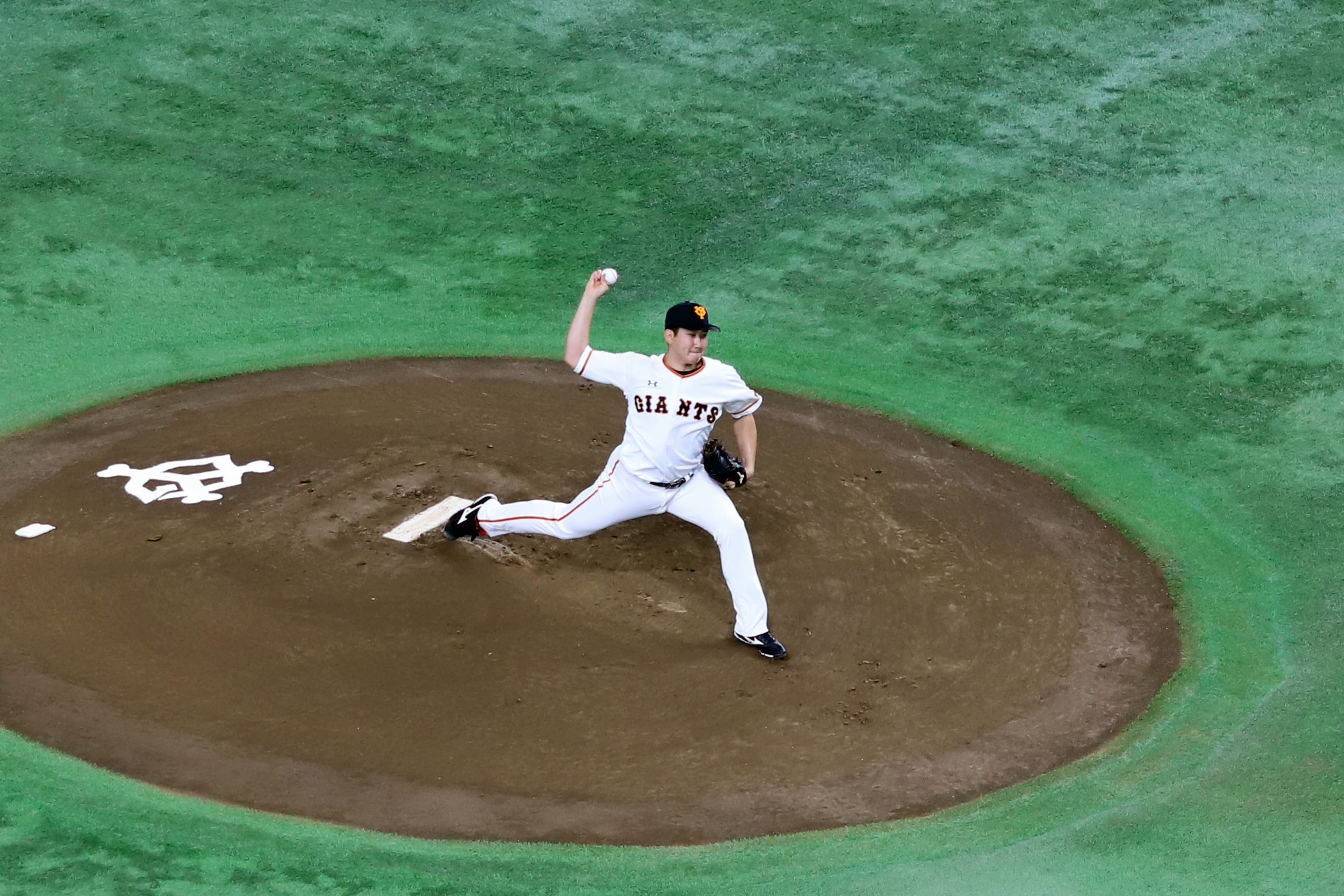
마운드에서의 스가노(2018년 9월 22일, 도쿄 돔)

그 해부터 선수회장으로 취임하였고 춘계 스프링 캠프에서는 새로운 싱커를 습득하여 시즌에 도전했다. 3월 30일, 한신과의 개막전(도쿄 돔)에서 2년 만이자 자신으로서는 네 번째 개막전 선발 투수를 맡았지만 제구력 난조로 7이닝 5실점을 기록하며 패전 투수가 됐다. 시즌 두 번째 등판인 4월 6일 야쿠르트전(메이지 진구 야구장)에서도 6이닝 5실점(4자책점) 5탈삼진이라는 부진한 성적으로 자신의 첫 개막 2연패 수렁에 빠졌다. 이에 따라 새로운 구종인 싱커를 봉인하고 나선 4월 13일 히로시마전(도쿄 돔)에서는 8이닝 1실점 10탈삼진의 호투로 시즌 첫 승리 투수가 됐다. 이 성적으로 자신의 연패와 팀의 6연패를 동시에 끊었다. 4월 20일 한신전(한신 고시엔 구장)에서 9이닝 2실점 6탈삼진으로 승리 투수가 되면서 시즌 첫 완투가 됐다.
5월 11일 주니치전(도쿄 돔)에서는 피안타 5개를 비롯해 자신의 최다 타이 기록인 13탈삼진을 기록하여 시즌 첫 완봉승을 거두었고 5월 18일 DeNA전(도쿄 돔)에서는 쓰쓰고 요시토모에게 홈런을 맞아 연속 이닝 무실점은 29와 2/3이닝으로 멈췄지만 6이닝 3실점 7탈삼진의 호투로 승리 투수가 됐다. 타격면에서는 5회말에 상대 투수 이시다 겐타로부터 프로에 입문한 지 320타석 만에 데뷔 첫 홈런을 때려냈다. 6월 15일 지바 롯데 마린스전(ZOZO 마린 스타디움)에서 완봉승(9탈삼진)을 따내며 자신이 소속돼 있는 요미우리를 제외한 전체 11개 구단을 상대로 승리를 달성했다. 올스타전에서는 선수간 투표 1위에 선정됐고 6년 연속이자 통산 6번째로 출전했고 2차전 선발로 나와 2이닝 무실점 2탈삼진으로 호투했다. 7월 28일 주니치전(도쿄 돔)에서는 1회초 투 아웃 상황에 다얀 비시에도를 2루 뜬공으로 아웃시키고 통산 1000투구 이닝에 도달했지만 8이닝 4실점 9탈삼진으로 패전 투수가 됐다. 8월 18일의 주니치전(도쿄 돔)에서 완봉승(9탈삼진)을 거두면서 2년 연속 5번째이자 두 자릿수 승리가 되는 시즌 10승째를 올리며 6년 연속 6번째로 규정 투구 이닝에 도달했다.
시즌 종반인 9월 22일 야쿠르트전(도쿄 돔)에서 완봉승(9탈삼진), 9월 28일 DeNA전(도쿄 돔)에서도 완봉승(2탈삼진), 10월 4일 히로시마전(MAZDA Zoom-Zoom 스타디움 히로시마)에서도 완봉승(11탈삼진)을 따내는 등 자신의 두 번째가 되는 3경기 연속 완봉승을 달성함과 동시에 2년 연속 2번째가 되는 시즌 15승에 도달했다. 팀의 클라이맥스 시리즈 진출이 걸려있는 시즌 최종전인 10월 9일 한신전(한신 고시엔 구장)에서 팀이 5점 차로 앞선 9회에 데뷔 후 처음으로 구원 등판해 1이닝 무안타, 무실점으로 막아내면서 팀은 정규 시즌 3위로 클라이맥스 시리즈에 진출했다. 9·10월에는 7경기(6선발)에서 49이닝을 던져 4승 1패, 평균 자책점 1.10, 44탈삼진, 3완봉의 성적으로 월간 MVP를 수상했다. 그해 202이닝을 던져 15승 8패, 승률 0.652, 평균 자책점 2.14, 200탈삼진, 10완투, 8완봉의 성적을 남겼다. 투수 부문 타이틀에서도 2년 연속 통산 두 번째의 다승왕, 3년 연속 통산 네 번째의 최우수 평균 자책점, 2년 만에 통산 두 번째인 최다 탈삼진을 연거푸 석권했는데 2년 연속 다승왕은 2012년에 우쓰미 데쓰야 이후 6년 만에 처음으로 센트럴 리그 최장 타이 기록을 세웠다. 더 나아가 본인으로선 최초이자 헤이세이 시대 태생으로는 최초, 헤이세이 시대의 마지막이 되는 ‘투수 부문 3관왕’(역대 19번째)을 달성했는데 투수 부문 3관왕은 2010년에 마에다 겐타 이후 8년 만이다. 또한 같은 시즌에서의 200투구 이닝과 200탈삼진을 달성한 사례는 요미우리 구단에서의 1981년 에가와 스구루 이후 37년 만이며 3년 연속 최우수 평균 자책점은 1958년 이나오 가즈히사 이후 60년 만에 역대 두 번째로 일본 프로 야구 최장 타이 기록, 네 번째의 최우수 평균 자책점은 1999년 구도 기미야스 이후 19년 만에 역대 3번째 및 센트럴 리그 최다 신기록, 시즌 8차례의 완봉 승리는 1978년 스즈키 게이시 이래 40년 만(요미우리에서는 1963년 이토 요시아키 이후 55년 만의 기록)의 쾌거로 헤이세이 시대에 있어서의 최다 신기록이다.
10월 14일 클라이맥스 시리즈 퍼스트 스테이지 2차전인 야쿠르트전(메이지 진구 야구장)에 선발 등판해 하라 주리와 투수전을 펼쳐 본인으로선 처음이자 클라이맥스 시리즈 및 일본 시리즈도 포함한 포스트시즌 사상 최초로 ‘노히트 노런’(7탈삼진)을 달성했다(헤이세이 시대 마지막). 이로써 포스트시즌 노히트 노런 최다 신기록 수립을 비롯해서 나루세 요시히사와 나란히 클라이맥스 시리즈 완봉 최다 타이 기록 및 센트럴 리그 클라이맥스 시리즈 완봉 최다 신기록 수립, 센트럴 리그 클라이맥스 시리즈 최다 완투 신기록을 수립했다. 자신의 호투에 힘입어 팀은 파이널 스테이지 진출을 결정지었다. 이 경기에서 출루를 허용한 것은 야마다 데쓰토에게 볼넷 한 개를 내준 것이 전부였고 또한 NPB 포스트시즌 역사상 유일한 기록이다. 또한 자신의 2013년 센트럴 리그 CS 완봉승을 포함한 센트럴 리그 클라이맥스 시리즈 최다 완투·완봉 신기록도 경신했다. 팀은 2승 무패의 성적으로 퍼스트 스테이지에서 승리했지만 이어지는 파이널 스테이지에서의 히로시마전에서 3연패를 당해 어드밴티지를 포함한 0승 4패라는 최악의 성적을 남기며 탈락했고 자신의 등판 기회도 없었다.
2년 연속 통산 세 번째인 베스트 나인과 3년 연속 골든 글러브상을 동시에 수상했고 더 나아가 2008년의 후지카와 규지 이후 10년 만이자 처음으로 최우수 배터리상의 특별상도 수상했다. 또한 이 해에 다승왕과 최고 승률을 차지한 오세라 다이치와 사와무라 에이지상 수상을 놓고 경쟁을 벌였는데 선정 기준 7개 항목을 모두 채운 것으로 평가받아 1996년 사이토 마사키 이후 22년 만에 역대 5번째로 2년 연속 ‘사와무라 에이지상’ 및 헤이세이 시대의 마지막 사와무라 에이지상을 수상했다(사와무라 에이지상의 복수 수상은 2015년 마에다 겐타 이후 3년 만이자 역대 14번째). 더욱이 선정 기준을 모두 충족한 것은 2013년 가네코 지히로 이후 5년 만에, 선정 기준을 모두 충족한 수상은 2011년 다나카 마사히로 이후 7년 만이자, 센트럴 리그에서의 전체 선정 기준 달성자는 1993년 이마나카 신지 이후 25년 만이다(2024년 시점에서 일본 프로 야구 마지막으로 전체 선정 기준 달성자 였음). 이 해의 정규 시즌에서 스가노가 던진 투구 수는 3129구이며, 정규 시즌 3000구 이상을 던진 센트럴 리그 투수에서는 현재(2024년 시점) 마지막(양대 리그라면 2019년 센가 고다이가 마지막)으로, 시즌 200이닝을 넘어선 것도 현재(2024년 시점) 일본 프로 야구 최후의 달성자였다.
계약 갱신과 관련해서는 2억 엔이 상승한 추정 연봉 6억 5,000만 엔으로 서명했는데 2004년 사사키 가즈히로 이후 15년 만에 일본인 선수 역대 최고 연봉이 됐고 일본 프로 야구 역대 연봉에서도 3위에 올랐다. 이듬해부터 등번호를 신인 시절부터 붙였던 19번에서 에이스 넘버인 18번으로 변경했다고 구단측이 공식 발표했다.

#### 2019년
구위를 높이기 위해 ‘탈력투구법’(脱力投法)을 도입했다. 3월 29일 히로시마와의 개막전(MAZDA Zoom-Zoom 스타디움 히로시마)에서는 2년 연속으로 통산 5번째 개막전 선발 투수를 맡았지만 7이닝 동안 아베 도모히로의 솔로 홈런으로 1점을 막아냈으나 팀 타선이 히로시마의 개막전 선발 투수로 등판한 오세라 다이치에게 막혀 부진에 시달리는 등 전년도에 이어 개막전 패전 투수가 됐다. 4월 5일 DeNA전(요코하마 스타디움)에서는 9이닝 동안 137개의 공으로 네프탈리 소토, 쓰쓰고 요시토모에게 솔로 홈런을 맞았지만 2실점의 호투로 완투승을 올리는 등 시즌 첫 승리 투수가 됐다. 자신의 헤이세이 시대 마지막 등판이 된 4월 25일 야쿠르트전(메이지 진구 야구장)에 선발로 나왔지만 아오키 노리치카, 야마다 데쓰토, 블라디미르 발렌틴에게서 헤이세이 시대의 마지막이자 자신의 첫 3자 연속 홈런을 맞는 등 3과 1/3이닝 동안 7실점 2탈삼진으로 패전 투수가 됐다. 레이와 시대 첫 경기가 된 5월 1일 주니치전(도쿄 돔)에서는 1회초에 와타나베 마사루로부터 루킹 삼진을 잡아 레이와 시대 첫 탈삼진을 기록했고 7회초에 히라타 료스케로부터 헛스윙 삼진을 잡으면서 자신의 통산 1000탈삼진을 기록했다. 또한 사카모토 하야토가 레이와 시대 첫 홈런을 치는 등 타선의 지원도 있어 9이닝을 10탈삼진 1실점으로 완투승을 따내 새 연호인 ‘레이와 제1호 승리 투수’가 됐다. 5월 8일 DeNA전(HARD OFF ECO 스타디움 니가타)에서 6이닝 5실점(4자책점)으로 팀 타선의 지원을 받고 승리 투수가 됐다. 또한 자신이 5실점 이상의 승리를 기록한 것은 데뷔 후 처음있는 일이다. 5월 15일 한신전(도쿄 돔)에서는 첫회에 이토이 요시오에게 2점 홈런, 5회초에 후쿠도메 고스케에게 솔로 홈런, 6회초에는 기나미 세이야에게 솔로 홈런과 오야마 유스케에게 2점 홈런을 맞고 최악의 성적에 해당되는 한 경기에서 무려 4개의 피홈런을 기록했다. 이 경기에서 5와 2/3이닝을 던져 실점에서도 최악의 성적인 10실점(7자책점), 4탈삼진으로 패전 투수가 됐고 5월 21일에는 허리에 이상이 생겨 등록이 말소됐다.
센트럴·퍼시픽 교류전인 6월 9일 지바 롯데전(도쿄 돔)에서 복귀하여 6이닝 2실점 7탈삼진의 호투로 승리 투수가 됐다. 6월 16일 홋카이도 닛폰햄 파이터스전(삿포로 돔)에서도 7이닝 3실점의 호투로 승리 투수가 됐지만 교류전 우승이 걸려있는 6월 23일 소프트뱅크전(도쿄 돔)에서는 첫회에 후쿠다 슈헤이에게서 선두 타자 홈런을 맞는 등 4실점(2자책점)을 내줬고 2회에 투수이자 선두 타자인 와다 쓰요시에게 볼넷을 내주는 등 제구력에 문제를 드러내며 패전 투수가 됐다. 이로써 팀은 5년 만의 교류전 우승을 놓쳤고 1과 3이닝에서 강판된 사례는 자신으로선 프로 입단 후 가장 짧은 기록이다. 7월 2일 주니치전(도쿄 돔)에서는 단 한 개의 볼넷을 허용하지 않고 시즌 첫 완봉승을 거두었다. 올스타전에서는 감독 추천으로 선정되면서 7년 연속 출전했는데 2차전에 선발 등판했다. 이 경기에서는 2이닝 무실점으로 타선의 지원을 받는 등 올스타전에 있어서 자신의 생애 첫 승리 투수가 됐다.
8월 21일 주니치전(나고야 돔)에서 7이닝 1실점 5탈삼진으로 3년 연속 6번째로 두 자릿수 승리인 10승째를 거두었다. 그러나 9월에는 허리 통증으로 두 차례의 등록 말소가 있었고 이후에는 정규 시즌의 등판을 보류했다. 시즌을 통해서는 11승을 거두며 자신의 세 번째로 팀의 우승에 기여했지만 입단 이후부터 6년 연속으로 도달했던 규정 투구 이닝을 채우지 못했다. 최종적으로 136과 13이닝을 던져 11승 6패, 승률 0.647, 평균 자책점 3.89, 120탈삼진, 3완투, 1완봉의 성적을 남겼다.
클라이맥스 시리즈 파이널 스테이지인 한신전(도쿄 돔)에서는 허리 통증의 영향으로 등판을 피했지만 팀은 어드밴티지를 포함한 4승 1패로 일본 시리즈에 진출했다. 소프트뱅크와 맞붙은 일본 시리즈에서는 팀이 0승 3패로 맞이한 상황에서 4차전에 선발 등판하여 와다 쓰요시와 투수전을 펼쳤다. 4회에 유리스벨 그라시알에게서 3점 홈런을 맞으면서도 그 후에도 호투를 이어나갔지만 7회에는 두 차례의 실책에 의한 실점을 내주는 등 6과 1/3이닝을 던져 4실점(3자책점) 8탈삼진으로 강판됐다. 팀도 3대 4로 패하면서 자신도 패전 투수가 됐고 팀은 0승 4패라는 최악의 성적을 남겨 일본 시리즈 우승을 놓쳤다.
시즌 종료 후 FA권을 취득했지만 요미우리에 잔류하겠다는 입장을 표명했고 계약 갱신은 작년과 마찬가지로 추정 연봉 6억 5,000만 엔으로 연봉이 동결됐다.

#### 2020년
그 해부터 투구 폼을 변경하여 시즌에 임했다. 시범 경기에서는 17이닝을 던져 3실점, 평균 자책점 1.59, 탈삼진 10개로 안정적인 피칭을 이어나갔지만 코로나19의 영향으로 시즌 개막이 6월로 연기됐다. 6월 19일 한신과의 개막전(도쿄 돔)에서 3년 연속이자 통산 6번째로 개막전 선발 투수를 맡아 7이닝 2실점 8탈삼진의 내용으로 시즌 첫 승리 투수가 됐다. 이 승리를 계기로 자신의 개막전 통산 4승째가 되면서 1996년 사이토 마사키 이래 24년 만의 구단 역대 최다 타이 기록이 됐다. 또한 이 승리가 구단 통산 6000승 기록이 됐다. 개막전에서는 고바야시와 배터리를 구성하고 있었지만 고바야시가 부상으로 말소됐기 때문에 자신의 두 번째 등판부터는 오시로 다쿠미와 배터리를 구성했다. 7월 3일 주니치전(도쿄 돔)에서는 9이닝 무실점 11탈삼진의 투구 내용으로 시즌 첫 완봉승을 거두었다. 7월 14일 히로시마전(MAZDA Zoom-Zoom 스타디움 히로시마)에서 5이닝 무실점 5탈삼진으로 승리 투수가 됐는데 6이닝을 던지지 않고 승리를 거둔 것은 자신의 프로 입단 후 처음이다. 6·7월에는 6경기에 선발로 나와 42와 2/3이닝을 던져 5승 무패, 평균 자책점 1.69, 46탈삼진, 2완봉의 성적으로 월간 MVP를 수상했다. 특히 7월 성적은 4전 4승, 30이닝을 던져 2실점(1자책점), 평균 자책점 0.30, 34탈삼진으로 양대 리그제 이후 월간 평균 자책점 0.30 이하를 두 차례나 기록한 것은 가네다 마사이치, 무라야마 미노루, 다나카 마사히로에 이어 역대 네 번째 기록이다. 더욱이 통산 7번째의 월간 MVP 수상은 마쓰이 히데키와 나란히 구단 역사상 최다 타이 기록이 됐다. 그리고 오시로와 함께 자신의 첫 월간 최우수 배터리상(6·7월)도 수상했다. 8월에는 4경기에 선발 등판하면서 30이닝을 던져 4승 무패, 평균 자책점 1.50, 21탈삼진, 1완봉의 성적으로 2개월 연속 월간 MVP를 수상했다. 센트럴 리그 투수로서 2개월 연속 수상한 것은 2013년에 노미 아쓰시 이후 7년 만이자 8번째이며 특히 8번째 수상은 2008년 야마모토 마사 이후 12년 만에 센트럴 리그 투수 최다 타이 기록이 됐다.
9월 8일 주니치전(나고야 돔)에서는 7이닝 무실점 6탈삼진의 성적으로 4년 연속 7번째이자 두 자릿수 승리인 10승째를 거두었고 또한 자신의 첫 시즌 10연승(무패)에 도달했다. 9월 15일 한신전(도쿄 돔)에서 6이닝 3실점 5탈삼진으로 승리 투수가 됐는데 센트럴 리그에서는 1982년 기타벳푸 마나부 이후 38년 만이며 요미우리에선 1938년 단일 리그 시절이던 빅토르 스타루힌 이후 82년 만에 처음으로 개막전 선발 투수 11연승을 달성하며 센트럴 리그 최다 타이 기록을 수립했다. 개막 이후부터 시즌 연승 기록도 센트럴 리그 역대 2위 기록을 세웠다. 또한 이 승리로 팀의 우승 매직이 점등됐다. 9월 29일 히로시마전(MAZDA Zoom-Zoom 스타디움 히로시마)에서는 6이닝 1실점 9탈삼진의 투구 내용으로 승리 투수가 되면서 2004년 이와쿠마 히사시 이후 16년 만에 개막전 선발 투수로서의 12연승을 달성했다. 이것이 이와쿠마와 나란히 일본 프로 야구 최다 타이 기록이 됐다. 10월 6일 DeNA전(도쿄 돔)에서 7이닝 3실점 4탈삼진으로 승리 투수가 되면서 일본 프로 야구 신기록에 해당되는 ‘개막전 선발 투수 13연승’을 달성했다. 개막 이후부터의 연승 기록도 1966년 호리우치 쓰네오 이후 54년 만에 처음으로 센트럴 리그 최다 타이 기록을 수립했다. 또한 이 승리가 개인 통산 100승째가 되면서 헤이세이 시대 태생의 첫 달성자가 됐다(192경기째에서의 100승은 역대 7번째로 가장 빠른 기록이며 드래프트제 도입 이후 마쓰자카 다이스케, 우에하라 고지에 이어 역대 3번째의 가장 빠른 기록).
10월 13일 히로시마전(도쿄 돔)에서는 6이닝 4실점(3자책점) 5탈삼진의 성적으로 시즌 첫 패전 투수가 되면서 연승 기록이 멈췄지만 2년 만에 7번째로 규정 투구 이닝에 도달했다. 10월 31일 야쿠르트전(도쿄 돔)에서 5이닝 1실점 5탈삼진으로 승리 투수가 되면서 팀의 연패를 끊었고 이튿날에는 컨디션 조절을 위해 등록이 말소됐다. 자신의 15승 달성에 도전하는 시즌 최종전인 11월 14일 DeNA전(요코하마 스타디움)에서 복귀했다. 이 경기에서는 5이닝 무실점(5탈삼진)의 호투로 승리 투수의 자격을 얻어 강판됐으나 9회에 자신의 뒤를 이어 구원 등판한 다구치 가즈토가 만루 상황에서 가미자토 가즈키에게 적시타를 허용하여 역전 끝내기 패배를 당했고 15승 달성은 끝내 무산됐다.
시즌 성적은 137과 1/3이닝을 던져 14승 2패, 승률 0.875, 평균 자책점 1.97, 131탈삼진, 3완투, 3완봉으로 자신의 3번째가 되는 평균 자책점 1점대를 기록했다. 규정 투구 이닝에 도달한 세 번의 평균 자책점 1점대는 2013년의 다나카 마사히로 이래 7년 만에 역대 20번째가 됐다. 더 나아가 통산 세 번째의 다승왕과 첫 타이틀인 최고 승률도 차지하여 자신의 네 번째인 팀의 리그 우승에 큰 기여를 했다. 최고 승률을 획득함으로써 통산에서 선발 투수의 주요 타이틀을 모두 차지하는 위업을 달성했다. 통산 획득 타이틀수도 10개가 되면서 10개 이상에서의 선발 투수의 주요 타이틀 획득은 2000년 구도 기미야스 이후 20년 만에 역대 8번째 기록을 만들었다. 최우수 평균 자책점과 최다 탈삼진을 획득한 오노 유다이와 사와무라 에이지상 수상을 놓고 경쟁을 벌였지만 평균 자책점, 완투수, 투구 이닝에서 12구단 가운데 1위의 성적을 남긴 오노가 사와무라상을 수상했고 자신의 세 번째 사와무라상 수상에는 무산됐다.
특례에 의해서 전 경기에 지명타자 제도가 도입된 후쿠오카 소프트뱅크 호크스와의 일본 시리즈에서는 11월 21일 1차전(교세라 돔 오사카)에 선발로 나왔으나 2회초와 6회초에 구리하라 료야로부터 2점 홈런과 2점 적시 2루타를 맞는 등 6이닝 4실점 4탈삼진으로 패전 투수가 됐다. 3연패로 맞이한 4차전에서는 자원해서 불펜에 들어갔지만 구원 등판 기회는 오지 않았고 팀도 4연패를 당하며 4전 전패라는 최악의 성적으로 작년에 이어 일본 시리즈 우승을 놓치는 불명예를 안게 됐다.
개막전 선발 투수 13연승이라는 프로 야구 신기록을 세운 공로로 통산 두 번째이자 센트럴 리그 연맹 특별 수상인 리그 특별상을 수상한 것을 비롯해 2년 만에 통산 4번째인 베스트 나인과 2년 만이자 4번째 골든 글러브상도 수상했고 자신의 6년 만이자 두 번째인 센트럴 리그 투수 최다 타이 기록에 해당되는 리그 최우수 선수도 수상했다(투수로서는 첫 수상부터 최장 공백에 의한 선출). 센트럴 리그 투수로서 최우수 선수를 여러 차례 수상하는 것은 벳쇼 다케히코, 후지타 모토시 다음으로 역대 세 번째이며 1959년 후지타 이후 61년 만이다.

### 포스팅 시스템을 이용한 MLB 도전
2020년 12월 8일, MLB에 도전하기 위해 포스팅 시스템을 신청하여 구단으로부터 용인받았다. 교섭 시한은 일본 시간으로 2021년 1월 8일까지이며 오쓰카 아쓰히로 구단 부대표는 “신청해도 잔류의 선택지도 있다”라고 발언해 신청 후에도 잔류를 허용하겠다는 입장을 밝혔다. 요미우리에서는 2019년에 토론토 블루제이스로 이적한 야마구치 슌 이후 처음으로 구단에선 두 번째로 포스팅 신청을 하게 됐으며 12월 28일에 토론토 블루제이스, 샌디에이고 파드리스, 샌프란시스코 자이언츠, 뉴욕 메츠, 보스턴 레드삭스, 텍사스 레인저스 등 6개 구단과 협상에 들어갔다는 언론 보도가 나오면서 2021년 1월 1일, MLB 구단과의 협상을 위해 미국으로 출국했다. 하지만 같은 달 8일까지 포스팅이 불성립되면서 요미우리에 잔류하는 것으로 공식 발표했다. NPB에서 MLB로의 포스팅이 불성립된 사례는 지난달에 똑같이 포스팅 불발로 닛폰햄에 잔류한 니시카와 하루키 다음으로 9명째가 됐다. 6개 구단으로부터의 오퍼가 있었지만 코로나19의 영향으로 MLB 구단의 재정 상황이 압박을 받고 있는 상황이라 MLB의 FA 시장이 전체적으로 정체돼 있어서 스가노의 희망 액수와 조건에 미치지 못했다는 것이 그의 대리인을 통해서 밝혀졌다. MLB 결단 전에는 다르빗슈 유나 마에다 겐타로부터 전화로 조언을 얻었고 대리인의 소개로 놀런 아레나도와 직접 만나 조언을 받았다. 미국의 코로나19 상황과 정권 교체에 의한 혼란 등의 상황도 감안하여 심사 숙고한 끝에 요미우리에 잔류하는 것으로 결정을 내렸다.
2021년 1월 14일, 요미우리와의 재계약 협상에서는 1억 5,000만 엔이 상승한 추정 연봉 8억 엔의 단년 계약으로 서명하고 2003년 로베르토 페타지니의 추정 연봉 7억 2,000만 엔을 18년 만에 경신하며 당시 일본 프로 야구 역대 최고 연봉을 기록했다. 하지만 보름 뒤인 1월 28일에 다나카 마사히로가 뉴욕 양키스에서 추정 연봉 9억 엔으로 친정팀 라쿠텐에 이적하여 일본 프로 야구 역대 최고 연봉을 경신했다.
더 나아가 2025년 1월에는 이 포스팅 때의 상황을 되돌아 보면서 “힘들었다. 좋을 건 하나도 없었다. 내가 상상했던 것과는 달랐다”라고 밝혔다. 협상 시한인 30일 동안 계속 협상을 했지만 코로나19의 영향으로 인해 뜻대로 되질 않자 요미우리 잔류를 결심한 것은 협상 시한이던 마감 5분 전이었다고 한다. 스가노는 “(메이저 이적이냐, 요미우리 잔류냐 고민했던) 그 1주일은 인생에서 가장 많이 울었다. 계속 눈물이 멈추지 않았다. 그냥 소파에 앉아 있기만 해도 갑자기 눈물이 나왔다. 협상이나 하면서 여러가지 고민하고 있을 때에 ‘억울하다’라든가 ‘어쩌다 왜 이렇게 된 것일까’라고 계속 울고 있었다”, “2년 정도 메이저 리그를 보고 싶지 않게 됐다. 그것을 볼 때마다 회상을 한다. ‘실은 여기까지 던지고 있었군’이라고 생각하는 나 자신에게도 굉장히 싫었다. 마치 인생의 밑바닥까지 떨어진 듯한…. 심적으로 너무 힘들었다”라고 당시의 심경을 토로했다.

### 요미우리 잔류 후

#### 2021년
코로나19 감염 위험을 줄이기 위해 요미우리의 춘계 스프링 캠프는 도쿄 돔, 히나타 선 마린 스타디움 미야자키, 히나타 히무카 스타디움, 요미우리 자이언츠 구장 등 이렇게 4곳으로 나뉘어 실시하게 되면서 자신은 도쿄 돔의 캠프조에 들어갔다. ‘세로의 변화구’(縦の変化球)라는 시즌 주제를 내걸어 춘계 스프링 캠프에서는 커브를 강화해 나가며 시즌에 임했다. 3월 26일 DeNA와의 개막전(도쿄 돔)에서 4년 연속이자 통산 7번째 개막전 선발 투수를 맡아 6이닝 3실점 4탈삼진의 투구 내용을 선보였지만 승리 투수는 되지 못했다. 또한 7차례의 개막전 선발 투수 등판은 요미우리에서 2006년 우에하라 고지 이후 15년 만의 구단 역대 최다 타이 기록이 됐다. 하지만 3월 30일에 발의 이상이 생기면서 등록이 말소됐다. 4월 9일 히로시마전(MAZDA Zoom-Zoom 스타디움 히로시마)에서 복귀하여 7이닝 2실점 7탈삼진으로 호투했지만 타선의 지원을 받지 못하고 패전 투수가 됐다. 4월 16일 DeNA전(요코하마 스타디움)에서는 9이닝 무실점 4탈삼진의 투구 내용으로 시즌 첫 승 및 시즌 첫 완봉승을 올렸다. 이로써 센트럴 리그 연고지 6개 구장에서 모두 완봉승을 기록했다. 그러나 5월 8일에는 오른쪽 팔꿈치 이상으로 등록이 말소됐고 6월 6일 닛폰햄전(도쿄 돔)에서 복귀했지만 5이닝 2실점 6탈삼진을 기록하여 패전 투수가 됐다. 6월 8일에는 감수포장을 받았다. 6월 16일에는 컨디션 조절을 위해 재차 등록이 말소됐다.
7월 1일 히로시마전(도쿄 돔)에서 복귀했지만 2와 1/3이닝을 던져 4실점 1탈삼진으로 강판돼 다음날 컨디션 조정을 위해 등록이 말소됐다. 8월 26일 히로시마전(도쿄 돔)에서 복귀했지만 6이닝 5실점 6탈삼진으로 패전 투수가 됐다. 10월 11일에는 해외 FA권을 취득했다. 10월 23일, 팀의 클라이맥스 시리즈 진출이 걸린 야쿠르트전(도쿄 돔)에 선발 등판하여 5이닝 1실점 6탈삼진의 호투로 승리 투수가 됐고 팀은 리그 3위로 클라이맥스 시리즈에 진출했다. 시즌 종반에는 주로 5일 쉬거나 4일 쉬면서 로테이션에 선발하여 6경기 연속으로 QS를 달성하는 등의 회복된 모습을 보였지만 시즌 중 네 번의 전력 이탈로 규정 투구 이닝을 채우지 못했고 두 자릿수 승리도 놓치는 등의 암울한 시즌을 보냈다. 결국 시즌 성적은 115와 2/3이닝을 던져 6승 7패, 승률 0.462, 평균 자책점 3.19, 102탈삼진, 2완투, 1완봉을 기록했다.
11월 6일 클라이맥스 시리즈 퍼스트 스테이지 1차전인 한신전(한신 고시엔 구장)에 선발 등판하여 7이닝 무실점 4탈삼진의 호투로 승리 투수가 됐고 팀도 2승 무패로 파이널 스테이지에 진출했다. 11월 11일 파이널 스테이지 2차전인 야쿠르트전(메이지 진구 야구장)에 선발로 나왔지만 타선의 지원이 없었고 자기 팀의 실책도 얽혀 5와 2/3이닝 동안 5실점(1자책점) 6탈삼진으로 강판돼 패전 투수가 됐다. 더 나아가 자신의 클라이맥스 시리즈 연속 무실점 투구 이닝 기록도 17개에 그쳤는데 이는 2010년에 와쿠이 히데아키 이후 11년 만에 처음으로 일본 프로 야구 최다 타이 기록이 됐다(2023년에 야마모토 요시노부가 17과 1/3이닝으로 경신했기 때문에 스가노의 기록은 프로 야구 역대 공동 2위 및 센트럴 리그 기록이다). 그 후 팀은 파이널 스테이지에서 탈락했다.
시즌 종료 후 해외 FA권을 행사하지 않고 잔류하는 것으로 공식 발표했고 계약 갱신에서는 2억 엔이 삭감된 추정 연봉 6억 엔으로 서명했고 이것이 자신의 첫 감봉이 됐다.

#### 2022년
3월 25일 주니치와의 개막전(도쿄 돔)에서 5년 연속 8번째로 개막전 선발 투수를 맡아 6이닝 2실점으로 시즌 첫 승리 투수가 됐다. 개막전 선발 투수 8회와 개막전 통산 5승째는 모두 구단 역대 최다 기록을 세웠다. 4월 22일의 주니치전(반테린 돔 나고야)에서 1회말 3아웃을 기노시타 다쿠야를 1루수 파울 플라이로 아웃시키고 통산 1500투구 이닝을 달성했다. 경기는 7이닝 1실점 3탈삼진으로 승리 투수가 됐다. 4월 29일 한신전(도쿄 돔)에서는 3이닝 2실점 2탈삼진으로 강판돼 패전 투수가 됐고 다음날에 오른쪽 팔꿈치에 이상을 느껴 등록이 말소됐다. 5월 12일 DeNA전(요코하마 스타디움)에서 복귀하여 6이닝 1실점 8탈삼진으로 승리 투수가 됐고 팀도 5연패를 끊었다. 스가노가 요미우리의 5연패 이상을 멈춘 것은 통산 6번째로 구와타 마스미와 나란히 구단 역대 최다 타이 기록이 됐다. 6월 9일 세이부전(베루나 돔)에 선발 등판할 예정이었지만 발열 증세 때문에 ‘감염 확산 방지 특례 2022’에 의해서 등록이 말소됐다(PCR 검사에서는 음성). 6월 17일 주니치전(반테린 돔 나고야)에서 복귀하여 7이닝 무실점 4탈삼진의 호투를 보였지만 타선의 지원은 없어서 자신에게 승패는 연결되지 않았다.
7월 14일에는 올스타전에 감독 추천으로 선정됐다. 하지만 7월 21일에 구단에서 자신을 포함한 선수, 코칭 스태프 등 총 57명이 코로나19에 집단으로 감염됐기 때문에 등록이 말소되면서 올스타전 출전을 포기했다.
8월 16일 DeNA전(요코하마 스타디움)에서 복귀하여 6이닝 3실점 1탈삼진을 기록했지만 패전 투수가 됐고 8월 23일 주니치전(도쿄 돔)에서 8이닝 무실점 4탈삼진으로 승리 투수가 되면서 팀의 6연패를 끊었다. 또한 자신이 요미우리의 5연패 이상을 멈춘 것은 통산 7번째가 되면서 구단 역대 최다 기록이 됐다. 10월 2일, 팀의 시즌 최종전인 DeNA전(요코하마 스타디움)에 선발로 나와 5이닝 무실점 2탈삼진의 투구 내용으로 2년 만에 8번째로 규정 투구 이닝에 도달했다. 이후에도 팀이 앞서면서 승리 투수가 돼 2년 만에 8번째인 두 자릿수 승리인 10승째를 올렸다. 팀은 리그 4위를 기록하여 포스트시즌 진출에는 실패했다. 최종 성적은 147이닝을 던져 10승 7패, 승률 0.588, 평균 자책점 3.12, 104탈삼진을 기록했다.
11월 9일, 해외 FA를 행사하지 않고 잔류하겠다는 입장을 공식 표명했고 계약 갱신에서는 1억 엔이 삭감된 추정 연봉 5억 엔으로 서명했다.

#### 2023년
팔을 주도하는 투구 폼으로 시즌을 맞이하게 됐다. 3월 18일, 시범 경기인 닛폰햄전(도쿄 돔)에서 오른쪽 팔꿈치에 통증이 일어나는 바람에 자신의 프로 입성 후 처음으로 2군에서의 개막을 맞이하게 됐다. 그 후 2군 경기에 등판하는 등 조정을 이어나갔고 6월 11일 소프트뱅크전(후쿠오카 PayPay 돔)에서 1군에 복귀하여 5이닝 2실점 4탈삼진으로 시즌 첫 승리 투수가 됐다. 7월 17일 야쿠르트전(메이지 진구 야구장)에서 1/3이닝 동안 6실점을 내주며 강판돼 자신의 데뷔 후 최단 강판이라는 불명예스런 기록을 남겼다. 8월 17일 주니치전(반테린 돔)에서 6과 1/3이닝 무실점 2탈삼진으로 승리 투수가 됐는데 이 승리에 의해 스가노 자신은 센트럴 리그 5개 구단 전체를 상대로 20승 이상을 기록하여 이것이 구단 역사상 8번째의 기록이 됐다. 8월 23일 야쿠르트전(도쿄 돔)에 선발 예정이었던 포스터 그리핀이 당일 경기를 앞둔 훈련에서 머리에 타구를 맞고 부상당하는 바람에 스가노가 급거 하루 앞당겨 자신의 데뷔 후 첫 선발 로테이션 등판을 하게 됐다. 결과는 7이닝 3실점 9탈삼진으로 자신은 승리 투수가 되진 못했지만 팀은 연장전에서 접전 끝에 승리했다. 9월 16일 주니치전(반테린 돔)에서 6이닝 1실점 6탈삼진의 투구를 선보였지만 팀 타선의 지원을 받지 못하고 패전 투수가 됐다. 이 경기에서 1회말에 선두 타자인 오카바야시 유키에게 홈런을 맞았고 요미우리 타선이 매 이닝 동안 단 한 점도 올리지 못하는 극도의 부진에 시달렸고 이 1실점으로 인해 팀은 패했다. 첫회 선두 타자 홈런에 의한 0대 1의 결과를 남긴 사례는 일본 프로 야구에서 13번째(센트럴 리그 7번째)이며, 요미우리가 패배한 것은 첫 기록이 됐다. 팀은 리그 4위에 머물며 2년 연속 포스트 시즌 진출에 실패했다.
최종 성적은 77과 2/3이닝을 던져 4승 8패, 승률 0.333, 평균 자책점 3.36, 54개의 탈삼진을 남겼다. 투구 이닝, 승리, 탈삼진수는 데뷔 후 최저 성적을 남겼고 승률도 데뷔 후 가장 나쁜 기록을 경신했다. 규정 투구 이닝 미달과 두 자릿수 승리도 놓쳐 자신의 세 번째로 승수보다 패전 수가 많아지는 암울한 시즌을 보냈다.
10월 19일, 자신이 맡았던 선수회장(6기)직을 2024년부터 오시로 다쿠미에게 넘겨주겠다고 발표했다. 11월 14일, FA권을 행사하지 않고 구단에 잔류하겠다는 입장을 밝혔으며 12월 1일에 있은 계약 갱신에서는 1억 엔이 삭감된 추정 연봉 4억 엔으로 서명했다.

#### 2024년

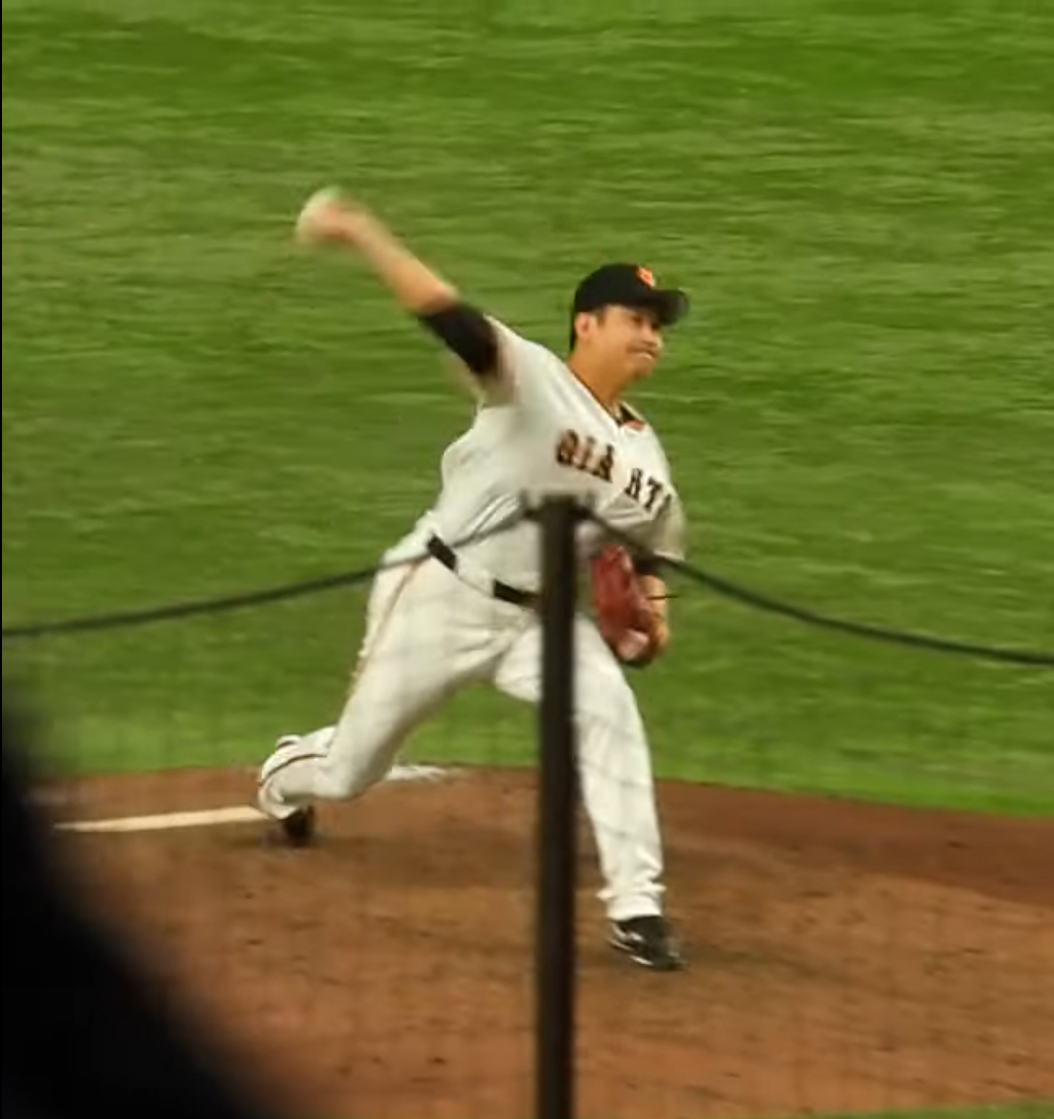
2024년 10월 21일, 도쿄 돔에서

‘플레이트를 밟는 위치를 원래의 1루측에서 3루측으로 변경’, ‘등판 전 루틴인 멀리 던지는 행동을 없애고 직선으로 던지는 연습법으로 전환’, ‘불펜에서의 투구수 줄이기’ 등 새로운 조정법으로 시즌에 돌입했다. 또 ‘올해는 안 되면’이라는 각오로 시즌에 도전하게 됐다. 4월 4일, 주니치전(반테린 돔)에서 7이닝 무실점 3탈삼진의 호투로 시즌 첫 승리 투수가 됐다. 5월 11일 야쿠르트전(메이지 진구 야구장)에서는 6회말에 무라카미 무네타카를 상대로 헛스윙 삼진을 잡아내 자신의 프로 통산 1500탈삼진을 기록했다. 통산 투구 이닝 1739와 2/3이닝을 도달한 것은 1994년 마키하라 히로미의 1750과 1/3이닝을 제치고 구단 최고 속도로 달성하는 쾌거를 이루게 되면서 30년 만에 경신하게 됐다. 경기에서도 6이닝 2실점 4탈삼진으로 승리 투수가 됐고 이 승리를 계기로 본인의 5번째가 되는 개막 이후부터 시즌 4연승을 달렸다. 5번째로 달성한 개막부터 시즌 4연승을 기록한 사례는 일본 프로 야구 역대 3번째이며, 2004년 구도 기미야스 이후 20년 만의 기록이며 빅토르 스타루힌, 구도 기미야스와 나란히 일본 프로 야구 최다 타이 기록을 세웠다. 하지만 5월 16일에 몸 상태가 안 좋다는 이유로 등록이 말소됐다. 5월 26일 한신전(고시엔)에 복귀하여 6과 1/3이닝을 던지는 등 1실점 4탈삼진의 호투를 선보였다. 자신에게는 승리 투수가 되진 못했지만 팀은 연장전까지 접전 끝에 승리했다. 7월 28일 DeNA전(요코하마 스타디움)에서 무4구로 시즌 첫 완봉승(8탈삼진)을 올렸다. 8월 4일 야쿠르트전(도쿄돔)에서 7이닝 1실점 4탈삼진으로 승리 투수가 되면서 2년 만이자 9번째의 두 자릿수 승수인 시즌 10승째를 거뒀다. 더 나아가 9번째의 두 자릿수 승리는 빅토르 스타루힌, 후지모토 히데오, 벳쇼 다케히코, 마키하라 히로미, 사이토 마사키와 나란히 구단 역사상 4위로 기록됐다. 또한 35세 이상의 투수가 시즌에서의 두 자릿수 승리는 나카오 히로시 이후 69년 만에 나오게 됐다.
8월 11일 주니치전(반테린 돔)에서는 8과 1/3이닝을 던져 1실점 3탈삼진의 성적으로 승리 투수가 되면서 개막 이후부터 원정 경기에서의 시즌 8연승을 달성했다. 이는 2001년 이리키 유사쿠 이후 23년 만에 센트럴 리그 타이 기록이다. 또 이 기록은 시마다 겐타로, 다카하시 가즈미, 소토코바 요시로, 이리키와 함께 센트럴 리그 역대 5번째 기록이다. 9월 1일 한신전(고시엔)에서 7이닝 1실점(무자책점) 3탈삼진의 성적으로 완투(우천 콜드) 승리를 거두면서 개막 이후부터 원정 경기에서의 시즌 9연승을 달성했다. 이는 센트럴 리그 신기록 및 일본 프로 야구에서의 역대 3위를 차지한 것이다. 9월 10일 히로시마전(MAZDA Zoom-Zoom 스타디움 히로시마)에서 5이닝 무실점 5탈삼진의 성적으로 승리 투수가 됐다. 이 승리를 계기로 2013년의 다나카 마사히로 이후 11년 만이 되는 개막 이후부터 원정 경기에서의 시즌 10연승을 달성했다. 자신의 센트럴 리그 신기록도 경신하면서 이와쿠마 히사시와 함께 일본 프로 야구 역대 2위의 기록이 됐다. 9월 22일 한신전(고시엔)에서 8이닝 1실점 2탈삼진으로 완투하는 모습을 보였지만 팀 타선의 지원을 받지 못하고 패전 투수가 됐다. 이로써 개막 이후부터 원정 경기에서의 기록이 멈췄지만 2년 만이자 9번째로 규정 투구 이닝에 도달했다. 9월 28일, 승리하면 자력으로 리그 우승을 결정짓는 히로시마전(MAZDA Zoom-Zoom 스타디움 히로시마)에 선발 등판하여 8이닝 1실점 4탈삼진을 기록하여 승리 투수가 됐다. 팀이 리그 우승하면서 4년 만이자 자신의 5번째인 리그 우승을 경험하게 됐고 이 승리로 자신의 6년 만에 세 번째가 되는 시즌 15승도 달성했다. 35세 이상의 투수가 시즌에서의 15승은 달성은 구단에서 1955년 나카오 히로시 이후 69년 만이며 마찬가지로 35세 이상의 시즌에서 저금 12는 1953년 후지모토 히데오의 저금 11을 넘는 71년 만의 구단 최고령 신기록을 경신하게 됐다.
이 해에 요미우리와 끝까지 우승 경쟁을 했던 한신 감독 오카다 아키노부는 요미우리의 우승 요인에 대해 “역시 스가노였다. 결국은 스가노에게서 그만큼 저금을 만든 점이 컸다고 볼 수 있다. 그걸로 귀결되지 않았나 싶다”라고 스가노를 극찬했다. 호리우치 쓰네오는 “작년 4승에 그쳐서 35세가 된 스가노가 여기까지 성적을 남길 것이라고는 솔직히 몰랐고 누구나 같은 마음이었지 않았나. 힘 있는 베테랑이 부활해서 승리를 쌓아 가면 팀에 ‘안정감’과 같은 것이 나온다. 우승을 끌어당기는 영향력은 틀림없이 에이스 넘버 ‘18’번이 가져왔다고 본다”며 요미우리 우승의 MVP는 스가노라고 극찬했다. 스포츠 호치가 설문조사에서 ‘팬이 선택하는 2024 요미우리 MVP’에서도 스가노가 1위로 선정됐다는 결과가 나왔다. 최종 성적은 156과 2/3이닝의 15승 3패 승률 0.833, 평균 자책점 1.67, 111탈삼진, 3완투 1완봉의 성적으로 자신의 네 번째인 다승왕과 두 번째인 최고 승률 타이틀을 획득하여 본인의 네 번째인 1점 대의 평균 자책점도 달성했다. 35세 이상의 시즌에서 다승왕 및 최고 승률을 획득한 것은 2014년 야마이 다이스케 이후 10년 만이다. 그리고 35세 이상의 시즌 평균 자책점 1점 대는 양대 리그제 이후 처음이며, 1944년 단일 리그 시절 와카바야시 다다시 이후 80년 만의 기록이다.
10월 17일, 클라이맥스 시리즈 파이널 스테이지 2차전인 DeNA전(도쿄 돔)에서 7이닝 2실점 5탈삼진을 기록했지만 팀 타선으로부터 겨우 1점 밖에 얻지를 못해서 패전 투수가 됐다. 같은 달 21일 클라이맥스 시리즈 파이널 스테이지 6차전인 DeNA전(도쿄 돔)에서 2대 2 동점인 상황에서 맞이한 8회초부터 등판하여 삼자 범퇴로 막아냈지만 이닝을 넘긴 9회초에 2사 3루에서 마키 슈고에게 적시타를 얻어 맞고 실점했다. 다음 타자인 사노 게이타를 막아냈지만 9회말에 팀 타선이 따라잡지 못한 채 결과는 2대 3으로 끝났다. 3일 쉬고 등판(자신의 첫 포스트시즌에서의 구원 등판)했지만 2이닝 1실점 1탈삼진을 기록하여 패전 투수가 됐다. 이로써 요미우리는 어드밴티지를 포함한 3승 4패로 클라이맥스 시리즈 파이널 스테이지에서 탈락하는 수모를 겪었다. 이 자신의 패전으로, 개인으로서는 클라이맥스 시리즈 통산 5패째가 되면서 사이토 가즈미, 스기우치 도시야, 천웨이인과 나란히 프로 야구 최악의 타이 기록 및 센트럴 리그에서는 최악의 신기록을 남겼다. 경기 종료 후 스가노는 끝내 눈물을 흘렸고 인터뷰에서는 “모두가 연결해준 등판이었으므로 어찌됐든 결과로 보답하고 싶었지만 모든 공에 후회는 없고 최선의 준비를 한 상태에서 마운드에 올랐다. 하지만 실제 결과적으로 정반대로 나오게 된 대해서는 죄송스럽고 그래도 오늘 던진 공에 후회는 없다”라고 말했다.
10월 22일, 고바야시 세이지와 함께 본인의 세 번째가 되는 최우수 배터리상을 수상했다. 자신의 수상은 2017년 이후 7년 만이며 고바야시와의 수상도 2017년 이후 7년 만에 수상하게 되면서 “다승, 최고 승률도 차지했지만 (배터리상이) 가장 기쁘다”, “또한 세이지와 배터리를 구성할 수 있다고 생각하지 않았고 어찌됐든 세이지도 같이 노력해 준 덕분에 이런 결과가 나왔다. 마지막까지 함께 해서 정말 좋았다”고 말했다. 또한 투수의 3회 수상은 2023년 야마모토 요시노부 이후 1년 만이며 니시구치 후미야, 야마모토와 함께 투수로서의 일본 프로 야구 최다 타이 기록 및 센트럴 리그 투수 최다 신기록을 세우게 됐다.
10월 28일, 사와무라상 선정위원회에서 올해 수상자가 없다는 공식 입장을 밝혔다. 이 해에 도고 쇼세이, 아리하라 고헤이, 이토 히로미, 아즈마 가쓰키 등이 경쟁했는데 선정위원회 좌장인 호리우치 쓰네오는 “많은 선수들의 이름이 거론됐지만 선정 과정에서 이견이 있을 정도로 어려움이 있었고 저쪽을 세우면 이쪽이 서지 않는다고 해서 단일화할 수 없었다”, “이 정도의 투고타저 시대에 성적이 좀 더 나와도 좋겠다는 생각이 들었다. 이 상은 최우수 투수를 뽑는 것이 아니다. 사와무라의 이름을 딴 격식, 위엄 있는 상이다. 무리하게 선택할 것은 없다”고 말했다. 심사위원인 히라마쓰 마사지는 스가노를 추천했지만 야마다 히사시는 “스가노는 아무래도 삼진, 이닝 수가 뒤떨어진다”, 사이토 마사키는 “나는 스가노가 매우 좋다고 생각했지만 이닝 수가 부족했다”, 구도 기미야스는 “이번에는 특출한 존재를 찾을 수 없었다”고 평가하는 등 올해의 스가노는 투구 이닝, 탈삼진 수가 적었기 때문에 선택받지 못하고 자신의 사와무라상 수상은 무산됐다. 더욱이 스가노가 15승, 평균 자책점 1.67이라는 뛰어난 성적을 남겼음에도 불구하고 사와무라상을 수상하지 못한 것을 놓고 찬반 논란이 일었는데 팬들 사이에서는 ‘눈에 띄는 선수가 없었기 때문에 어쩔 수 없다’고 선정에 이해를 표시하는 목소리가 있는가 하면 투수 분업제가 진행되는 가운데 ‘연간 200이닝은 힘들다’, ‘(선정 기준이) 시대에 맞지 않게 돌아가고 있다’는 지적도 있었고 선발 완투형 선수를 기리는 상이라는 틀 안에서 레이와의 야구계에도 새로운 식견, 선정 기준의 재검토와 개선이 필요하지 않겠느냐는 의견도 나왔다.
11월 12일, 4년 만이자 통산 5번째가 되는 골든 글러브상을 수상했고 11월 13일에는 처음으로 골든 스피릿상을 수상했다. 요미우리에서는 2016년의 우쓰미 데쓰야 이후 8년 만이다.
11월 25일, 4년 만이자 통산 5번째인 베스트 나인을 수상했다. 베스트 나인 5회 수상은 1996년 사이토 마사키 이후 28년 만이며 이나오 가즈히사, 야마다 히사시, 사이토와 함께 일본 프로 야구 역대 2위, 사이토와 나란히 센트럴 리그 투수 최다 타이 기록이 됐다.
11월 26일, 4년 만이자 통산 세 번째의 센트럴 리그 MVP를 수상했다. 투수로서 세 번의 MVP 수상은 2023년 야마모토 요시노부 이후 1년 만이며 야마다 히사시, 야마모토와 나란히 일본 프로 야구 투수로서는 역대 3번째이자 센트럴 리그 투수로는 사상 최초이다. 이 MVP 수상을 계기로 일본 프로 야구에서의 투수 최다 타이 기록 및 센트럴 리그 투수 최다 신기록을 수립했다. 또한 35세의 MVP 수상은 센트럴 리그 투수 최고령 신기록으로 1956년 34세 나이에 수상한 벳쇼 다케히코의 센트럴 리그 투수 최고령 수상 기록을 68년 만에 경신했다. 스가노는 “정말 충실한 시즌이었고 우승도 할 수 있어서 굉장히 뜻깊은 시즌을 보낼 수 있었다. 마지막에는 저렇게 일본 시리즈에 가지 못한 것은 분하고 억울했지만 그것까지도 포함해서 좋은 경험을 했기 때문에 야구 인생에서 평생 잊을 수 없는 경기가 됐다”고 웃는 얼굴로 말했다. 더 나아가 “아마 작년 이맘때쯤은 스가노가 MVP를 차지할 것이라고는 아무도 예상하지 않았다고 생각하지만 반드시 석권할 수 있다는 생각으로 작년 시즌 종료 후 다시 바라봤다”, “여러 가지 요인이 있다고 생각하지만 그 중 하나는 구보 야스오 코치와의 만남이 컸다. 작년 5, 6월부터 새로운 투구 폼을 만들었는데 만일 구보 코치와 만나지 않았다면 나는 이 자리에 없었을 것”이라며 구보 코치에 대한 감사 인사를 전했다. 그리고 자신과 함께 배터리를 구성했던 고바야시에 대해서는 “나머지는 포수 고바야시의 존재가 컸다”며 고마움을 전했다.

### 해외 FA를 이용한 MLB 도전
10월 4일, 2024년 오프에 해외 FA권을 행사해서 메이저 리그 이적을 목표로 할 전망이라고 ESPN에 의해서 보도됐다. 또한 MLB 관계자로부터는 스가노를 ‘일본의 매덕스’라고 평가되고 있다는 점도 보도했다. 10월 5일 스가노는 MLB로의 이적에 대해 “이러한 중요한 시기에 (보도가) 나와서 죄송하다. 오늘 확실히 제 자신의 의견을 말하고 이후에는 이 건에 대해서는 묻지 말아주셨으면 한다. 시즌 끝나면 다시 내 입으로 말씀드릴 수도 있다”, “구단에 전한 건 조금 전이었다. 또한 전달받지 못한 사람도 있으므로 언론 보도를 통해 알게 된 분들에게는 죄송스럽다”라고 말했고 “(구단 측에서는) 이번에 FA라는 것도 있지만 나의 권리이고 ‘전력적으로는 아프겠지만 응원한다’라고 전달받았다. 감사하다”, “2020년에 할 수 없었던 게 계속 있었으므로 이러한 결단을 내리게 됐다”라고 MLB에 도전하겠다는 입장을 표명했다. 그리고 대리인 사무소 ‘VC 스포츠 그룹’과 계약한 사실도 보도했다. 10월 29일, 요미우리의 추계 연습이 열린 요미우리 자이언츠 구장에서 베테랑도 포함한 선수 전원이 모인 가운데 스가노는 정장 차림으로 구장을 방문하여 감독인 아베 신노스케 등 팀 관계자들에게 인사했다. 아베는 “개인적으로는 응원하고 싶다. 12월이 되면 도미할 것 같으니 꼭 열심히 해서 좋은 팀에 가길 바란다고 전달했다. (내일 이후에는) 헤어질 것 같다”라고 밝혔다. 11월 1일, 디 애슬레틱에서 “구속은 평균적이면서도 믿을 수 없을 정도의 제구력이 있고 그것이 피칭을 뒷받침한다. 가진 공 이상으로 퍼포먼스를 내는 투수를 노린다면 그게 스가노다”라고 소개했다. 11월 4일에는 MLB 공식 홈페이지인 MLB.com에서 스가노를 소개했는데 이 내용에 “그는 국제 자유계약선수가 되기 위한 충분한 현역 기간을 갖고 있기 때문에 포스팅 기간 중이 아닌 오프 시즌 내내 옵션을 추구할 수 있다. 뛰어난 제구를 갖춘 걸로 알려져 올해 탈삼진율은 6.94. 그의 프로필은 33살 나이에 메이저 리그에 도전하고 로스앤젤레스 다저스와 뉴욕 양키스에서 7시즌 동안 선발 투수로 뛴 구로다 히로키와 닮았다”라고 평가했다. 11월 5일 샌디에이고 파드리스가 스가노의 영입 쟁탈전에 나서겠다고 파드리스의 사장이자 단장인 A.J. 프렐러가 밝혔다. 11월 7일, 스가노가 6일에 해외 FA권 신청 서류를 제출했다고 밝혔다. 미국 현지 언론에서는 스가노가 이적할 구단이 텍사스 레인저스, 로스앤젤레스 에인절스, 밀워키 브루어스, 뉴욕 메츠 등이 예상 후보로 거론되고 있다고 보도했다. 11월 8일에는 샌디에이고 파드리스, 텍사스 레인저스, 로스앤젤레스 에인절스, 밀워키 브루어스, 뉴욕 메츠 등을 비롯해 시카고 컵스, 보스턴 레드삭스, 피츠버그 파이리츠 등도 스가노에 대한 관심을 보이고 있다는 언론 보도가 나왔다.
11월 24일, 샌프란시스코 자이언츠가 스가노의 영입에 관한 조사에 착수했다는 사실이 보도됐다. 11월 25일, 자신의 이적 현황에 대해 “(MLB 구단으로부터) 나에게는 아직 연락이 없었다”, “대리인이 각 구단과 매일같이 협상을 하고 있는 것으로 알고 있다”라고 밝혔고 “지금 결정된 것은 12월 초 미국으로 건너가 하와이에서의 자주 트레이닝을 하면서 기회가 닿는다면 거기에서 줌 미팅을 할 것”이라고 말했다. 12월 3일, 스가노는 공항까지 배웅하러 온 다이세이, 야마사키 이오리, 이즈미 게이스케, 후나바사마 히로마사, 다카하시 레이 등 후배들에게 ‘고맙다’라고 몇 번이나 감사 인사를 한 뒤 자주 트레이닝을 위한 목적지인 하와이로 떠났다. 12월 13일, 오클랜드 애슬레틱스가 스가노에 대한 관심을 가지고 있다고 밝혔다.

### 볼티모어 오리올스 시절

#### 이적 협상 및 계약 과정
2024년 12월 17일, 볼티모어 오리올스와 1년 1,300만 달러(약 20억 엔) 계약에 합의했다고 오리올스 공식 트위터 계정을 통해서 밝혀졌다. 오리올스에 일본인 선수가 입단한 사례는 우에하라 고지, 와다 쓰요시, 후지나미 신타로에 이어 네 번째이며 요미우리에서 MLB로 이적한 역대 일본인 선수로는 가시와다 다카시, 마쓰이 히데키, 구와타 마스미, 우에하라, 다카하시 히사노리, 야마구치 슌에 이어 7번째이다. 스가노의 모교인 도카이 대학 부속 사가미 고등학교 출신으로는 최초의 메이저 리거가 됐다. 더 나아가 1989년도에 태어난 세대(가라카와 유키, 나카타 쇼, 요시노리 세대)로서는 최초(유일)의 메이저 리거가 된 셈이다. 오리올스 전문 매체인 ‘Birds Watcher’는 스가노의 영입에 관해 “훌륭한 계약이다. 오리올스가 일본에서 세 차례 MVP를 수상한 스가노를 영입했다. 일본 출신의 우완 투수인 스가노는 NPB에서 오랜 세월에 걸쳐 성공을 거뒀다. 35세의 스가노는 선발 투수로서 전성기는 지났음에 틀림없다. 최근 몇 년 동안 구속이 90마일대 초반(약 146~150km/h)으로 떨어졌지만 정확한 제구와 약한 타구를 유도하는 능력은 일본인 투수 랭킹 상위권에 위치해 있다. 투구 속도 저하로 인한 어려움을 감안하더라도 그의 능력은 MLB에서 기대할 수 있다”라고 전했고 “스가노의 기본적인 스킬셋은 높은 수준을 자랑하며 잭 에플린, 그레이슨 로드리게스에 이은 3선발 또는 4선발로 나설 것”이라고 보도했다. 더욱이 오리올스와 스가노의 계약에 대해 AP 통신은 “동의 없이 마이너 리그에 배속되는 일은 없으며 1,300만 달러의 연봉에 더해 몇 가지 보너스를 받을 수 있게 됐다. 올스타전 선출은 5만 달러(약 770만 엔), 사이 영 상은 10만 달러(약 1,540만 엔), 동 2위는 7만 5,000달러(약 1,150만 엔), 동 3위는 5만 달러, 골드글러브는 5만 달러, 리그 챔피언십 시리즈 MVP는 5만 달러, 월드 시리즈 MVP는 10만 달러. 계약 만료 후에는 FA가 된다”라는 계약 내용을 상세히 보도했다. 12월 19일에 입단 기자회견을 가졌는데 오리올스를 선택한 이유에 대해 “훌륭한 투수진, 플레이오프, 월드 시리즈에서 이기고 싶다는 열의를 전달했다. 순수하게 여기서 뛰고 싶다고 생각했다”, “역시 가장 열의를 느꼈으며 훌륭한 투수진도 갖추어져 있고, 포수도 메이저 리그에서도 손꼽힌다. 간단하게 챔피언을 노릴 수 있는 팀과 계약하고 싶다고 생각했다”라고 말했다. 1년 계약에 관한 질문에는 “그것을 동기부여로 삼고 싶다. (이) 1년으로 승부하겠다”라고 결의를 다짐했다.
2025년 1월 29일, 오리올스 단장인 마이크 일라이어스가 애덤 존스 단장 특별 보좌로부터 스가노의 영입을 권유 받았다는 사실을 밝혔다. 2월 7일, 등번호는 19번으로 결정했다고 공식 발표했다. 2월 14일, 구단 측에서 스가노의 비자 발급 지연으로 인해 이날부터 시작된 훈련에 불참하게 됐다고 밝혔으며 2월 15일에는 스가노의 통역과 관련해서 과거 MLB 시절에 야마구치 슌의 통역을 담당했던 사쿠라이 유토가 맡게 됐다고 밝혔다.

#### 2025년
‘선입견을 안 가지도록 해서 요구받은 것에 대해 힘을 발휘하다’를 주제로 시즌에 들어갔다. 2월 16일, 스가노가 플로리다주 새러소타의 캠프지에 입성했다는 현지 언론의 보도가 나왔고 2월 19일, 스프링 캠프에서 처음으로 불펜 투구 연습을 했다. 2월 21일, 자신의 첫 라이브 BP 연습을 소화했다. 이에 대해 스가노는 “(마운드는) 위화감이 없어서. 아니, 괜찮다면 이쪽이 유연하다고 생각할 수 있을 것 같다. 도쿄 돔(의 마운드)보다 딱딱한 것은 경험해 본 적이 없다. (요미우리) 자이언츠의 외국인 선수들도 도쿄 돔에 적응 가능하다면 어느 쪽이든 괜찮다고 했다. (공에 관해서도) 전혀 위화감은 없다. 약간 미끄러지는 느낌은 없는 것도 아니지만…. 딱히 신경 쓰일 정도는 아니었다. (피치컴에 대해서) 아니, 그다지 기억나지 않았다. 아마 그다지 신경 쓰지 않는다고 할 수 있을까”라고 말했다. 2월 27일, MLB 시범 경기에 첫 출전했다. 3월 23일, 마이크 일라이어스 단장이 스가노가 선발 로테이션에 들어갔다고 공식 발표했다.
3월 31일, 토론토 블루제이스전(로저스 센터)에서 애들리 러치맨과 배터리를 구성하여 자신의 MLB 데뷔 첫 등판 및 첫 선발로 나섰는데 1회말에 윌 와그너로부터 헛스윙 삼진을 잡아내 MLB에서 자신의 첫 탈삼진을 기록했다. 4이닝 동안 2실점 1탈삼진을 기록하면서 5회에도 한 번씩 마운드에 올라 연습 투구를 했지만 오른손에 신경을 쓰는 듯한 몸짓을 보이며 통역과 트레이너들이 마운드로 올라가 상의한 끝에 강판됐다. 볼티모어 구단은 오른손 경련 증상이 나타났다고 밝혔다. 강판된 이후 팀은 패하고 자신도 패전 투수가 돼 MLB 무대에서 첫 패배를 당하는 수모를 겪었다. 브랜던 하이드 감독은 스가노의 몸 상태에 대해 “양손에 경련이 있어서 그런지 오른손에 상태가 걱정될 정도였다. 하지만 수액과 음식을 섭취하고 나니 상태는 좋아져서 훨씬 나아졌다더라. 다음 경기에 선발 등판에는 문제없다. 경련 증상은 5회가 돼서야 자각했다고 한다”고 밝혔다. 또한 스가노가 35세 나이에 메이저 리그 무대에 데뷔한 것은 일본인 투수가 메이저 리그에서 선발 데뷔한 투수 가운데에선 일본인 역대 최고령이 됐다. 4월 6일, 캔자스시티 로열스전(코프먼 스타디움)에서 가리 산체스와 배터리를 구성하며 5와 1/3이닝 1실점 4탈삼진으로 자신의 MLB 데뷔 첫 승리 투수가 됐다. 또 35세 5개월에서의 MLB 선발 첫 승리는 우에하라 고지의 34세 0개월을 제치고 일본인 역대 최고령이 됐다.

## 국가대표 경력

### 아마추어 시절
2009년, 제37회 미일 대학 야구 선수권 대회의 대학 일본 대표로 발탁되면서 팀의 우승을 이끌었고 같은 해 2009년 아시아 야구 선수권 대회 아마추어 일본 대표로 발탁돼 팀의 우승을 이끌었다.
대학 3학년 때인 2010년에 제5회 세계 대학 야구 선수권 대회의 일본 대표로 발탁됐다. 예선 리그인 쿠바전(메이지 진구 야구장)에서는 7회부터 구원 등판해 3이닝 3실점 5탈삼진을 기록했다. 팀은 이 경기에서 7대 12로 패했지만 예선 리그는 돌파했다 또한 이 경기에서 개인 최고 속도인 157km/h을 기록했다. 준준결승전인 중화 타이베이전(요코하마 스타디움)에 선발 등판해 5이닝 무실점 4탈삼진의 성적으로 승리했다. 준결승전인 미국전(요코하마 스타디움)에서 자신은 등판하지 않았지만 이 경기에 선발 등판한 사이토 유키가 6이닝 4실점으로 부진을 겪으며 팀은 2대 4로 패해 우승을 놓쳤다. 3위 결정전인 대한민국전(메이지 진구 야구장)에서도 자신은 등판하지 않았으나 팀은 9대 0으로 승리하여 팀의 최종 순위는 3위로 마감했다.
2011년, 제38회 미일 대학 야구 선수권 대회의 대학 일본 대표로 발탁됐지만 미국 대표팀에게 패하면서 우승을 놓쳤다.

### NPB 시절

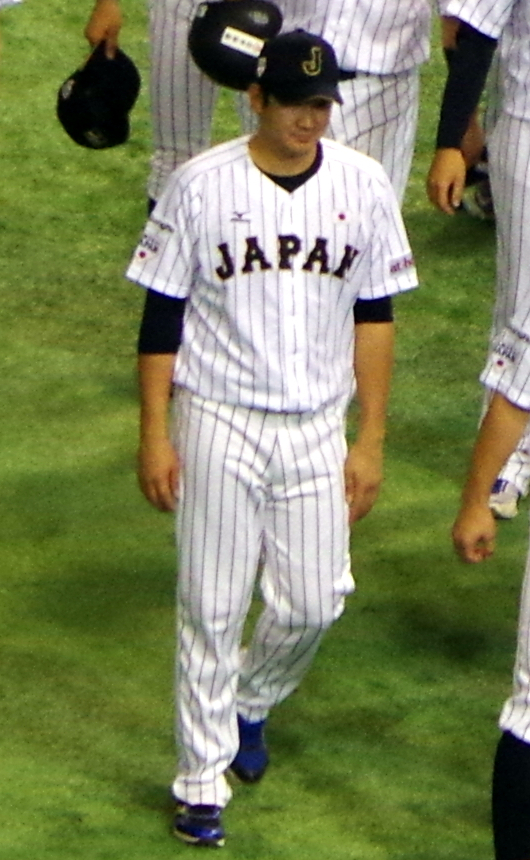
일본 야구 국가대표팀 시절의 스가노(2015년)

2013년 10월, ‘2013 BASEBALL CHALLENGE 일본 VS 중화 타이베이’의 일본 대표 선수로는 발탁되지 않았다.
2015년 10월 9일, 제1회 WBSC 프리미어 12 일본 대표팀의 최종 로스터 28인 명단에 이름이 오르면서 데뷔 후 처음으로 일본 대표팀에 발탁됐다. 자신의 일본 대표팀 첫 등판·첫 선발이 된 11월 14일에 1차 라운드 경기인 미국전(타오위안 국제 야구장)에 선발로 나와 4이닝 2실점 4탈삼진의 성적으로 팀 승리에 기여했다. 11월 21일 멕시코와의 3위 결정전에서 팀의 두 번째 투수로 구원 등판해 3이닝 1실점 2탈삼진을 기록하여 승리 투수가 됐다. 개인 성적으로는 2차례 등판(1선발), 1승 무패, 7이닝 3실점, 평균 자책점 3.86, 6탈삼진의 성적으로 대회를 마감했다. 팀은 이 경기에서 승리했고 일본 대표팀은 프리미어 12를 3위로 마쳤다. 본인으로서는 2경기에 등판(1선발)하여 1승 무패, 7이닝 3실점, 평균 자책점 3.86, 6탈삼진의 성적을 남겼다.
2016년 2월 15일, 그해 3월에 개최되는 ‘사무라이 재팬 평가전 - 일본 vs 중화 타이베이’의 일본 대표팀 26인 엔트리에 오르면서 첫 경기(나고야 돔)에 선발 등판해 3이닝 무실점의 호투로 승리 투수가 됐다.
2016년 10월 18일, ‘사무라이 재팬 - 야구 네덜란드 대표, 야구 멕시코 대표 평가전’(도쿄 돔)의 일본 대표팀 28인 명단에 올랐으나 컨디션 난조로 출장 등록은 말소됐다(팀에는 대동).
2017년 2월 3일, 제4회 월드 베이스볼 클래식 일본 대표팀 28인으로 발탁돼 대표팀 감독인 고쿠보 히로키에게서 에이스로 지명됐다. 자신의 WBC 첫 등판이자 첫 선발이 된 3월 8일에는 1차 라운드 상대 오스트레일리아전(도쿄 돔)에 선발 등판하여 4와 1/3이닝을 던져 1실점 4탈삼진의 성적으로 팀은 승리했다. 3월 14일, 2차 라운드인 쿠바전(도쿄돔)에도 선발 등판해 유리스벨 그라시알에게 2점 홈런을 맞는 등 4이닝 4실점 6탈삼진을 기록했지만 팀은 역전승했다. 3월 22일 준결승 상대인 미국전(다저 스타디움)에서도 선발 등판해 가랑비가 내리는 등 기상 상황이 좋지 않은 와중에 4번 놀란 아레나도를 삼진 3개로 잡는 등 6이닝 1실점(피안타 3개, 무자책점) 6탈삼진으로 호투했다. 그러나 동점인 8회초에 구원 투수 센가 고다이가 등판했을 때 1사 2, 3루 상황에서 애덤 존스가 친 3루에서의 데굴데굴 구르는 내야 땅볼을 마쓰다 노부히로가 처리하려 했지만 공이 손에 잡히지 않아 홈으로 송구하지 못했다. 1루는 아웃시켰지만 실점했고, 1대 2로 팀은 패했다. WBC는 3, 4위전이 없기 때문에 일본은 3위로 마감했다. 미국 대표팀 짐 릴랜드 감독은 “그는 메이저 리그의 투수와 같은 투구를 보여줬다”라고 찬사를 보냈다. 또한 미국 대표팀 앤드루 매커친은 “스가노는 제구력이 매우 뛰어났다. 그는 침착하게 던지고 있어서 많은 안타를 때려내기는 어렵더라”라고 칭찬하는 발언을 했고 마찬가지로 미국 대표팀의 크리스천 옐리치는 이날 등판한 스가노와 센가에 대해 “팀내에서 화제가 될 정도로 대단했다. 당장이라도 메이저 리그에 진출할 수 있다”라고 칭찬했다. WBC에서의 개인 성적은 승패없이 14와 1/3이닝을 던져 6실점(5자책점), 평균 자책점 3.14, 16탈삼진으로 탈삼진수는 센가와 함께 대회 최다 기록을 세웠다.
2018년 10월 10일, 미일 야구 일본 대표팀 29인 명단에 올렸지만 편도선 수술 때문에 출전을 포기했다.
2019년 10월 2일, WBSC 프리미어 12에서는 허리 통증의 영향으로 일본 대표팀 28인 엔트리에서 제외됐다.
2021년 6월 16일, 2020년 도쿄 올림픽 야구 일본 대표팀 24인 명단에 올랐다. 또한 야구 일본 국가대표팀의 이나바 아쓰노리 감독으로부터 다나카 마사히로와 함께 투수 리더로 지명됐다. 하지만 7월 3일에 컨디션 저하를 이유로 도쿄 올림픽 야구 일본 대표팀에서 사퇴했다.
2023년 1월에는 제5회 월드 베이스볼 클래식 일본 대표팀 30인 명단에 오르지 못했다.
2024년 2월, 요미우리의 중화민국 원정 경기 중의 하나인 라쿠텐 몽키스전의 명단에 오른 관계로 3월 6일부터 시작하는 ‘카넥스트 사무라이 재팬 시리즈 2024 일본 vs 유럽 대표’의 일본 대표팀 엔트리에 발탁되지 않았다.
2024년 10월 9일, 그 해 11월 9일부터 개최되는 제3회 WBSC 프리미어 12를 앞두고 시즌 종료 후 해외 FA를 통해서 메이저 리그에 도전하겠다는 입장을 미리 밝혔기 때문에 일본 대표팀 명단에 오르지 않았다.

## 선수로서의 특징
| 구종   | 배분 | 평균 구속 | 평균 구속 |
| 구종   | %    | mph       | km/h      |
| ------ | ---- | --------- | --------- |
| 스플릿 | 24.8 | 86.8      | 139.7     |
| 스위퍼 | 17.3 | 82.3      | 132.4     |
| 컷볼   | 15.9 | 87.2      | 140.3     |
| 포심   | 15.6 | 92.1      | 148.2     |
| 싱커   | 13.5 | 92.0      | 148.0     |
| 커브   | 13.0 | 77.5      | 124.7     |

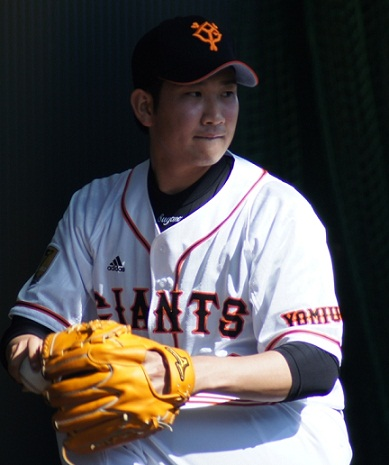
투구 연습 중인 스가노 도모유키(2013년 2월)

스리쿼터에서 던지는 평균 147.9km/h(2024년도)·최고 속도 157km/h(데뷔 이후의 최고 속도는 156km/h)의 포심, 싱커, 투심, 원심, 슈토, 스플릿, 포크볼, 컷 패스트볼, 고속 슬라이더, 헛스윙을 잡아내는 스위퍼, 자유자재로의 슬라이더, 커브(파워 드롭계, 드롭계), 체인지업 등 다채로운 구종으로 공을 던진다. 구종에 관해서는 “기억하고자 생각해서 기억되지 않은 구종은 없다”고 말했다.
아마추어 시절 및 NPB 시절에는 주로 포심, 슈토, 슬라이더 등 3개 구종으로 전체 투구 수의 약 80%를 차지하여 그 중에서도 슬라이더가 높은 평가를 받았다. 프로 야구 심판이던 하시모토 신지는 “슬라이더보다 스가노의 아웃코스 속구가 마구다”라며 “(스가노의 속구는) 타자가 방망이 앞에서 헛스윙을 한다. 보통 속구의 헛스윙은 방망이 위나 아래를 통과하는데…. 실은 그, 스리쿼터 투수이지만 몸을 쓰는 방법이 사이드암이다. 팔이 가로 방향으로 회전하기 때문에 우타자에게서 도망가는 듯한 직선 궤도가 실현된다. 결코 컷볼과 같은 변화는 없었다. 근데 우타자 방망이가 닿지 않는다. 유일무이한 속구였다”라고 평가했다.
2011년에는 잡지에서 와쿠이 히데아키가 공을 손에 쥐는 법을 보고 바로 던질 수 있게 됐다고 한다. 2012년 1월, 애리조나주의 트레이닝 시설에서 왕젠민으로부터 원심을 습득했지만 원심 쪽은 제구가 곤란해지면서 덮어두었다. 또한 왕젠민으로부터 구로다 히로키의 투심을 배워야 한다는 말을 듣고 구로다의 MLB 투구를 연구하기 시작했다.
2015년 올스타전에서 마에다 겐타로부터 슬라이더를 배우고 홈런에서 7m 전후로 갑자기 휘어지는 슬라이더를 던질 수 있게 됐다. 스가노의 슬라이더는 던지고 나서 중간까지 포심과 같은 궤도로 진행돼 포심 궤도와 슬라이더 궤도의 차이가 공이 휘어지는 위치의 차이를 직경으로 한 일명 ‘피치 터널’이라고 불리는 구멍이 좁기 때문에 타자는 구종을 구분하기 어려워져 방망이에 맞을 확률은 낮아질 정도였다. 또한 배터리 코치 아이카와 료지는 스가노의 슬라이더를 이와세 히토키의 슬라이더와 이미지가 겹친다고 평가했다. 마쓰다 노부히로는 “(스가노의 슬라이더는) 특히 아웃코스를 전혀 칠 수가 없다. 아무리 흔들려고 해도 방망이와 공이 스치게 마련이다. 출발점에서부터의 곡선 폭이 크기 때문이다. ‘만만해 보이니까 그게 어떤 공이든 휘두르고 싶다’는 타자의 심리를 이용한 변화구이다. 한가운데를 흔들었는데 포수는 볼존에서 공을 잡더라”라고 말했다.
2015년 오프에는 원심을 습득했다. 또한 지력을 단련한 것에 의해 스핀이 커지면서 포심의 질이 올랐다. 2017년 제4회 WBC 준결승전인 미국전에서 이 경기의 포심 평균 회전 수는 2,513rpm, 또 커브도 평균 2,859rpm을 측정하면서 메이저 리그의 평균치보다 높았다. 전성기(2020년도)에는 포심의 평균 회전수 약 2,400rpm, 최고 2,600rpm을 측정했다.
2016년 11월 일본 대표팀과의 평가전에서 다케다 쇼타로부터 체인지업을 배워 습득했지만 정작 시즌에서는 사용하지 않았다. 2017년 오프에는 자주 트레이닝에서 싱커를 습득했지만 역시 제구난으로 인해 덮어두었다.
2018년 2월에 가네다 마사이치와의 대담을 가졌을 때 가네다로부터 우타자에 대해 인코스 슬라이더를 사용하는 것이 좋다는 조언을 받았고, 그 후 우타자에게도 인코스 슬라이더를 사용하게 됐다.
2018년 오프부터 구위를 올리기 위해 상체의 힘을 빼고 몸을 채찍처럼 하여 힘을 보다 공으로 전달하는 ‘탈력투구법’(脱力投法)을 도입했다.
2019년 오프부터 센가 고다이, 우에노 유키코와 함께 ‘고노에 스포츠 아카데미’가 주최하는 합숙 훈련에 참가하여 자신의 ‘팔(새우등 타입)’의 골격에 맞춘 새로운 투구 폼을 도입했다. 투구 폼을 바꾸면서 허리의 부담을 줄이는 것과 함께 포심, 슬라이더, 포크볼의 평균 구속이 올라갔다. 더욱이 지난해 2018년에 허리 통증으로 고생했기 때문에 스포츠 트레이너 고노에 히사오로부터 투구 폼을 변경하라는 제안을 받고 고민하고 있을 때 우에노로부터 “올해는 정말 변해야할 때라고 생각해. 바뀌지 않으면 안 되거든. 해보지 않으면. 안 되면 원래대로 돌리면 되니까”라는 조언을 받았다.
2020년 오프부터는 1루 플레이트쪽에서 던지도록 하여 투심 각도가 오히려 더 붙게 됐다. 또한 구와타 마스미로부터 커브의 요령을 배우면서 날카로움이 더해졌다.
자신의 부진이 수년 간 계속되는 슬럼프에 빠지면서 2023년 봄부터는 코치인 구보 야스오의 지도 하에 투구 폼의 재검토가 이뤄졌다. 이에 대해 구보는 “몸을 다루는 방법이 자칫 비틀려 있으면 몸도 이곳저곳 아프게 되고 컨디션도 나빠진다. 이치에 맞는, 지켜야만 하는 부분이 있고 그걸 지켜나가면 그렇게까지 망가질 일은 없었을 것이다. 스가노는 작년 시점을 기준으로 여기저기가 뒤틀려 있었다”, “스가노도 이전에는 (몸을 비틀지 않고) 그렇게 던지곤 있었지만 커리어를 쌓아가는 과정에서 서서히 몸을 비틀기 시작했다”고 말했다. 투구를 시작할 때 몸을 비틀던 동작을 자연스럽게 몸의 패턴이 무너지는 형태로 바꾸고 자신의 높이를 살린 투구 폼으로 전환하는 등 시행착오를 겪었다. 또한 ‘공 가지기’(球持ち)를 보다 더 좋아지게 하려고 의식해서 공 1개 분(약 7.3cm)이라도 타자와 가까운 곳에서 던질 수 있다면 타구를 빗맞게 할 수가 있기에 마운드로부터 타자까지 18.44m를 얼마나 짧게 할 수 있을지를 생각하고 있었다. 그러기 위해서는 체중 이동이나 팔의 궤도 등 투구와 관련된 모든 동작에 신경을 썼을 뿐만 아니라 필사의 노력으로 새로운 폼을 고쳐나갔고 공 가지기도 더욱 좋게 함으로써 타자로 하여금 스가노의 직구가 실제 구속보다 더 빠르게 보이게끔 됐다고 한다. 이러한 개선을 한 끝에 2024년부터 뚜렷한 성과가 나오기 시작했다. 스포츠 기자인 미즈이 모토히로가 스가노를 취재했을 때 스가노는 ‘직구의 각도’에도 신경을 썼다고 언급했다. 타자는 기본적으로 지면과 평행하게 흔드는 ‘레벨 스윙’이 많아 여기에 공의 각도를 더하면 그 궤도에 맞추기가 어려워져 한 점 집중이 된다. 그렇게 된다면 방망이에 맞을 확률은 낮아진다. 스가노가 요구한 ‘각도’에는 작년부터 20cm 차이가 났다고 한다. 오른발 사용법부터 고쳐 186cm의 신장을 가급적 유지한 채로 몸을 타자보다 더 가깝게 다가갔다. 구보에게서는 ‘오른발을 지면에서 45도까지 내려도 좋다’라는 조언을 받아 스가노는 ‘내 마음속으로 잘 정리하고 있다’라고 말했다. 이러한 노력으로 공이 떨어지는 높이의 위치가 크게 바뀌었다. 지면에서 166cm 높이였던 릴리스 포인트는 그해 186cm까지 올라갔다. 20cm만 변경하면 타자의 시야가 올라가고 공이 떨어지는 속도도 느려져서 타자는 더 가까이 느껴지게 됐다. 타자에게서는 ‘슬라이더의 휘어짐이 전혀 다르다’라고 말하면서 모든 구종에 질이 향상됐다는 반응을 보였다. 미즈이는 “‘부활’이라는 단어를 들었지만 그렇지 않다. 최근 ‘성장’이라는 표현이 옳다”고 평가했다. 더욱이 공에 각도가 잡히면서 특히 위아래로 변화가 좋은 효과를 발휘하게 됐다. 2024년 6월 하순부터 공을 잡을 때 검지만 실밥(박음질)에 걸리도록 한 게 효과를 내면서 포크볼이 진화했다고 한다. 그리고 완전하게 포크볼을 습득했다고 확신한 것은 7월 14일 DeNA전(도쿄 돔)에서 타일러 오스틴을 상대로 던진 스트라이크의 궤도에서 날카롭게 떨어지는 포크볼로 헛스윙 삼진을 잡았을 때 “그 공 하나면 되고 이걸 포크볼로 써먹을 수 있겠어, 손에 넣었다고 생각했다”라고 확신을 얻었다. 스가노는 포크볼에 대해 “내 안에서도 공이 떨어지는 원리를 발견했다. 깊숙히 잡고 어떻게든 회전을 걸지 않기 위해 던질려고 생각했는데 어느 날 유튜브 같은 데서 포크볼에 대해 연구하고 있더라. 거기에서 옆의 회전 요소가 없으면 떨어지지 않는다”라고 유튜브에서 힌트를 얻었다는 걸 밝혔다. 스가노의 2024년 시즌 전체 탈삼진 가운데 포크볼이 30% 이상을 차지하여 자신의 전체 구종 중 가장 탈삼진이 많은 구종이었다. 또한 제구에 관해서는 “공의 궤적도 다르다. 거기로 공이 날아갈 것 같다거나 컨트롤은 지금이 가장 좋다”, “올해의 더블 플레이 비율을 봤으면 좋겠다. 12개 구단 중 규정 투구 이닝을 던진 투수 가운데 1위를 차지할 정도의 자신감이 있다. 그리고 던지면 ‘거기로 날아가겠지’라고 생각하는 마음으로 던졌다”고 말하는 등 실제로 2024년 시즌에서 주자가 1루인 상황에서의 병살률은 12개 구단 중 1위에 해당되는 19.0%를 나타냈다. 스가노가 35세 나이에 극도의 부진에서 벗어난 것에 대해 일본 야구계에서도 엄청난 화제를 불러일으켰는데 복수의 야구계 관계자들이 다음 각각의 분석을 내놓았다.
- 니시모토 다카시는 “이전 에이스가 부활한 게 아니라 새로운 스가노가 탄생했다”라고 평가했고 “투구 폼이 크게 개선됐는데 상반신이 들이미는 게 없어졌으며 오른발에 체중이 제대로 실리고 ‘하나 둘 셋’하며 참은 다음에 왼발을 내딛고 있었다. 또 하나의 의미가 가장 큰 것은 억울함을 갖고 있다는 것이다. 억울함에서 만들어진 것이 몸의 축인데 작년 시즌(2023년) 성적의 한심스러움으로부터 개선해나가며 하반신 강화에 노력했을 것이다”, “몸의 축이 제대로 됐기에 최상의 모습을 만들 수가 있었다. 특히 왼쪽 어깨가 벌어지는 게 억제됐고 공을 위에서부터 놓을 수 있게 됐다. 체중 이동도 부드럽고 포심의 위력과 끊어짐이 늘어났으며 잘 던지던 공의 슬라이더나 슈토의 제구력도 좋아졌다. 특히 포크볼의 정확도가 높아졌고 중요한 곳을 졸라맬 수가 있었다. 모든 게 좋은 방향으로 가고 있다”고 분석했다.[463]

- 쓰지 야스히코는 스가노-고바야시 배터리가 부활한 것이 가장 컸다고 말했고 “안정된 감이 있는지 고바야시 세이지가 준비한 포수 미트에다 던질려고 하는 스가노에게 불필요한 동작이 줄어들었다. 투구가 단순해지면서 2년 연속 사와무라상(2017, 2018년)을 수상했던 시절의 투구로 돌아왔다. 나도 에나쓰 유타카와 배터리를 구성했던 시절 어떻게 하면 힘을 발휘할 수 있을지를 고민하고 이끌어내면서 결과를 만들어 낸 덕분에 에나쓰도 편안하게 던졌다. 고바야시도 마찬가지로 쓱 자세를 취하니까 스가노도 망설임 없이 던졌는데 두 선수의 그런 신뢰 관계가 구축됐다고 생각한다”라고 말했다.[464]

- 아와노 히데유키는 “역시 컨디션 측면에서 본래의 자신을 되찾은거라 생각한다. 작년 춘계 캠프에서 시행착오를 겪으며 조정해왔지만 오른팔 통증으로 전력에서 이탈했다. 그런 영향도 있고 해서 뚜렷한 성적을 남기지 못했다. 작년 말에는 비시즌을 반납하고 훈련을 계속했는데 그러한 노력이 결실을 맺은 셈이다. 투수는 체력면에서 지방이 필요하다. 하지만 작년에는 러닝 훈련에 꽤 매진하다보니 몸 상태가 제대로 돌아왔다. 스가노라고 하면 전형적인 슬라이더지만 몸 상태가 돌아온 덕택에 포심에 힘이 붙게 됐다. 볼 배합 패턴을 연구하면서 다시 한번 포심을 면밀하게 살펴봤을 것이다. 그에 더해 플레이트를 밟는 위치를 1루 측에서 3루 측으로 바꾸는 등의 노력도 보였다”라고 분석했다. 이어서 고바야시와의 배터리 재결성을 한 것에 대해 “고바야시는 나이가 같다는 점에서 스가노 도모유키라는 투수를 속속들이 알고 있다. 후배 포수들은 리드를 하려 하지 않는 경향이 있지만 그런 점도 없었고, 고바야시도 스가노의 재능을 잘 알고 있다. 게다가 고바야시는 경기에 출전하지 않아도 벤치에서 투수에게 조언을 해주는 등 야구를 제대로 보고 있었다”라고 두 번째의 부활 요인으로 꼽았다. 또한 2024년부터 스가노의 투구 스타일에 대해 “원래부터 컨트롤은 뛰어났다. 2024년 시즌에서의 스가노에 대해 ‘맞춰서 잡는 기교파로 전신’이라고 말하는 사람도 있지만 나이도 35세이다. 슬라이더로 맞춰 잡는 패턴을 중심으로 한 투구로부터 타자를 보고 포심으로 누르거나, 변화구로 타이밍을 뺏거나 ‘원만해진 투구’라는 표현이 맞는 것 같다”라고 말했다.[465]

2024년 오프에는 자신의 메이저 리그 도전을 향해 MLB 경험자인 구와타 마스미로부터 “공의 차이는 정말 크다. 여기서도 몇 가지를 구해서 익숙해지는 것이 중요하다. 정말 다르니까 컨디션을 조절하는 것 외에 필요한 것은 그 정도가 아닐까”, “경기나 연습의 흐름은 스가노 정도의 경험이 있다면 적응할 수 있을 것이다. 야구를 하는 것만으로는 쉽게 뒤쳐지지 않는다”라고 정보를 전수받았다.
2025년 시즌부터 NPB 시절에 제구난으로 어려움을 겪었던 싱커를 MLB 이적 후 사용하게 됐다. 더 나아가 미국에 체류하면서 요미우리 시절 은사였던 구보 야스오에게 연락을 자주 취하고 있어서 구보에게 자신의 투구 동영상을 보내는 등 상황을 주시하고 있다. “이쪽(MLB)은 투수 코치도 투구 및 타구 추적 시스템이라던가 데이터에 관해선 얘기해 줄 순 있지만 투구 폼에 관련된 것은 말 안 한다고 할까나…. 나도 투구 폼이 완성돼 있다고는 해도 체크해야 할 항목이 있으며 누군가로부터 이런 부분에 대한 정보를 공유해서 의식하게 되는 경우도 있다. 잠시 감각이 틀어지면 ‘지금 어떻게 된 건가?’라고 불안해 휩싸이는 경우도 있으니까. 그럴 때는 구보 코치에게 연락을 취하고 있다”며 그 이유를 밝혔다.
야구를 시작할 때는 내야수를 하다가 할아버지인 하라 미쓰구에게서 “무릎 관절과 고관절이 단단하기 때문에 내야수에게는 적합하지 않아야 하며 손발이 길고 체형은 투수에 적합하다”는 말을 듣고 투수로 전향했다.
요미우리에 입단한 애당초부터 제구력을 높이 평가받고 있으며 본인 스스로도 “경기에서 볼이 컨트롤 안돼서 당황했던 적은 거의 없다”라고 말할 정도로 제구에 대한 자신감을 가졌다. 일례로 2016년 시즌을 들자면, 제구력을 나타내는 볼넷 허용률(1.47)이나 K/BB(7.27)는 모두 리그 1위를 기록했다. 게다가 2024년의 피사사구율은 최고 성적인 0.92, K/BB도 6.94로 모두 센트럴 리그 1위(규정 투구 이닝 이상)였다. 또한 볼티모어 오리올스의 스카우팅 리포트에서 스가노의 제구력 평가는 80점 만점에 80점으로 최상의 평가를 받고 있었으며 오리올스 투수 코치인 드류 프렌치는 스가노의 제구력에 대해 “내 코치 인생에서 지금까지 본 것 가운데 최고 수준의 제구력”이라고 말했다. 소속팀이 없었던 2012년에는 메이저 리그 TV 중계에 푹 빠져 있었는데 그레그 매덕스의 “27개를 던져 27개의 아웃을 잡아내는 게 이상”이라는 생각을 자신도 이상으로 삼았다고 한다. 또한 로이 할러데이의 투구를 보고 “피칭은 역시 컨트롤이 생명”임을 재인식했다고 하여 재수 생활하는 동안 공 1개 분의 출납이 가능한 정밀도가 높은 제구력을 목표로 해서 줄곧 연습해 왔다고 한다. 요미우리 구단 공식 인스타라이브에서 컨트롤을 잘 하는 방법을 묻자 “나는 예전부터 공을 벽에다 던지며 연습했다. 벽은 작았고 거기를 맞히지 않으면 안쪽 숲까지 주우러 가야 했었다. 벽에 맞히려 했더니 자연스레 그런 폼이 됐다”고 말했다. 팔을 쓰는 방법은 공이 나오는 곳을 잘 보이지 않게 하기 위해 테이크백을 작게 하고, 앞을 크게하는 것을 기본으로 하고 팔꿈치부터 끝의 사용법을 특히 중요시 여겼다.
투구술에 관해서는 우타자에게는 몸쪽으로 파고드는 ‘슈토’를 자주 사용하면서 그 던지는 방법에 대해 “저것은 축발의 사용법이 다르다”, “축발(오른발)을 약간 강하게 차면 슈토볼에 가깝게 회전을 하는 것이다. 내 경우에는 그렇다. 우타자는 느슨한 코스에서 파고드는 공을 지금까지 그런 공을 던지는 투수가 별로 없어서 싫었다”라고 밝혔다. 또 좌타자에게는 컷볼로 몸쪽을 공략하며 두 가지 모두 방망이의 길이가 방해되는 공이라고 설명했다. 스가노는 “내 경우에는 늘 반복을 거듭해서 몸에 익힌다기 보다는 실전에서 여러가지 시도를 해 보고 시행착오 속에서 ‘아, 이걸로 잡았구나’라고 알아가는 유형이라서 연습에서는 할 수 있어도 실전에서 못하는 게 많지 않았는가. 그렇지만 경기 중에 할 수 있었던 것은 다음 경기에서도 할 수 있다고 생각하기 때문이다”라고 실제 경기 중에서 자신의 투구를 끝까지 연구해 나가는 등 투구술을 연마해 나갔다. 상대 코치진의 움직임에 관해서도 “여러가지를 생각하면서 타자를 향해 던지고 있는 것과 단지 막연히 포수의 사인에 고개를 끄덕이고 포수를 향해 던지는 것은 전혀 다르다. 예를 들어 상대 벤치를 관찰하고 있으면 감독님이 타자에게 ‘왼쪽 겨드랑이를 좁혀서 쳐라’는 지시가 보일 정도였다. 투수 측의 겨드랑이를 좁혀서 치려고 하면 오른손이 강해지고 왼손의 자유가 효과적이지 않게 되므로 떨어지는 계통은 우선 칠 수 없다. 그렇다면 낮게 떨어뜨려 놓으면 괜찮다든가. 자신이 주역이 되어 상대 팀을 마치 공깃돌로 잡는 재미라고 해야 맞을까. 참을 수 없다”라고 경기 중 꼼꼼하게 관찰하려 하고 있다. 투구술을 더욱 향상시키기 위해 구질에 대한 집착이 남다르며 이상적인 것은 타자가 스윙을 시작한 후에 움직이는 공을 목표로 하고 있어 “속구라면 (홈) 베이스 위에서 가속을 느끼는 것, 슬라이더라면 베이스 위에서 꺾이기 시작하는 것과 같다”라고 말했다. 더욱이 과거에 배터리를 구성했던 후시미 도라이에 의하면 스가노의 슬라이더는 마지막 순간에 꺾인다고 말했다.
미국의 데이터 전문 사이트 《스포츠 인포솔루션즈》는 2020년 스가노의 투구 스타일에 대해 ‘독특한 와인드 업’이라고 표현했는데 양발을 홈플레이트로 향하게 한 뒤 왼발을 올리기 전에 상체를 3루쪽으로 향하여 90도로 비틀었다가 움직이기 시작했다고 설명했다. 가장 뛰어난 변화구는 80mph 중반(약 135km/h) 수준의 슬라이더로 좌우 모두 사용하며 타자와 가까운 곳에서 변화하기 때문에 삼진을 잡아내는 구종이자 범타로 잡을 수 있는 공이라고 평가했다. 여기에 스플릿과 커브도 구사하며 스가노가 풍부한 구종이 있으면 그것만으로도 메이저 리그에서 통용되는 선발 투수가 될 수 있다고 평가하면서도 ‘그의 최대 무기는 명령(올바른 위치에 던지는 능력)’이라며 바깥쪽 코너에 높은 정확도로 던져 변화구를 효과적으로 구사한다. 우타자를 상대로 슬라이더를 바깥쪽으로 가라앉힌 다음 거기에서 크게 기울어진다. 휘어짐이 타자에게 더 가깝기 때문에 속구와 구분하기 어려워 피치 터널을 형성한다. 왼쪽에는 스플릿을 바깥쪽으로 던지고 또한 포심도 같은 장소에 던지면서 몸쪽으로 슬라이더를 던지는 것도 특기라고 분석했다.
데뷔 1년 차인 2013년에 직구 평균 구속은 144km/h로 데뷔 초에는 땅볼 유도율이 높은 투수였지만 2016년 이후에는 파워피처로 활약하고 있다. 2013년에 하라 다쓰노리에게서는 잔재주에 의지하지 말고 “좀더 역투파, 속구파라는 부분으로 마운드에 올라야 한다”라는 과제를 지적받았고 투구 스타일을 바꾸기 전에 노미 아쓰시로부터 “속구가 저렇게 좋은데 왜 무슨 이유로 변화구만 던지는 거야?”라고 말하여 포심 주체로 하는 것이 좋다는 조언을 받았다. 2024년부터 ‘나는 투수로서의 미학적인 것은 변화구 투수이지만 속구도 빠른 것이 최강의 투수’라는 생각에서 새로운 투구 스타일 ‘파워계의 변화구 투수’로 이행하고 있다.
생각대로 구속을 다루는 감각도 뛰어나 자신이 던지는 공의 코스를 보고 먼저 구속을 ‘138km/h(85.8mph)’로 예상해서 실제 ‘138km/h(85.8mph)’로 구속을 정확히 알아맞히고 이어서 던진 공의 예상은 ‘137.5km/h(85.4mph)’로 소수점 이하까지 제대로 맞췄다. 더 나아가 던지기 전에 구속 ‘140.3km/h(87.2mph)’를 단언하며 공을 던지면 구속 ‘140.3km/h(87.2mph)’를 측정하는 등 경이로운 감각을 발휘한다. 또한 구속에 대해 아마추어 시절에는 ‘160km/h(99.4mph)’를 던지고 싶다고 생각했는데 프로 입단 후에는 “좋은 공을 던지기 위한 평가하는 자리가 아니지 않나. 마무리를 짓는 투수가 대단하다고 생각하고 아무리 좋은 공을 던져도 타자가 맞히면 못 찾는 거다. 야구는 그런 경기이다. 야구로 돈을 벌어먹는다는 것은 자기만족만으론 어쩔 수 없다”라고 말했다.
스코어러인 시다 무네히로에 의하면, 스가노는 자신의 경기 전 데이터에 관한 준비가 철저하게 이뤄지고 있어서 스스로 다음 선발 등판할 때 상대 타선이 첫 타순부터 마지막 타순까지 예측하고 이 타자에게는 이렇게(공격해) 가기로 결정하고 스코어러와 최종 확인을 위한 논의를 주고 받으면서 의견이 엇갈린 부분을 끝까지 추구해 나갔다고 한다. 또 무수히 많은 데이터를 골라내는 감각이 뛰어난데다가 데이터를 전담하는 팀이 필요 없을 정도로 지식도 풍부하고 감성이나 감각도 뛰어나기 때문에 데이터가 그렇게 돼있어도 실제로 거기까지 해보면 어떨까 하는 상상력도 있다고 평가했다. 스가노의 이러한 준비에 관해서 시다는 일을 잘하는 사람의 방식이라고 표현했고 그 자신 또한 수준 높은 질문에도 대답할 수 있도록 스가노를 위해 특별히 준비하고 있다고 밝혔다. 더욱이 스가노의 영향으로 2024년 시즌 중반부터 요미우리 1군 선발 로테이션에 합류한 선수 전원이 스가노와 똑같은 방식으로 준비해 나가기 시작했고 그 시점부터 요미우리의 포수들이 경기 전의 데이터 준비를 지금보다 배 이상으로 하기 시작했다. 시다에 의하면 9월에는 스코어러가 필요 없는 수준까지 완성됐다고 한다. 그 결과, 2024년 시즌에 팀 평균 자책점이 2.49를 기록하여 12개 구단 중에서 1위를 기록하는 등 각각의 배터리 수준이 상당히 올랐다. 더 나아가 디 애슬레틱에 따르면 2024년 12월 스가노와 볼티모어 오리올스의 협상 때 마이크 일라이어스 단장을 비롯한 구단 간부 외에 브랜던 하이드 감독, 드류 프렌치 투수 코치, 라이언 클리멕 투구 전략 담당 등 현장 스태프들도 배석했고 그 협상 중 계약 내용 외에도 프렌치 투수 코치와 클리멕 투구 전략 담당이 구종의 비율이나 던지는 코스에 대해 제안을 했다. 이에 대해 스가노는 왜 그것을 하지 않는지를 명확히 설명하는 등 투구 전략에 관한 논의가 이뤄졌다. 일라이어스 단장은 “그 대화의 주거니 받거니 하게 된 것은 매우 훌륭했고 의미가 있었다. 제안된 내용은 미국과 일본의 스트라이크 존이 차이가 있기 때문에 이전에는 시도하지 않았던 것이라고 말했다. 그는 매우 지적인 투수”라고 칭찬했고 프렌치 투수 코치도 “그와의 대화는 정말 훌륭했다. 우리의 이야기를 매우 진지하게 들었고 그의 얼굴을 보면 우리의 의도를 완벽하게 이해하고 있다는 것을 알 수 있었다”라고 칭찬하는 등 구단이 스가노의 두뇌파 기질에 감명을 받았다고 보도했다.
민첩한 견제와 타구 처리도 갖췄는데 골든 글러브상도 네 차례 수상했다.
타격에도 중요시하고 있는데 지론은 ‘투수는 던지는 것만이 아니다’라며 2016년에는 투수이면서도 타율 0.222(54-12)를 기록했다. 2017년 12월에는 “홈런을 치고, 1-0으로 완봉승하고 싶다. 그건 이제 내 꿈이다”라고 말했다.
스포츠 호치가 조사한 데이터에 의하면 스가노의 2019년까지 7년 간 통산 선발 등판별 실점과 승패 내역은 아래와 같다.
- 무실점: 38경기 32승 0패
- 1실점: 45경기 29승 8패
- 2실점: 25경기 11승 5패
- 3실점: 17경기 4승 7패
- 4실점: 16경기 4승 9패
- 5실점 이상: 18경기 1승 14패

3실점 하면 승수가 극단적으로 줄어드는 모습도 보였다. 팀 타선의 지원 부족으로 인해 《실황 파워풀 프로 야구》에서 스가노의 캐릭터에 마이너스 능력 ‘패배운’(負け運)을 붙였다. 스가노가 타선의 지원을 얻지 못해 고민하던 와중에 구로다 히로키로부터 “승패는 여럿이 좌우된다. 그쪽(미국)에 있을 때는 QS가 평가의 기준이었다. 일본과 메이저 리그는 다를 수 있지만 그것을 소중히 하는 것이 좋다”라는 조언을 받아 승산이 없는 상황에서도 강한 멘탈을 가질 수 있게 됐다고 한다.
야구 글러브와 스파이크는 미즈노 제품을 사용하고 있으며 글러브 가죽은 얇고 부드러워 투구할 때 잡기 좋은 것을 고르면서 타구 처리할 때 공이 나오지 않도록, 나머지는 형체가 무너지기 어렵다는 이유로 세로 모양이 절대적이다. 스파이크는 부담과 피로 완화, 충격 완화를 위해 ‘미드솔’로 불리는 쿠션성이 높은 소재가 발뒤꿈치부터 발끝까지 들어가 있고 단단한 마운드가 많기 때문에 이를 견딜 만한 것을 택하고 있다. 또한 칼날 형태의 스파이크도 많아 일반적으로 투수는 발의 앞쪽 부분에 3개, 뒤쪽 부분에 3개의 칼날을 배치하는 사람들이 많지만 스가노의 것은 흙을 잡기 쉽고 단단한 마운드에 박혀 안정성을 내는 일명 ‘IQ 솔’이라고 불리는 것이 사용되며 발가락 부분에 1개, 그 아래에 3개, 발 중심 부분에 2개, 발뒤꿈치 부분에 2개 등 총 8개의 칼날이 붙어 있다. 더 나아가 칼날의 길이는 체중 이동 시 걸리지 않도록 왼발 중심 부분에 있는 3개의 칼날 중 안쪽에 있는 2개를 절반 정도로 깎았다. 이에 따라 완만한 경사를 이루고 있는 마운드 위에선 투구에 있어서 중요한 체중 이동 시 걸리지 않고 제대로된 힘을 전달할 수 있도록 돼있다.
보다 질 높은 포심을 추구하기 위해 2023년 오프부터 미즈노에서 제작한 회전수 향상 훈련 전용 공이라 불리는 "MOI-75"를 연습에 사용하고 있다. 무게나 크기는 NPB 공인구와 다르지 않지만 내부에 철구가 내장돼 있어 일반적인 공보다 회전이 걸리기 쉽고 그만큼 손가락에 걸리지 않으면 높게 빠지기 쉬운 사양으로 만들어져 있다. 스가노는 “나는 품질이 중요하고 회전 효율(회전축이 타자 쪽으로 향하는 각도의 질)이 더 중요하다고 생각한다. 효율성이 양호한 이쪽(투수)으로 회전율도 높아지면 좋은 투구가 될 것 같다”라고 회전 효율 강화를 위해 도입했다고 밝혔다.
볼배합에 대해서는 “흔히 볼배합이라고 말하지만 볼배합에 정답이 있는 것 같으면서도 없는 것 같기도 하다. 나로서는 포수의 리드로 막아내는 일은 있어도 투수 리드로 인해 안타를 맞는 일은 별로 없는 것 같다고 생각한다. 투수가 제대로 던지면 막을 수 있다. 맞으면 투수의 책임이다. 포수의 사인에 고개를 저을 권리도 있기 때문이다”라는 견해를 밝혔다.
경기 중에 일어나는 오심에 대해서는 “하다 보면 여러가지 일들이 있다. 심판들도 중요한 경기라는 걸 알고 있을 테다. 그런 것들을 생각하는 것보다는 마인드를 전환하는 것에 의미가 있다고 생각한다. 수백 번의 경기에서 던지고 ‘절대로 스트라이크일 텐데, 절대로 스윙했을 텐데’라는 일을 여러 번 경험했다. 투수에게서 중요한 스트라이크지만 말해도, 생각해도 소용 없고, 화가 나도 어쩔 수 없다”라는 생각을 밝혔다.
평소의 식생활에 대해서도 신경을 쓰고 있으며 식사는 유제품을 섭취하지 않는 글루텐 프리 식품을 도입하고 있다. 더 나아가 여름철 대책으로서 칼륨이 포함된 음식을 의식적으로 섭취하고 수분은 음료로 마시면 빠르게 배출되기 때문에 과일 등을 먹어 수분을 섭취함으로써 오랫동안 유지할 수 있도록 하고 있다. 또한 자신의 35세 나이에 MLB 도전 때 41세의 나이에도 여전히 MLB에서 현역 생활을 계속하고 있던 찰리 모턴에게서 자신의 몸을 다루는 방법에 대한 조언을 얻었다. 스가노에 의하면 “모턴은 역시 벌랜더라든가 정말 좋은 투수들과 (한 팀에서) 많이 뛰고 있는데 ‘어떤 점에서 신경 쓰는가?’ 라는 궁금증이 있어서 (현역 생활을) 오래 하기 위한 비결 같은 이야기를 들었을 때 ‘이걸 하자, 이걸 해야 해’라고 결심하는 것 보다도 ‘자신의 신체로 솔직하면서도 살아가는 게 중요하다’라며 ‘이걸 해야지, 이렇게 하겠다’라고 결심하면 솔직히 몸도 힘든 와중에 하는 건 좋지 않다고 생각했다. 어느 정도는 규칙이나 결심을 하는 것도 중요하지만 이거 반드시 챙겨 먹어야 한다, 수면도 꼭 7시간이나 8시간 자야 한다는 식의 다짐을 하게 되면 막상 실천하지 못했을 때 오히려 더 힘들어질 수 있다. ‘내 몸에 맞게 꾸준히 하는 것이 무엇보다도 중요하다’라는 것을 배웠다. 실제로 그렇게 생각하며 이 자리까지 왔다”, “오늘은 제대로 훈련하겠다는 각오를 다지며 아침에 왔는데 몸이 좀 무거워서 그냥 쉬기로 했다. 식사도 마찬가지다. 오늘은 몸이 무거우니까 많이 안 먹는 게 좋겠다거나 반대로 배가 고프면 많이 먹자는 생각도 한다. 내 몸에 맞춰서 살아갈려고 한다”라고 말하는 등 일상의 훈련과 식사 같은 루틴에 너무 얽매이지 않고 몸과 마음의 상태에 맞춰 유연하게 조율하고 있다고 밝혔다.

## 연승 기록
표의 ‘승패’란 스가노 도모유키에게 이기고 패배했는지를 가리킨다. 자신에게 승패가 나지 않았을 경우에는 공란으로 표시했다.

### NPB·개막전 선발 투수로부터의 시즌 13연승
2020년 6월 19일 개막전인 한신 타이거스전(도쿄 돔)부터 10월 6일 요코하마 DeNA 베이스타스전(도쿄 돔)에 걸쳐 개막전 선발 투수로부터의 시즌 13연승을 달성했다. 10월 13일 히로시마 도요 카프전(도쿄 돔)에서 패전 투수가 됐지만 이 기록은 일본 프로 야구 기록이다. 또 개막 이후부터의 13연승도 센트럴 리그 최다 타이 기록이다.
| 등판일    | 승패 | 대전 상대 | 구장            | 이닝 | 실점 | 경기 | 출전    | 비고 |
| --------- | ---- | --------- | --------------- | ---- | ---- | ---- | ------- | --- |
| 6월 19일  | 승리 | 한신      | 도쿄 돔         | 7    | 2    | 3-2  | [ 502 ] | 개막전. 시즌 첫 승 |
| 6월 25일  |      | 야쿠르트  | 진구            | 5.2  | 5    | 6-5  | [ 503 ] | |
| 7월 3일   | 승리 | 주니치    | 도쿄 돔         | 9    | 0    | 5-0  | [ 504 ] | |
| 7월 14일  | 승리 | 히로시마  | 마쓰다 스타디움 | 5    | 0    | 7-2  | [ 505 ] | |
| 7월 21일  | 승리 | 주니치    | 나고야 돔       | 9    | 0    | 4-0  | [ 506 ] | |
| 7월 28일  | 승리 | DeNA      | 도쿄 돔         | 7    | 2    | 4-2  | [ 507 ] | |
| 8월 4일   | 승리 | 한신      | 고시엔          | 7    | 2    | 7-2  | [ 508 ] | |
| 8월 12일  | 승리 | 야쿠르트  | 도쿄 돔         | 7    | 1    | 8-1  | [ 509 ] | |
| 8월 18일  | 승리 | 한신      | 도쿄 돔         | 9    | 0    | 1-0  | [ 510 ] | |
| 8월 25일  | 승리 | 야쿠르트  | 도쿄 돔         | 7    | 2    | 8-4  | [ 511 ] | |
| 9월 1일   |      | DeNA      | 도쿄 돔         | 7.2  | 2    | 3-2  | [ 512 ] | |
| 9월 8일   | 승리 | 주니치    | 도쿄 돔         | 7    | 0    | 2-0  | [ 513 ] | |
| 9월 15일  | 승리 | 한신      | 도쿄 돔         | 6    | 3    | 6-3  | [ 514 ] | 센트럴 리그 타이 기록이 되는 개막전 선발 투수로부터의 시즌 11연승을 달성. 센트럴 리그에서는 1982년 기타벳푸 마나부 이후 38년 만의 기록                              |
| 9월 22일  |      | 히로시마  | 도쿄 돔         | 8    | 3    | 5-4  | [ 515 ] | |
| 9월 29일  | 승리 | 히로시마  | 마쓰다 스타디움 | 6    | 1    | 6-1  | [ 516 ] | 일본 프로 야구 타이 기록이 되는 개막전 선발 투수로부터의 시즌 12연승을 달성. 이와쿠마 히사시 이후 16년 만이며 센트럴 리그 신기록                                    |
| 10월 6일  | 승리 | DeNA      | 도쿄 돔         | 7    | 3    | 6-4  | [ 517 ] | 일본 프로 야구 신기록인 개막전 선발 투수로부터의 시즌 13연승을 달성. 개막 이후부터의 시즌 13연승도 1966년 호리우치 쓰네오 이후 54년 만의 센트럴 리그 최다 타이 기록 |
| 10월 13일 | 패전 | 히로시마  | 도쿄 돔         | 6    | 4    | 3-4  | [ 518 ] | |

### NPB·개막 이후부터 원정 경기에서의 시즌 10연승
2024년 4월 4일 주니치전(반테린 돔)부터 9월 10일 히로시마전(마쓰다 스타디움)에 걸쳐 개막 이후부터 원정 경기에서의 시즌 10연승을 달성했다. 9월 22일 한신전(고시엔)에서 패전 투수가 됐지만 이 기록은 센트럴 리그 기록 및 프로 야구 역대 공동 2위로 기록됐다.
| 등판일   | 승패 | 대전 상대 | 구장              | 이닝 | 실점 | 경기 | 출전    | 비고 |
| -------- | ---- | --------- | ----------------- | ---- | ---- | ---- | ------- | --- |
| 4월 4일  | 승리 | 주니치    | 반테린 돔         | 7    | 0    | 2-0  | [ 520 ] | 시즌 첫 승리 |
| 4월 11일 | 승리 | 야쿠르트  | 진구              | 6    | 0    | 5-0  | [ 522 ] | |
| 5월 11일 | 승리 | 야쿠르트  | 진구              | 6    | 2    | 4-3  | [ 523 ] | |
| 5월 26일 |      | 한신      | 고시엔            | 6.1  | 1    | 2-1  | [ 524 ] | |
| 6월 2일  | 승리 | 세이부    | 베루나 돔         | 7    | 0    | 7-1  | [ 525 ] | |
| 6월 16일 |      | 닛폰햄    | 에스콘 필드       | 5.1  | 3    | 3-3  | [ 526 ] | |
| 7월 7일  | 승리 | 야쿠르트  | 진구              | 5    | 3    | 7-3  | [ 527 ] | |
| 7월 21일 | 승리 | 주니치    | 반테린 돔         | 6    | 1    | 4-1  | [ 528 ] | |
| 7월 28일 | 승리 | DeNA      | 요코하마 스타디움 | 9    | 0    | 6-0  | [ 529 ] | |
| 8월 11일 | 승리 | 주니치    | 반테린 돔         | 8.1  | 1    | 3-1  | [ 530 ] | 개막 이후부터 원정 경기에서의 시즌 8연승을 달성. 센트럴 리그 타이 기록. 2001년 이리키 유사쿠 이후 23년 만이며 시마다 겐타로, 다카하시 가즈미, 소토코바 요시로, 이리쿠와 나란히 센트럴 리그 역대 5번째 기록 |
| 8월 18일 |      | DeNA      | 요코하마 스타디움 | 6    | 1    | 1-2  | [ 532 ] | |
| 9월 1일  | 승리 | 한신      | 고시엔            | 7    | 1    | 3-1  | [ 533 ] | 개막 이후부터 원정 경기에서의 시즌 9연승을 달성. 센트럴 리그 신기록. 일본 프로 야구 역대 3위 기록 |
| 9월 10일 | 승리 | 히로시마  | 마쓰다 스타디움   | 5    | 0    | 6-1  | [ 535 ] | 개막 이후부터 원정 경기에서의 시즌 10연승을 달성. 자신의 센트럴 리그 신기록을 경신. 2013년 다나카 마사히로 이후 11년 만의 기록. 이와쿠마 히사시와 나란히 일본 프로 야구 역대 공동 2위 기록                 |
| 9월 22일 | 패전 | 한신      | 고시엔            | 8    | 1    | 0-1  | [ 537 ] | |

## 평가
- 쓰루노다이 초등학교 시절에 소속했던 지역 연식 야구팀 ‘토린 팰컨스’의 당시 감독은 초등학생이던 스가노에 대해 “1학년 때부터 포지션은 기본적으로 투수였다. 체격도 컸고 공도 빨랐다. 소년 야구는 변화구가 금지돼 있어서 기본적으론 공이 빠른 아이가 에이스로 성장하게 된다. 도모유키도 그런 유형을 가진 선수였다”, “스가노의 아버지에게도 우리 팀 코치를 맡아달라고 부탁했었지만 연습 중에는 어디까지나 한 사람의 선수로서 지도해 주고 있었다. 물론 집에 돌아가면 개인 지도나 연습을 보거나 했겠지만 팀내에서는 확실히 ‘선’을 그었다. 우리도 필요 이상으로 그의 집안 사정에 대해서는 의식하지 않고 다른 아이들과 똑같이 지도하고 있었다”라고 말하면서 팀의 지도자, 그리고 팀 동료들은 당연히 소년 시절 스가노가 유명한 감독의 손자로 슈퍼스타(하라 다쓰노리)의 조카였다는 사실을 이미 알고 있었지만 스가노는 팀내에서 특별 대우를 받진 않았다. 초등학교 6학년이 된 스가노는 팀에서 ‘에이스 겸 4번’을 맡게 됐다. 하지만 결코 괴물 같은 선수는 아니었다는 게 당시 지도자들의 공통된 인식이었다. 그는 “아까도 말했듯이 공은 빨랐다. 다만 세세한 컨트롤은 그다지 없었고 타격도 맞으면 날아가지만 헛스윙 삼진도 많았다. 체격이 좋은 만큼 다른 아이들과 달리 기초체력이나 힘은 있었지만 ‘기술’이나 ‘감각’이 뛰어나다는 인상은 없었다”라고 당시에는 이렇게 평가하고 있었지만 스가노가 차츰 성장을 거듭하여 두각을 드러내는 모습을 보면서 “좋은 지도자와 팀 동료들을 만나면서 점점 성장했다는 인상을 심어줬다. 고등학교에 입학한 이후로는 직접 플레이하는 모습을 볼 수 있는 기회가 줄었지만 3학년 때는 ‘드래프트 후보’라고 불릴 정도였으니까. 솔직히 ‘그러한 스가노가 이렇게까지 훌륭한 선수가 되다니’라는 생각은 들었다”라고 지금은 일본을 대표하는 에이스로까지 성장한 스가노에 대해서 평가를 고쳤다고 한다. 그러면서도 당시와 거의 다르지 않은 면도 있다며 “얼굴도 별반 달라진 게 없지만 마운드에서의 몸짓이나 표정 같은 건 그 시절 그대로다. 홈런이나 안타를 맞았을 때 보이는 표정도 정말 초등학생 때랑 똑같아서 TV를 보면서 웃어버릴 때도 있었다”, “참으로 신기한 느낌이 들었다. 만약 외형까지 완전히 다른 사람이었다면 ‘많이 성장했구나, 완전히 다른 세상 사람이 됐었구나’라고 생각했을 텐데 그 때의 모습이나 분위기는 그대로인데도 요미우리나 사무라이 재팬 유니폼을 입고, 도쿄 돔에서 공을 던지고 있으니까 말이다”, “스가노의 ‘혈통’은 확실히 특별하다. 하지만 초등학교, 중학교까지는 지역 야구팀, 지역의 중학교에서 뛰었다. 흔히 말하는 ‘평범한 야구 소년’과 같은 환경에서 성장하다 보니 이 정도의 실력을 갖춘 선수가 됐다. 앞으로도 사가미하라의 야구 소년들에게 계속 동경의 대상이 돼주었으면 하는 바램이다”라고 인터뷰에서 이 같은 말을 했다.[538]

- 스포츠 기자인 니시오 노리후미는 아마추어 시절 스가노의 실력에 대해 2006년 도카이 대학 부속 사가미 고등학교 시절의 프로필은 180㎝, 70㎏으로 되어 있는 것처럼 보기에도 가늘고, 당시 니시오의 취재 노트에도 ‘투수다운 특성을 가지고 있지만, 상반신과 하반신이 잘 연동되지 않고 있었다’라고 기술했다. 이때는 완전히 팀 동료였던 다나카 고스케 쪽이 눈에 띄었다고 밝혔다. 2007년 여름에는 상당히 신체는 훌륭해져서 직구도 지속적으로 140km/h를 넘도록 되어 있었지만 “같은 학년으로 ‘간토 넘버원’이라고 불리던 가라카와 유키와 비교할 만한 수준은 아니었다”라고 스가노에 대한 평가는 그다지 높지 않았다고 한다. 그런 스가노의 인상이 크게 바뀐 것은 도카이 대학 2학년 때 춘계 시즌에서였다고 하며 “1학년 때부터 리그전에서도 좋은 성적을 거두었지만 이 시기부터 팔의 움직임이 확실히 강해졌고 공의 힘도 눈에 띄게 향상했던 것을 기억하고 있다. 속구, 슬라이더, 컷 패스트볼 등 던지는 공 자체는 훌륭하여 높은 자질이 뛰어나다는 것을 느끼게 했다”, “대학생의 경우 하급생 시절에 뛰어난 기량을 보여주고도 4학년이 되면 피로감이나 이미 성과를 남겼다는 안도감 때문에 성적이 떨어지는 경우도 적지 않았다. 그러나 스가노의 경우는 3학년, 4학년으로 올라가면서 점차 안정감이 늘어났다는 점은 주목할 만한 사항이다. 4학년 봄에는 잡지 취재로 1시간 이상 인터뷰할 기회가 있었는데 그의 이야기에서 신체 만들기와 투구 폼에 대해서도 미래를 생각하며 노력하고 있다는 사실이 잘 알려지면서 그의 높은 의식 수준에 놀랐다”라며 당시의 일화를 소개했고 “고교 시절에는 그다지 주목받지 못했던 투수가 야구계를 대표하는 에이스로 성장한 배경에는 일관되게 야구에 대해 높은 의식을 가지고 임해온 자세가 있었던 것은 틀림없었다”라고 평가했다.[539]

- 노무라 가쓰야는 “자신을 잘 알고 있고 머리를 쓸 줄 아는 투수”, “평소 신랄하게 평론하고 있는 나도 흠잡을 데 없는 것이 요미우리의 스가노 도모유키이다. 매번 ‘이것이야말로 에이스’라고 으르렁거리는 듯한 투구를 보여줄 수 있었다. 자신에게 유리한 카운트로 가져와서 타자를 자유자재로 요리한다. 피칭의 본보기라고 할 수 있다”라고 평가했다.[540][541] 특히 2018년 센트럴 리그 클라이맥스 시리즈에서의 투구를 지켜봤을 때는 “피칭과 대화가 가능한 투수이며 그 이상으로 즐거운 투수는 없다. 나도 은퇴했지만 한번 공을 받아보고 싶은 투수”라고 찬사를 보냈다.[542] 이 노히트 노런과 관련해서 스가노는 요미우리 공식 인스타라이브에 스미타니 긴지로와 출연했을 때 “임팩트는 강했는지 몰라도 성취감은 별로 없어서 그 정도로 상태가 나빴다. 정성껏 던지려고 생각했지만 마지막까지 공은 끊어지지 않았다”라고 토로했다. 2018년 시즌에 등판 간격이 짧은 경우가 많아 피로로 인해 심신이 무척 지친 상태였다고 한다. 다음 등판도 내다보면서 1군 투수 종합 코치 사이토 마사키에게 ‘힘들다’고 털어놨지만 ‘아직 안타 한 개도 맞지 않았어’라는 대답이 돌아왔기 때문에 포수 고바야시 세이지에게 ‘안타를 맞히지 않으면 대체될 수 없기 때문에 빨리 안타를 맞히자’라고 전한 에피소드를 공개했고 스미타니도 ‘특이한 패턴의 노히트 노런이네’라며 놀란 반응을 보였다.[543]

- 스가노의 도카이 대학 야구부 시절 감독이던 요코이 히토키는 다채로운 구종에 대해 “손끝 감각이 여태 봐 왔던 어떤 투수보다도 탁월하다”고 평가했다.[30]

- 이세 다카오는 스가노의 피칭의 특징에 대해 “실투가 극히 적은데다 집중력의 지속이 다른 투수와는 크게 다르고 바깥쪽 낮은 곳으로의 컨트롤이 뛰어나다”고 말했다.[544]

- 오랜 세월 자신과 배터리를 구성했던 고바야시 세이지는 “그저 빠른 공, 대단한 변화구만 던지는 게 아니라 늘 생각하며 던진다. 간격을 두거나 하는 것이 피칭이라고 생각한다. 강약 조절 같은 걸 젊은 선수에게는 참고해 주었으면 한다”라고 젊은 선수가 보고 배우는 것이 좋은 투수라고 평가했다.[545]

- 요시미 가즈키는 취재 기자로부터 자신이 대단하다고 생각하는 투수에 대한 질문을 받았을 때 스가노를 꼽았는데 “역시 압도적으로 대단하다”, “속구, 변화구 모두 좋지만 무엇보다 마운드에서의 품격이 있다. 특유의 배짱이 있고 자신 있게 던진다. 건방짐이랄까, 좋은 의미에서의 얄미움이랄까. 그게 가장 좋다. 투수에게는 중요한 부분이고 정말 투수 다운 투수라고 생각한다”라고 평가했다.[546]

- 아마야 소이치로는 “나도 현역 시절에 스가노 투수와 여러 번 상대했었는데 나이가 들수록 수준이 향상되고 있다. 처음 들어왔을 때부터 수준 높은 투수였던 것은 분명하지만 거기서부터 여러 투구 폼 변경과 시행착오를 거치면서도 철저하게 갖춘 투수라고 생각하지만 아무것도 낭비하지 않는 모습이 두드러지는 투수라고 생각한다”라고 나이를 먹을수록 진화하고 있다고 평가했다.[547]

- 예전 요미우리 팀 동료였던 마일스 마이컬러스에게서는 “마운드 위에서의 존재감도 있고 무엇보다 투구술이 뛰어나다. 삼진을 빼앗을 때 빼앗고 병살로 끝낼 때 범타로 맞히고, 나도 그의 스타일에 대한 많은 것을 배웠다. 일본에서 밀려도 밀리지 않은 에이스”라는 투구술을 평가받았다.[548]

- MLB 투구분석가 롭 프리드먼은 스가노에 대해 잭 그레인키와 투구폼이 비슷하다고 말했고 자신의 SNS에 두 사람의 투구폼을 겹쳐 놓은 동영상을 공개하며 작은 테이크백 폼으로 기분 좋게 직구를 차례차례로 던진다. 릴리스할 때 팔의 위치나 착지할 때의 발 모양도 꽤 가깝다는 것을 느꼈다고 평가했다.[549]

- 백부인 하라 다쓰노리는 스가노가 2년 연속 사와무라 에이지상을 수상했을 때 “그는 투수로서, 플레이어로서는 나의 현역 시절을 일찌감치 극복한 선수가 돼있다”라고 말했다.[550]

## 에피소드

### 개인

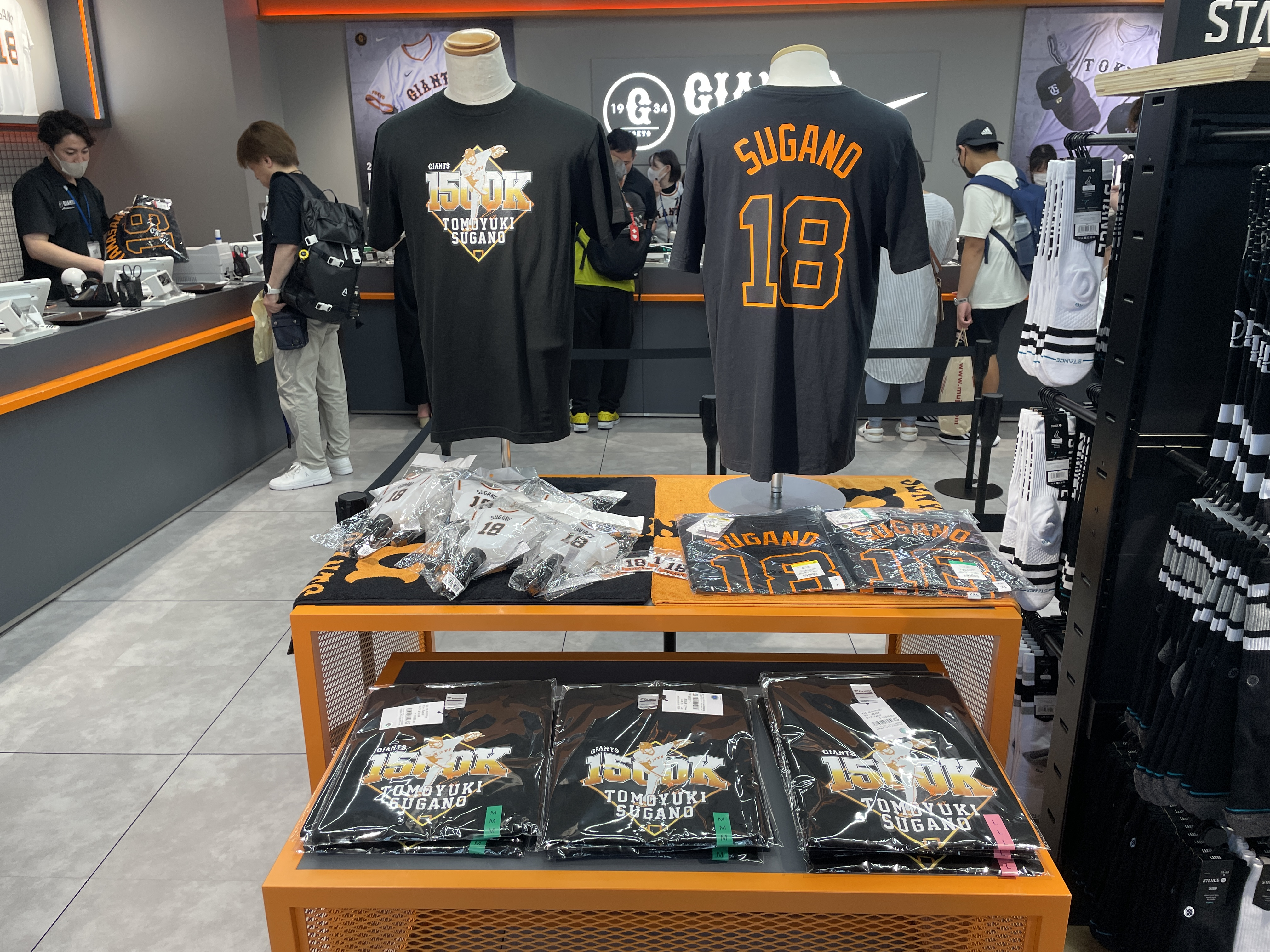
도쿄 돔 굿즈샵에 꾸며진 스가노 도모유키의 통산 1500 탈삼진 달성을 기념하는 유니폼과 티셔츠의 모습(2024년 5월 28일)

- ‘하라 미쓰구의 손자, 하라 다쓰노리의 조카’라는 입장에 대해서는 “안 좋았던 적이 더 많았다”라고 토로했고 어렸을 때는 ‘하라 다쓰노리의 조카인데 그깟 뭐가 대수냐’며 험담을 들은 적도 있었을 뿐만 아니라 ‘하라 다쓰노리의 조카인데 잘해야 마땅하다’라는 비아냥을 들은 적도 있었다고 한다. “거기는 내 마음 속의 모티베이션이다. ‘스가노 도모유키’로서 인정받는 것을 계속 목표로 삼고 있다”라고 말했다.[30][444][41][551] 고교 3학년 때에는 주변에서 프로 입단도 권유받았었지만 “하라 감독의 조카이기 때문에 프로에 들어갈 수 있었다라고 생각되는 것이 싫었다. 대학에서 더할 나위 없는 실력을 쌓아 프로에 가고 싶다”라는 이유로 진학을 선택했다고 밝혔다.[30][41] 숙부 밑에서 플레이하는 것에 대해서는 2011년 드래프트 회의 이후에 “어렸을 적에는 함께 할 수 있으면 좋겠다고 말할 정도로 그 외 것은 생각하지 않았는데 대학에 가서 어느 정도 실적을 남길 수 있게 됐고 그것이 꿈이 아닌 현실이 되도록 내 마음속으로 염두에 두고 있었던 것은 있다”라고 말했다.[552] 또한 2025년 2월에 가진 인터뷰에서 “역경에 굴하지 않는 힘의 원천, 가장 큰 원동력은 무엇인가?”라는 질문에 “근본적으로는 반골심이랄까. 말투가 좀 그렇지만, 역시 ‘하라 다쓰노리의 조카’라는 말을 듣는 것이… 역시 좋은 기분은 들지 않아서 였는데, 나는. 언젠가 ‘스가노 도모유키의 큰아버지가 하라 다쓰노리야’라고 말할 수 있을 정도로 열심히 해야겠다고 프로에 들어갔을 때 생각했었다”, “아직 거기에 도달하지 못했을지도 모르지만, 한 가지 목표로 삼았다”고 말했다.[553]

- 팬으로부터 ‘만약 야구 선수가 되지 않았다면 무엇을 했을 것 같냐’는 질문에 스가노는 “오싹하다. 난 어렸을 때 가면라이더였다. 가면라이더가 되겠다고 했지만 야구를 시작해서 야구 선수가 되고 싶다고 하면 무조건 될 수 있다고. ‘아마 야구 선수가 되겠지’라고 내맘대로 생각하고 있었다. 그래서 다른 꿈에 대해 생각해 본 적이 없었다”라고 대답했다.[554]

- 2015년부터 2019년, 2024년에는 동갑내기인 고바야시 세이지와 배터리를 구성하는 일이 많아지면서 고바야시와 배터리를 구성할 때는 언론에서 ‘스가코바’(スガコバ)라는 별명이 붙여졌다.[555] 2020년부터 2023년까지 오시로 다쿠미와 함께 구성하는 일이 많았는데 그 당시 언론에서는 ‘스가시로’(スガシロ)라고 표현했다.[556]

- 만화가 테라지마 유지와의 대담에서 ‘이상적인 에이스’에 대해 질문받았을 때는 주변에 요구한 것에 의해서 매번 응해 간다. 그날그날로 오늘은 갈 수 있는 데까지 가본다. 그래서 팀 동료들이 ‘네가 마운드를 내려갈 때는 팀이 질 때’라고 말해줄 만한 투수라고 대답했다.[476] 요미우리의 에이스 넘버 ‘18’번에 대해서는 “말로 표현할 수 없을 정도로 무게감이 있는 번호라고 생각했다. 작년(2018년) 오프에 하라 감독으로부터 ‘내년부터 등번호 18번으로 착용하는 게 어떠냐’라고 여쭤보길래 쉽게 대답을 할 수 없었다. ‘생각하게 해주세요’라고. 선뜻 대답해도 좋은 것이 아니라고 생각했다”라고 결단을 내리는 데에 시간이 걸렸다고 한다. 에이스의 부담감에 대해서는 “너무 많이 짊어진다고 해서 내 힘으로 뭔가 할 수 있는 일이 아니다. 그보다는 그 경기에서 이기는 것이다. 선취점이나 볼넷을 내주지 않는, 불필요한 진루를 허용하지 않는다. 해야 할 일은 변하지 않는다”라고 마주해 왔다고 한다.[557] 또한 요미우리에서 MLB로 이적하여 요미우리의 에이스라는 중압감에서 해방됐을 때 “매일 구장에 오는 것이 즐겁다는 감각은 (MLB·시범 경기 종료 후의) 지금도 있다. 일본에 있을 때는 힘든 일이 많았지만 이겨내는 것이 더 많았다. 물론 시즌이 시작되고 이렇게 (대량 실점해 버리는) 경기가 되면 역시 힘들다고 느낄 것이다. 하지만 그 속에서도 새로운 것에 도전하고 매일 공부하고 있다는 식으로 자신에게 채찍질하면서 그걸 하고 있는 것 자체가 멋진 일이라고 표현하고 싶을 정도다. 감사해야 할 일이고 그 마음은 잊지 않고 일 년 동안 완주하고 싶다”라고 밝혔다.[558]

- 자신이 35세를 맞이한 2024년에는 시즌 15승을 올려 3년 동안(2021년~2023년) 극도의 부진에서 부활했는데 이에 대해 스가노는 다음과 같이 말했다.

15승이라는 이번 시즌 성적이 너무 과하지 않다고 생각합니다. 예전같이 마차를 끄는 말처럼 180이닝, 190이닝, 200이닝을 던질 수는 없지만 자율 훈련을 통해 스스로를 돌아보면서 노력해 왔다는 자부심은 있어요. 알찬 시즌이었다고 생각합니다. 오른쪽 팔꿈치 부상으로 뒤늦게 시작한 작년(2023년)에는 4승에 그쳤습니다. 제 마음속으로는 2021년 경부터 서서히 투구 상태가 점차 떨어지고 있다고 자각하고 있었습니다. 아무래도 나이도 있는 만큼 여기서부터 나만의 투구 스타일을 확립해 가면 된다고 그렇게 회피할 길을 만들어왔지만 어쩔 수 없을 정도로 힘에 부쳤던 작년 시즌이었습니다. 몸은 어디 하나 아프지 않은데 불펜에서는 134~135km/h밖에 나오지 않는다, 이대로라면 끝이다, 처음부터 하나하나 자신을 바꿔야 한다고 구보 코치에게 울면서 매달리고 거기서부터 시작됐습니다. 솔직히 지금까지는 ‘(나를) 필요로 여겨지고 있다’는 느낌을 별로 받은 적이 없었습니다. 내버려두어도 성적은 남겼을 것이고, (위기 상황에서) 막아야 한다는 분위기가 있었습니다. 다만 이번 시즌 투수 코치로 우쓰미 선배가 돌아오면서 코치 취임 후에 가장 먼저 제 이름을 언급하며 ‘너의 심정도 이해가 된다’고 말씀해 주셨습니다. 그 후 스기우치 코치님도 함께 식사 자리에 불러 주셨고, 처음으로 정말 나를 생각해서 말을 걸어주고 계시다는 것을 느꼈습니다. 망가져 버린 나를 위해 이렇게까지 생각해주는 사람을 배신할 수 없다. 두 사람을 위해 ‘내년에는 반드시 각오하겠다’ 라고 생각하며 오프 시즌에 들어갔습니다. 또 하나, 제게 힘이 된 것은 원래 저의 팬이었다는 남자 골프 선수 나카지마 게이타의 존재입니다. 작년 7월 17일 야쿠르트전에서 1회도 버티지 못하고 6실점을 내줘 ‘이렇게 해도 안 되는 건가’라고 생각했을 때였습니다. 그 무렵 상금 랭킹 1위를 기록하던 그와 식사 자리를 가졌을 때 저에 대해 정말로 눈을 반짝여 주거든요. ‘비참했다, 이런 나를 응원하게 해서는 안된다’ 라는 생각도 원동력이 됐습니다. 저는 1군에 없는 시간을 긍정적으로 생각하고 싶지 않습니다. 얻어맞든 뭘 하든 1군에 계속 머무르는 것이 전부라고 생각해 왔습니다. 그래도 작년 그 기간은 틀림없이 중요한 시간이었다. 야구 인생보다는 사람으로 살아가는 데 양식이 됐다고 생각합니다. 올해는 포수가 저와 동갑인 세이지로 바뀌었고 신선한 감각으로 던질 수 있었습니다. 최근에 동갑내기들이 모두 은퇴해 가는 모습을 보면서 앞으로 몇 경기 더 던질 수 있을까 하는 생각이 들 때가 있습니다. 그런 것을 생각하면 세이지는 ‘고통스럽다’라고 되는 것 같고 경기 때마다 ‘긴장돼’, ‘어떡하지’라고 하니까 ‘세이지, 이왕 할 거면 즐기면서 하자’라고 말했죠. 올스타전이 끝난 후 경기 전 불펜에서의 연습을 마치고 주먹으로 서로 맞대며 ‘좋아, 오늘도 즐기면서 가자’는 것이 두 사람의 구호처럼 되어 있었습니다. 올해는 세이지의 존재감이 컸습니다. 지난 1년 간 저를 이끌어 준 세이지에게 감사하다는 말을 전하고 싶습니다.
- 좋아하는 음식은 볶음밥이다.[560] 중화요리와 술을 너무 좋아해서 휴일에는 혼자서 시내에 있는 중화요리집에 가곤 했다. “내가 단골로 찾는 중화요리집의 정의는 2,000엔까지 배부르게 먹을 수 있는 곳”이라고 표현해 혼자 마시는 것을 좋아하며 기름진 음식을 맥주로 흘려보내는 것이 참을 수 없다고 말했다. 하지만 그런 행동을 하게 되면 다음날에 컨디션이 나빠지기 때문에 2024년부터는 우승하기까진 술을 마시지 않기로 정했고 시즌 중에는 금주를 했다.[561]

- 2018년에 모교인 도카이 대학 야구부가 수도 대학 야구 춘계 리그전에서 우승하여 전일본 대학 야구 선수권 대회 출전권을 획득했을 때 스가노는 후배들의 리그 우승을 축하하는 것과 동시에 전국 대회에 출전하는 후배들을 응원하기 위해 프로 야구 선수도 사용하는 단풍 나무로 제작된 나무 방망이 50개를 도카이 대학 야구부에 기증했다.[562]

- 팬들을 위해 매년 깜짝 사인회를 열고 있다.[563][564][565][566] MLB 이적 후에도 팬 사인회를 자주 하고 있다.[567]

- 취미는 골프이며, 대학 4학년 때 100점이라는 최고 득점을 기록했다.[568] 더 나아가 골프 선수 중에 마쓰야마 히데키와 나카지마 게이타와도 친분이 있어 나카지마는 2024년 1월에 합동 자주 트레이닝을 했다.[569][570]

- 게임도 잘 하는 편이라 성과 드래곤의 공식 동영상에 게스트로 출연했다.[571] 그 외에도 프로 야구 스피릿츠나 실황 파워풀 프로 야구의 공식 동영상에도 고바야시 세이지와 함께 출연했다.[572][573]

- 전국 고등학교 야구 선수권 대회를 좋아하여 고시엔에서 활약한 선수가 어느 구단에 가는지를 예의주시하고 있어서 매년 프로 야구 드래프트 회의를 TV를 통해서 지켜보고 있다.[574]

- TBS 텔레비전 버라이어티 프로그램인 《크레이지 쟈니》의 팬으로 캐리어가방에는 크레이지 쟈니의 스티커를 붙였다.[575]

- 천일회봉행을 달성한 시오누마 료준도 존경하고 있다. 천일회봉행에 대해 “아니, 이미 상상을 초월했다고 할까, 자기 자신도 고교 야구 연습 등이 죽을만큼 힘들었다곤 하지만 이것은 불가능하다고 생각했다”라고 말했다. 자신이 통산 100승을 달성하면서 요미우리 후배들로부터 축하를 받았을 때 시오누마로부터 동영상을 통한 축하 메시지와 함께 시오누마가 펴낸 책을 선물받았다.[576]

- 매년 어머니날에 어머니, 할머니, 작은어머니 등에게 카네이션을 보내고 있다.[577]

- 초등학교 입학 전과 초등학교 3학년 때 교통사고를 당한 경험이 있는데 첫 번째 사고는 보행 중 차에 치여 골절상으로 병원에 입원하는 대형 사고를 당했다. 두 번째 사고는 사고 직후에 의식이 없어질 정도의 트라우마가 남아 있는 심각한 사고여서 지금도 뇌리에 박혀 있다고 밝힌 바 있다.[578]

### 가족·친족
- 할아버지인 하라 미쓰구는 인생에서의 첫 캐치볼 상대였다. 여섯 살 때 할아버지가 던진 공이 얼굴에 맞아 울었는데 할아버지가 자택에 투수판을 묻어주었기에 매일 던지곤 했다. 못하면 꾸중을 듣고 잘하면 칭찬도 받았다. “내 할아버지가 무섭다거나 엄하다는 감각을 가진 사람은 드물 거라고 생각한다. 하지만 나는 그게 당연하다고 생각하고 살아왔다. 상당한 각오가 돼있었고 키워주었다”라며 감사할 수 밖에 없었다고 말했다.[579][580] 스가노가 고등학교 1학년 때 오른쪽 어깨를 다쳐 극도의 슬럼프에 빠질 정도로 야구를 그만두겠다는 고민을 하게 되면서 아버지, 어머니, 그리고 할아버지인 미쓰구에게 각각 상의를 했을 때 “처음엔 아버지에게 연락했더니 ‘징징거리지 마라. 그럴 거면 그냥 그만두라’고 하셨고, 그 후 어머니에게 연락했더니 ‘조금만 더 힘내보는 게 어떠냐. 하지만 그렇게까지 힘들다면 굳이 그런 마음을 견뎌가면서까지 할 필요 없다’라고 말해주셨고 마지막으로 할아버지께 연락했더니 ‘야구는 투수만 하는 게 아니다. 도모유키는 타격도 좋잖아, 다시 생각해 봐라. 굳이 투수가 아니더라도 야구를 계속할 수 있는 방법을 한 번 생각해 봐라’고 긍정적인 말씀을 해주셨다. 그러고 나서 이틀 정도 지나니 어깨가 통증이 말끔히 사라졌다”, “만약 그때 가족 모두가 ‘그만둬, 그만둬라’고 했다면 아마 정말로 그만뒀을 것이다”라고 할아버지의 말대로 야구를 그만두지 않았다고 밝혔다. 미쓰구가 2014년에 사망한 후 스가노는 늘상 마운드에 서면 하늘을 올려다보게 되면서 “할아버지가 돌아가신 후에는 마운드에 설 때마다 반드시 하늘을 올려다보며 그때의 기분을 전하겠다고 결심했다. 그것만큼은 내 야구 인생이 끝날 때까지 계속하겠다는 생각을 하게 됐다. 하늘에서 지켜봐 주고 계실 거라고 생각하니까”라고 말했다. 또한 2025년에 메이저 리그 도전을 위해 미국에 왔을 때 일본에서 가져온 것은 “할아버지 사진 정도”라고 말하면서 메이저 리그 도전에 대해 “내 인생에서 없어서는 안 될 존재랄까, 야구 뿐만 아니라 인생 전체를 놓고 봐도 그렇다고 생각한다. ‘죽을 때까지 항상 도전하는 자세를 계속해서 가져야 한다’라고 할아버지께서 말씀하셨던 대목이 생각난다”라고 말했다.[581]

- 2017년에 WBC를 앞두고 대표팀 합숙 중에 숙부인 하라 다쓰노리가 방문했을 때 다쓰노리는 스가노에게 ‘하라가(原家)의 DNA를 믿고 노력해라’라는 응원을 보낸 바 있다.[582] 또한 스가노는 MLB 이적을 앞두고 다쓰노리와 함께 MLB 구단과의 계약에 관한 상의를 했을 때 다쓰노리로부터 “몇 년 계약이 아니라면 싫다든가, 그런 고리타분한 말은 안하는 편이 좋거든. 우선 1년으로 승부를 보는 거야. 그 1년이라는 기간 중에 열심히 하다 보면 좋은 팀에게 선택 받을 수 있을 거란다”라고 어쨌든 메이저 리그 전장에 서는 것을 최우선으로 삼으라는 조언을 받았다.[583] 그 후 무사히 MLB 이적이 최종 결정되면서 언론 보도가 나오기 전에 스가노가 다쓰노리에게 연락을 취했는데 그 때의 일에 대해 스가노는 “굉장히 기뻐했고, ‘열심히 하고 와라’라고 등을 토닥여줘서 성장한 모습을 보여주고 싶다”라고 말했다.[584] 또한 2025년 7월 11일에 다쓰노리가 스가노의 부모와 함께 스가노가 등판한 경기를 관전하기 위해 오리올 파크 앳 캠던 야즈 구장을 방문했다.[585]

- 어머니 스가노 에이미는 하라가 중에서 운동 신경이 가장 좋은 편인데 미쓰구는 “우리 집안에서 운동 신경이 가장 좋은 사람은 에이미다. 만약 에이미가 남자였다면, 어쩌면 다쓰노리를 능가하는 야구 선수가 됐을지도 모른다”라고 생전에 말한 적이 있다.[586]

- 아버지는 도카이 대학 부속 사가미 고등학교, 호세이 대학에서 활약하여 드래프트 후보에 이름을 올렸던 아마추어 야구 선수였지만[587] 부상으로 인해 결과를 남기지 못해서 프로 입단을 포기했다. 스가노가 말하기를, 아주 엄한 아버지였던 것 같고 어린 시절에는 매일 아침 5시부터 자율 훈련을 받았다. 식사할 때도 몸을 키우기 위해 매끼 많은 양의 음식이 나왔고 다 먹을 때까지는 허락 받지 못했고 식사를 마친 후에도 억지로 우유를 마셨다. 아무튼 많이 먹으라고 하길래 음식을 가려내면서 먹었더니 꾸중을 들었다. 스가노는 당시의 식사 시간이 가장 싫었다고 토로한 바 있다. 고등학교 1학년 때 부상으로 야구를 그만두려고 했을 때 아버지로부터 분노를 샀고 그 일을 어머니 에이미에게 상의했더니 과거에 아버지가 부상으로 인해 프로 진출을 포기했던 쓰라린 경험이 있었는데 원래 선이 가늘었던 스가노가 부상에 시달리지 않는 몸을 만들기 위해서 엄격하게 하고 있었다는 이야기를 들었다. 프로에 입문한 후에도 아버지로부터 칭찬받은 적은 없었지만 2013년 일본 시리즈 6차전에서 시즌 무패였던 다나카 마사히로와 서로 투수전을 펼친 끝에 이겼을 때 TV를 통해 관전하고 있던 아버지가 ‘도모유키는 대단하다’라고 칭찬했던 사실을 에이미만이 듣고 있었고 에이미가 “오늘 정도는 직접 칭찬해주는 게 어때?”라고 남편에게 말하자 “그 녀석을 칭찬할 때는 은퇴할 때다”라고 답했다고 한다. 이러한 에피소드를 계기로 언론에서는 ‘리얼 거인의 별’이라고도 알려져 있다.[588][589] 아마추어 야구에서 은퇴한 후에는 부동산 관련 일에 종사하다가 그 후에는 마주가 됐다. 2024년 10월에 소유마가 JRA에서 첫 승리를 거둔 바 있다.[590][591]

### 교우 관계
- 고바야시 세이지와는 절친한 친구 사이로, 프로 11년 간(2014년~2024년) 144경기에서 함께 선발 배터리를 구성하여 도합 76승, 승률은 0.679를 기록했다. 고바야시는 인터뷰에서 스가노와의 추억담에 대해 이렇게 말했다.

저는 도쿄 돔의 히로시마전(2014년 4월 10일)에서 도모유키와 (공식전에서) 처음으로 배터리를 구성했고 (함께) 처음으로 히어로 인터뷰 단상에 올라섰습니다. ‘히어로 인터뷰에 같이 주인공이 됐으면 좋겠다’고 말했었는데 바로 서게 되더라고요. 추억은 많았습니다. 노히트 노런을 비롯해서 2년 연속(2017년, 2018년) 사와무라상도, 배터리상도 받았었고요. 저에게는 그런 인연이 없는 타이틀입니다만 도모유키가 받은 타이틀은 꽤 많이 함께 했고, 제 일처럼 기뻤습니다. 정말 감사할 따름입니다. 같은 동갑내기인데도 많은 도움을 받았고, 중요한 존재입니다. 제가 이 세계에서 싸우기 위해선 그가 있어야 하는 존재라고 생각했습니다.
또한 고바야시는 ‘스가코바’(スガコバ)라는 별명과 내년 시즌(2025년 시즌)부터 MLB에서 활약하게 될 스가노에 대해서도 다음과 같이 말했다.
정말 고마웠습니다. 도모유키와 하나로 만들어줬어요. 도모유키에게는 항상 ‘고맙다. 덕분에’라고 말하고 있지만요. 이제 도모유키가 무엇을 말하고 싶은지 알 것 같았죠. 마운드 뿐만 아니라 ‘아, 이거 싫겠지’, ‘그냥 맞추기만 하는 거잖아!’라든가…. 젊었을 때부터 둘이서 밥을 같이 먹으러 가거나 여러가지 일을 했었고 그냥 절친으로 계속 보냈거든요! 마지막(2024년 시즌)에 도모유키와 함께 배터리를 구성할 수 있게 된 것은 감독님과 주변 사람들에게 감사한 일이었어요. … (스가노의 MLB 이적에) 상당히 외롭지요. 하지만 동갑내기 마루와 함께 응원하고 싶다고는 생각해요. 외롭겠지만 무엇과도 바꿀 수 없는 존재인데, 그건 미국에 가더라도 달라지진 않아요. 계속 지켜보고 있으면서 응원하고 있어요. 모두들 응원해 줄 거라 생각하거든요. 이 정도로 열심히 해 왔고 남긴 것도 많이 있었죠. 저도 열심히 할 겁니다. … 나도 도모유키에게서 배웠던 것과 느꼈던 부분은 후배들에게 가르쳐 주고 싶어요. 나 스스로도 발버둥치며 열심히 할 수 밖에 없습니다. 발버둥쳐 가면서요. 앞뒤 생각않고 나 자신답게 해 나갈 겁니다.
- 요미우리 팀 동료이자 주장인 사카모토 하야토에 대한 존경심을 다음과 같이 드러냈다.

투수와 포수는 다르기 때문에 비교할 수 없지만 어떻게든 이 사람에게 인정받을 수 있도록 노력했다고 생각해 왔습니다. 우리는 나이가 비슷하기 때문에 어떻게 하면 좀더 강한 팀을 만들어 나갈 수 있는지를 자주 이야기하곤 했습니다. 저에게 있어서 공감해주는 유일한 존재입니다.
사카모토로부터 ‘너는 3년 동안 하면 진짜야. 3년 동안 하기 전까지는 내가 인정하지 않아’, ‘내 연봉을 넘기면 인정해 주겠다’라고 말해 스가노가 실적을 남기면서 사카모토의 연봉을 넘겼을 때에 농담인지 진심인지 ‘나는 하야토의 연봉을 넘겼는데 인정해 주었어?’라고 묻자 사카모토로부터 ‘이미 오래 전부터 인정해줬어’라고 말해 ‘그 말은 선명하게 기억하고 있고, 기쁘기도 했다’라고 말했다. 또한 스가노가 2020년 오프에 포스팅 시스템을 이용해서 메이저 리그 진출을 목표로 두겠다는 입장을 사카모토에게 그대로 전달하면서 ‘그게 정말이냐’, ‘너, 나를 혼자로 만들거냐’라는 이야기를 듣고 스가노는 “농담인 것 같은데 얼굴 표정이 진지해보였다”라고 당시의 상황을 이야기했다. 그러나 MLB 구단과의 접촉을 시도했지만 코로나19로 인해 뜻대로 되질 않아서 결국 요미우리 잔류를 결정하여 사카모토에게만 곧바로 얘기하자 사카모토로부터 “(요미우리의) 최강의 보강이야”라고 격려를 받았다고 한다. 그 후, 2024년 12월 해외 FA권을 취득하면서 스가노의 MLB 이적이 결정됐다. 그 때 사카모토는 2025년 1월 언론과의 인터뷰에서 스가노에 대해 “이렇게 함께 싸웠던 후배가 없어진다는 게 너무 외로웠다”며 심경을 토로했고 요미우리 시절의 추억으로 “(스가노와) 진심으로 싸운 적도 몇 차례나 있었고 마음을 터놓고 이야기를 나눈 적도 여러 번 있었다. 그런 선수가 한 사람도 없었다. 젊었을 적에는 불평을 많이 늘어놓았다”라고 밝혔다. 스가노로부터 자신에게 다시 미국에 가고 싶다고 부탁받으면서 ‘하야토에게는 가장 말하기 어려웠다’라는 말을 듣고 “불평을 들을 거라고 생각했던 게 아닌가. 유일무이하다. 도모유키는” 이라고 말했다.
- 어렸을 때 동경하는 선수로는 우에하라 고지를 꼽았는데 “TV를 통해 보면서 정말 대단하다고 생각했고 나도 저런 투수가 되고 싶다고 생각했다”라고 대답했다.[597] 그 우에하라와는 2018년부터 2019년 시즌 도중까지 요미우리에서 팀 동료로 같이 활약했다. 2018년 센트럴 리그 클라이맥스 시리즈 퍼스트 스테이지 1차전에서 수훈 선수로 선정된 우에하라가 ‘내일은 에이스 스가노 투수인데, 어떤 투구를 기대하고 있는가’라는 질문을 받았을 때 ‘(내일은) 혼자서 자신있게 던져달라’고 대답해 스가노를 격려했다. 다음날 스가노는 NPB 포스트시즌 사상 첫 노히트 노런을 달성하여 선배로부터의 요청에 훌륭하게 응했다.[598][599] 2024년 12월에 스가노가 오리올스의 이적이 결정된 언론 보도가 나왔을 때 곧바로 우에하라로부터 “모르는 것이 있으면 뭐든지 말해달라”라는 연락이 왔었고 우에하라가 은퇴한 후에도 친분을 쌓고 있다.[600] 더욱이 스가노와 우에하라는 공통점도 있는데 재수 경험자, 요미우리, 등번호 19, 오리올스와 경력이 비슷한데다 우에하라는 자신이 출연했던 《선데이 모닝》(TBS 텔레비전)에서 “경력도 비슷하다. 프로에 입단하기 전에 나는 대학 재수생으로 있었지만 스가노는 프로에 들어가기 전에 한 번 재수하고 있었는데 경력이라는 게 비슷할까. 자이언츠, 등번호도 똑같았다. 사실 궁금했다. 아무래도”라고 발언하는 등 스가노에 대한 기대와 우려를 드러냈다.[601] 더욱이 2025년 2월에 오리올스에서의 등번호가 ‘19’번으로 정해졌을 때에 스가노는 “더할 나위 없는 번호라고 생각한다. 처음에 요청드렸는데, 우에하라에 대한 동경도 있었고 여러가지를 포함하여 좋은 번호를 받았다고 생각하고 있다”라고 밝혔다.[602]

- 자신을 극도의 부진에서 부활시켜 준 구보 야스오를 “마음을 떠받쳐서 회복을 지원해 준 은인”이라고 말했고 “구보 코치가 없었으면 지금의 나 자신은 없었을 것”, “(처음엔) 마치 내 안에 필터라도 씌워진 것처럼 (구보 코치로부터의 조언을) 있는 그대로 받아들이지 못했었다. 그때의 나 자신을 정말 한 대라도 때려 주고 싶었다”, “구보 코치와의 만남에 진심으로 감사해야 하고 가르쳐 주신 모든 것을 있는 그대로 받아들이면서 이제는 예전의 내 모습을 완전히 벗어나야겠다고 마음먹었다. 말 그대로 정말 처음부터 다시 시작하자는 각오를 다졌다”고 구보에 대한 감사의 뜻을 전했다. 구보에 의하면 처음에 스가노가 구보의 말을 전혀 믿을 수 없다는 반응을 드러내 자신의 조언을 들어 줄 때까지 시간이 걸렸다고 한다. 그래서 구보는 “그 친구(스가노)에게 무례한 말들을 꽤 했다. 돈도 벌고, 명성도, 승리도 수백 번이나 했지 않느냐고 했더니 스가노가 ‘아니요, 그렇지 않습니다’, ‘전혀 만족하지 않습니다. 지금부터예요’ 라고 말하니까 그럼 한번 해보자는 식으로 대응했다. 정말로 싸움을 잘하는구나 싶었다. 두 사람 모두 승부를 보려는 마음이 컸다”, “투수판에 대한 접근 방식, 던지기 전의 시선의 위치, 투수판의 위치, 이걸 바꾸게 되면 그는 극적으로 바뀐다. 그래서 나는 간단하게 바꿀 수 있다고 말했다”고 했다. 던지는 방법이 아닌 서 있는 자세에 집중하며 지금까지의 투구를 시작할 때 뒤에 있던 왼쪽 발을 투수판 앞에다 두고 서 있는 방식을 변경한 끝에 포수에 대한 시선이 달라지고 동작이 자연스러워졌으며 스가노의 구속도 본래대로 돌아왔다. 스가노도 “‘이것은 예전에 내가 했었던 거였지’ 라고 스스로 인식하며 그런 점들을 머리로 충분히 이해가 됐다”, “이렇게 응원해 주는 사람이 있는데도 여기서 노력하지 않으면 안 된다고 스스로를 다잡으며 임했던 (2024년) 시즌이었다. 구보 코치가 나를 버리지 않고 여러가지로 도움을 주었다. 그물에 둘러싸인 공간에서 던지는 것도 몇 년 만에 다시 해봤는지 모르겠다”라고 말해 부활을 이룰 수 있었다.[603]

- 조노 히사요시와는 아마추어 일본 대표(2009년)와 요미우리(2013년~2018년, 2023년~2024년)에서 팀 동료로 같이 뛰는 등 사이가 좋다. 자신이 3년 간 야구 인생에 있어서 최악의 슬럼프를 겪고 있을 때 조노한테서 “나는 도모유키가 메이저 리그에서 투구하는 모습을 보고 싶다”, “아직 갈 수 있다”라는 격려와 위로를 받았는데 이 말 한마디로 또다시 메이저 리그 도전에 대한 자신의 기분을 일깨워 주었다고 밝혔다. 스가노는 조노에 대해 “대단한 (조노는) 긍정적인 사람이니까. 정말 대단하다…. 사람을 긍정적으로 만드는 천재라고나 할까. 이런 나에게 꿈을 보여주고 있는 사람이 있구나라고 생각했다”라고 말했고 조노는 스가노에 대해 “도모유키가 19세 때부터 봐왔고 자이언츠의 에이스니까…. 미국에서 던지는 모습을 보고 싶다는 생각을 항상 해왔다. 몸이 건강하다면 도모유키는 꼭 해낼 수 있을 거라고 생각했었다. 각오라고나 할까…. 어쨌든 자신이 등판한 경기에선 무조건 이긴다는 그런 마음가짐이 있었다. 원래부터 그런 승부욕이 정말 강한데, 작년(2024년)에는 그게 특히 강했을 거라고 생각했다. 한 차례 (메이저 리그 도전을) 실패하게 되면서 보통이라면 아마 그걸로 일본에서 끝냈을 수도 있었다. 하지만 도모유키는 역시 대단하다고 생각한 건 다시 일본에서 기대 이상의 성적을 남기고 그곳에서 전력투구하여 자신의 꿈을 이루는 모습을 보면서 정말 존경스럽다”라고 말했다.[604]

- 도고 쇼세이는 자신의 심리적 중압감으로 멘탈이 무너져 있었을 때 스가노의 존재가 정신적 버팀목이 됐다고 말하여 “무엇보다도 스가노의 영향이 가장 컸었다. 힘든 경기에서 졌을 때도 ‘그런 일은 야구 인생에서 있을 수 있는 일이다’라고 말을 걸어줘서 격려해 주었다”, “계속 이야기를 나눴는데 사우나에서 함께 있을 때도, 연습 중에도 여러 가지 말을 걸어줬다. 에이스(스가노)의 존재감이 컸다”, “승리 수도 스가노를 뒤쫓아가면서 그게 좋은 자극이 되어 스가노의 대단함을 느꼈다. 이기고 싶은 경기에서 이기거나 중요한 경기에서 이기지 못해도 좋은 투구를 할 수 있었고 에이스로서의 중요성을 배웠다”, “스가노가 내게 남겨준 것에서 가장 큰 것 가운데 하나는 ‘에이스상’이라고 생각한다. 자이언츠를 이끄는 에이스라는 것은 바로 이런 거라는 걸 말로나 태도로나 보여주었다. 아직 그 정도에는 훨씬 못 미치지만 나 자신다운, 스가노와는 또 다른 ‘에이스’가 되면 좋겠다는 생각을 한다”라고 스가노에 대한 존경심을 드러냈다.[605][606]

- 다나카 고스케와는 고교 및 대학교 동창으로 7년 간 함께 야구를 열심히 해왔다. 프로 입단 후에도 만나면 서로 학창 시절에 관한 추억담이 많다고 했다. 고교 시절 다나카는 2학년 봄 때부터 주전이었고 당시 스가노는 벤치에서 밀려났었다. 그러나 이 시점부터 스가노가 점차 두각을 나타내기 시작했는데 다나카는 스가노의 투구에 관해서 “(홍백전 등에서) 고등학교 때는 뭐 칠 수는 있었는데 대학에서는 좀 상대가 안되더라”며 당시의 상황을 말했다. 다나카는 또한 2024년 오프에 MLB 이적이 결정된 스가노에 대해 “야구가 느는 것에 대해 100%, 거기에 집중할 수 있었던 게 스가노의 가장 대단한 점”, “항상 위를 목표로 삼고 노력을 아끼지 않는 것은 고교와 대학을 같이 다니면서 봐 왔었다. 그걸 뚫고 여기까지 왔다고 생각한다. 함께 해 왔던 사람으로서 존경스럽기도 하고, 기쁘다”라고 말했다.[607][608][609][610]

- 후시미 도라이와는 도카이 대학 시절과 취업 재수생 시절에 배터리를 짜고 같은 방을 사용했던 시기도 있었기 때문에 사이가 좋았다. 후시미는 스가노에 대해 “대학 4년 동안 너무 신세를 많이 진 선배였다. 나이에 상관없이 도전하는 그런 모습이 야구인으로서도, 남자로서도 굉장히 멋지다고 생각한다. 너무 많아서 일일히 말하기 힘들 정도로 존경스럽고 배울 부분이 있는 사람이다”, “1년 정도 같은 방에서 셀 수 없을 정도로 무수히 식사 권유도 받았고 어느 정도 심신이 지쳐 있다고 해도 ‘한다’ 라고 정한 일은 반드시 하는 사람이다. 온 오프도 제대로 구분 지어서 사용했었다. 놀 때는 전력으로 같이 놀아줬다”라고 고마움을 표시했다. 더 나아가 “젊을 때에 당치도 않은 성적을 남겨 (35세에) 한 번 더 여기서 압도적인 힘을 보여주었다. 주변에서 뭐라고 말할 수 없을 정도의 상태를 만들어 내고 (메이저 리그에) 간 점도 스가노의 멋진 모습을 보며 나도 굉장한 자극을 받았다”, “스가노가 ‘좀 더 잠재력을 일깨워주고 싶다’라며 이미 몇 번이곤 꽃을 피웠던 사람이 말이다. 스가노라도 오로지 그러한 자세로 야구를 하고 있다는 점이다. (나이는) 한 살 밖에 차이가 나지 않았다. 나 자신도 아직 여기서부터 좀 더 열심히 분발하는 자세를 가져야겠다고 생각했다”라고 존경심을 드러냈다.[611]

- 2011년에 ‘대학 빅 3’라고 불렸던 동기 후지오카 다카히로, 노무라 유스케와 함께 세 사람이서 같이 사진을 찍었는데 후지오카는 그 사진을 가장 큰 보물이라고 말했다.[612] 후지오카가 2019년 닛폰햄에서 요미우리로 이적했을 때 “어려운 일이 있으면 의지해줬으면 하는 바램이다. 그도 여러 가지 생각이 있을 거라고 생각한다. 분명 힘이 되어줄 거라고 생각하기 때문에, 함께 노력하고 싶다”라고 말하는 등 사이도 좋은 편이다.[613]

- 니시 유키와는 사제 관계이며 니시에게서는 “스승을 이길 수 없다. 계속해서. 승수의 차이도 그렇고, 이런 상황(우승 경쟁 속)에서 확실히 해낼 수 있는 투수이기 때문에 기어를 넣는 방법, 볼배합, 깊이가 있는 등 보고 있으면 공부가 된다”라고 존경을 받고 있다.[614]

- 노리모토 다카히로와도 평소 사이가 좋은 데다가 노리모토로부터 ‘형님’이라는 호칭을 불릴 정도의 존경을 받고 있으며 서로 존중하고 있는 관계이다. 스가노가 사와무라상을 수상했을 때 노리모토는 “존경하는 스가노가 사와무라상을 차지했기 때문에 나도 (사와무라상을) 따고 싶다”라고 인터뷰에서 밝힌 적도 있어 스가노도 노리모토에 대해 “나도 굉장히 라이벌 의식이 있고 특별한 의식을 갖고 있는 것 같으니까 확실하게 정면 승부하고 싶다”라고 말했다.[615][616]

- 2020년에 사와무라상 수상을 놓고 경쟁을 벌였던 오노 유다이와도 사이가 좋은데다 그와 동시에 라이벌이다. 스가노는 오노와 서로 투수전을 펼친 경기에서는 ‘특별한 감정이 있다’며 의식을 하고 오노도 “센트럴 리그 안에서는 특별한 감정을 가지고, 서로 상대 투수를 의식하는 건 그 정도”라고 말했다. 또 오노는 “(스가노에 관해서) 2010년대 자이언츠를 계속해서 이끌어 온 에이스이고 나이는 어리지만 본받을 점은 많이 있다. 대단한 자극이 되는 존재이며 그도 최근에 본래의 투구를 하지 못했던 시기가 있었기 때문에 금년(2024년)에 활약하고 있는 모습을 보면 자극이 된다”라고 인터뷰에서 밝혔다.[617]

- 요미우리 선수 회장 시절에 일본 프로 야구 선수회의 대표로서 오가와 야스히로와 함께 투구 말소 문제(등록 말소 기간 중에도 FA 자격 일수를 가산하는 특례 도입에 대해)에 대처하고 있었는데 그 후 2024년부터 개선되면서 FA에 필요한 일수에 6일 간을 가산 받게 됐다.[618]

- 프로 입단 후에는 매년 하와이나 오키나와에서 자주 트레이닝을 하고 있다. 과거에는 니시 유키, 나카가와 고타, 후지나미 신타로, 야마사키 이오리, 오시로 다쿠미 등과도 트레이닝을 했다.[619][620][621][622]

- 사가미하라 시립 신초 중학교 야구부 호시노 나오토 감독은 스가노에 대해 “우리 야구부에 있어서 스가노의 존재는 매우 큰 데다 아이들이 동경하는 선수이자 목표이다. 부원이 쓰는 자기 PR란에 ‘좋아하는 선수는 스가노 도모유키’라고 적었던 학생도 있었다”라고 말했고 2016년 오프에는 요미우리 신문의 기획으로 스가노가 신초 중학교를 예고도 없이 전격 방문해 “그 일을 계기로 야구부원이 증가했다. 한때 2학년에서 14명까지 줄었는데 지금은 3학년에서 38명이다. 정말 고마웠다. 스가노가 성장했던 이 야구부를 약하게 해선 안 된다는 마음은 항상 갖고 있다”라고 고마워했다. 더욱이 스가노가 중학생 때 신초 중학교 감독이었던 나이토 고요는 당시의 스가노에 대해 “그는 노력하지 않을 수 없는 환경에 처해 있었다. 그런 환경이 저 정도로의 투수로 성장시킨 것 같다고 생각한다”, “토·일요일에 경기를 하고 월요일이 쉬는 스케줄이다. 화요일이 되면 ‘선생님, 오늘은 투수 연습을 하고 싶습니다’라고 묵묵히 뛰고 있었다. 많이 봤던 것이 메모장이다. 아마 미쓰구 또는 아버지로부터 트레이닝 메뉴를 건네 받은 것이라고 생각한다. 중3 여름이 끝난 후에도 혼자서 달리고 있었다”라고 스가노가 남달리 노력하고 있었다고 밝혔다. 2020년에 코로나19 범유행의 영향으로 야구부 활동이 중단됐을 때 나이토가 ‘아이들에게 힘을 빌려 주었으면 한다’라고 스가노에게 LINE으로 메시지를 보내 나이토가 제안한 기획을 실시했다. 스가노의 응원가가 나오고 있는 동안에 내색을 몇 번이나 할 수 있을까 하는 기획을 실시했다. 사가미하라시내의 초·중학생이나 제자에게 말을 걸었다. 처음에는 스가노의 친필 사인볼이 우승 상품으로 나올 예정이었지만 이게 스가노로부터 3다스 정도의 사인볼을 받을 수 있어서 각 학교의 상위권에 든 선수에게 선물할 수 있었다고 한다. 나이토는 “사가미하라의 중학교 야구가 쇠퇴하지 않는 것은 스가노의 존재감이 크다고 생각한다. 야구부 활동에서 스가노 같은 선수가 자랐다. 우리가 어렸을 때 (백부) 하라 다쓰노리를 목표로 한 것처럼 지금 아이들의 목표는 스가노다. 스가노는 사가미하라의 영웅이며, 신초 중학교의 영웅이다”라고 말했다.[623]

- 도카이 대학 야구부 감독 요코이 히토키는 스가노가 대학에서의 성장에 대해 “스가노라는 투수는 좋은 일만 겪으며 성장해 온 아이가 아니다. 어쨌든 계속해서 시련을 겪으며 성장해 온 선수이기 때문에 가치가 있는 것이다. 결과적으로 보면 여러 번 연승을 거두었고 상당한 기록을 남기곤 있었지만 중요한 것은 패배한 경기이다. 경기에서 패배할 때마다 늘 성장하고 과제를 극복해 왔었다”라고 이 같은 발언을 했다.[624][625] 더 나아가 요코이는 스가노가 두각을 드러내면서 세간의 주목을 받게 됐을 때 다음과 같은 말을 했다.

그가 주목받기 시작하면서 과연 이 아이가 어떻게 성장할까 걱정했지만 오히려 그것이 스가노를 인간적으로 성장시키는 계기가 됐습니다. 후배들이나 주변인들에게 세심한 배려를 할 수 있는 사람으로 성장했거든요. 마운드에 올라가면 투지를 온몸으로 드러내는 듯한 모습은 입학 초기에는 거의 없다시피 했었죠. 하지만 점차 그런 면모를 드러나게 됐습니다. 그와 동시에 주변 사람들에 대한 배려도 할 줄 아는 선수가 됐는데, 우리가 놀랄 정도로 성장한 선수입니다. … (취업 재수 후에도) 그 친구는 지금도 이 가운데(도카이 대학 야구부 현역 선수들)에서 가장 열심히 훈련하고 있거든요. 단순히 연습량이 많을 뿐만 아니라 자신에게 도움이 되는 연습을 스스로 생각해서 하고 있습니다. 힘든 상황에 처해 있음에도 말이죠. 다른 선수들도 본받았으면 하는 바램입니다. 게다가 다른 선수들의 훈련에 방해가 되지 않도록 조심하는 배려까지 할 줄 아는 사람입니다. 정말 존경스럽고 기특할 따름입니다.

## 사회 공헌 활동
- 사회 공헌 활동으로서 2014년부터 2024년까지 매년 크리스마스 시기에 다른 요미우리 선수들과 함께 가나가와현 이세하라시에 있는 도카이 대학 의학부 부속병원에 가서 병실을 돌며 입원 중인 어린이들에게 사인과 사진, 자이언츠 굿즈가 담긴 크리스마스 선물을 전달하는 등의 활동을 했다.[626]

- 2015년부터 2024년까지 안내견에 대한 지원도 매년 계속하고 있었다.[627]

- 2020년 4월 24일에 코로나19 대응에 임하고 있는 의료종사자 지원을 위해 하라 다쓰노리, 아베 신노스케, 사카모토 하야토, 마루 요시히로 등과 함께 각 1,000만 엔씩 총 5,000만 엔을 도쿄도에 기부했다.[628] 5월 6일 긴급 사태 선언으로 초등학생·중학생의 연습 자제와 대회 중지에 따라 중학생 이하의 어린이들을 대상으로 요미우리 공식 트위터상에서 성대모사 콘테스트를 개최해 요미우리 선수(OB 포함)들의 성대모사 동영상을 모집했다. 스가노 자신이 직접 심사위원장이 되면서 선정된 100명에게 선수들의 친필 사인이 들어간 상품을 선물하는 기획을 세웠다.[629] 8월 18일에는 신종 코로나 바이러스 감염증 대책 담당상 니시무라 야스토시의 공식 트위터에서 감염 확산 방지 메시지 동영상에 마루 요시히로, 오카모토 가즈마, 다구치 가즈토와 함께 출연했다.[630] 9월 1일부터 2021년 3월 31일까지의 임기로 축구 선수 안드레스 이니에스타, 희극인 니시카와 키요시와 함께 일본 정부의 ‘코로나 대책 서포터’로 발탁했다.[631] 2021년 6월 8일에는 의료 현장 지원을 위해 기부함으로써 도쿄도의 추천을 받아 감수포장을 받았다.[263][632]

- 2022년부터 2024년까지 전일본 연식 야구 연맹을 통해서 초등학교나 중학교 동아리 활동으로 연식 야구에 임하고 있는 소년·소녀들에 대한 기부금을 지원했다.[633]

- 2024년 11월 13일, 2015년에 ‘스가노 기금’을 설립하여 ‘사회복지법인 일본안내견협회’에 스가노의 시즌 공식전 승수×10만 엔을 토대로 한 지원금을 기부했다. 2019년에는 이 협회의 홍보대사로 발탁하여 기부금 지원이나 PR 활동에 대한 협력 등 다방면에서 지속적으로 지원해왔다는 점을 이유로 골든 스피릿상을 수상했다. 심사위원인 나가시마 시게오는 “스가노 투수가 부활하여 에이스급의 활약이 눈에 띄었다”라는 이유를 들어 스가노를 추천했고 다른 심사위원들도 사회적 영향력, 올 시즌의 (스가노의) 좋은 성적도 플러스가 되는 요소로 작용하여 만장일치로 스가노의 수상이 결정됐다. 9년 간 지원금 총액은 1,585만 엔에 달했다. 스가노는 “계속하는 것을 목표로 해 왔으므로 그 점에 대해 평가해 주셔서 정말 기쁘다”라고 소감을 말했다.[634]

- 2025년부터 안내견에 대한 지원 활동을 스가노의 뒤를 이어 야마사키 이오리가 활동을 이어가게 됐다.[635]

## 상세 정보

### 출신 학교
- 도카이 대학부속 사가미 고등학교
- 도카이 대학

### 선수 경력
NPB
- 요미우리 자이언츠(2013년~2024년)

MLB
- 볼티모어 오리올스(2025년~)

국가 대표 경력
- 2015년 WBSC 프리미어 12 일본 국가대표[636]
- 2017년 월드 베이스볼 클래식 일본 국가대표[637]

### 수상·타이틀 경력

#### 타이틀
- 다승왕: 4회(2017년, 2018년, 2020년, 2024년)[638]
- 최우수 평균 자책점: 4회(2014년, 2016년~2018년) ※4회는 센트럴 리그 최다 기록, 2014년에는 헤이세이 시대에 태어난 선수로서 첫 타이틀 획득[639]
- 최다 탈삼진: 2회(2016년, 2018년)[640]
- 최고 승률: 2회(2020년, 2024년)[641]

#### 수상

##### NPB
- 사와무라 에이지상: 2회(2017년, 2018년) ※2년 연속 수상은 역대 5번째, 여러 차례 수상은 역대 14번째, 2017년에는 헤이세이 시대에 태어난 선수로서 첫 수상[8]
- MVP: 3회(2014년, 2020년, 2024년) ※3회는 투수 최다 타이 기록(역대 3번째)[주 10], 센트럴 리그 최다 기록, 2014년에는 헤이세이 시대에 태어난 선수로서 첫 수상, 2020년에는 투수로서 첫 수상부터 긴 공백기에 걸친 선출(6년), 2024년에는 센트럴 리그 투수로서의 최고령 수상(35세)[642]
- 베스트 나인: 5회(2014년, 2017년, 2018년, 2020년, 2024년) ※센트럴 리그 투수 최다 타이 기록[주 11], 2014년에는 투수 부문에서의 헤이세이 시대에 태어난 선수로서 첫 수상[643]
- 골든 글러브상: 5회(2016년~2018년, 2020년, 2024년) ※2016년에는 투수 부문에서의 헤이세이 시대에 태어난 선수로서 첫 수상[644]
- 센트럴 리그 연맹 특별 수상: 2회(신인 특별상: 2013년, 리그 특별상: 2020년) ※2020년에는 개막전 선발 투수 13연승이라는 프로 야구 기록을 달성한 공로로 수상[645][646]
- 월간 MVP: 8회(2014년 3·4월, 2016년 3·4월, 2017년 5월, 2017년 7월, 2017년 9·10월, 2018년 9·10월, 2020년 6·7월, 2020년 8월) ※투수 부문이며, 센트럴 리그 투수 최다 타이 기록[주 12][13]
- 클라이맥스 시리즈 MVP: 1회(2013년)[647]
- 최우수 배터리상: 3회 ※3회는 역대 투수 최다 타이 기록[주 13], 센트럴 리그 투수 최다 기록[648]
  - 2014년, 포수: 아베 신노스케
  - 2017년, 포수: 고바야시 세이지
  - 2024년, 포수: 고바야시 세이지
- 최우수 배터리상 특별상: 1회(2018년)[649]
- 골든 스피릿상: 1회(2024년)[650]
- 월간 최우수 배터리상: 1회(2020년 6·7월) ※포수: 오시로 다쿠미[651]
- 도쿄 돔 MVP상: 4회(2014년, 2017년, 2018년, 2020년) ※투수 최다 기록[652]
- 도쿄 돔 신인 특별상: 1회(2013년)[653]
- ‘조지아혼’상 선정위원 특별상: 1회(2013년)[654]
- ‘조지아혼’상: 1회(2013년도 제2회)[655]
- 호치 프로 스포츠 대상(2014년)[656]
- 월간 앳홈 히어로상: 1회(2016년 3·4월)[657]

##### 아마추어
- 전일본 대학 야구 선수권 대회 감투상(2010년)[49]
- 수도 대학 리그 최고 수훈 선수: 2회[51]
- 수도 대학 리그 최우수 투수: 6회[51]
- 수도 대학 리그 특별공로상: 1회[52]

##### 기타
- 감수포장(2021년)[263]

### 개인 기록

#### NPB

##### 첫 기록(투수)
- 첫 등판·첫 선발 등판: 2013년 3월 30일, 대 히로시마 도요 카프 2차전(도쿄 돔), 7이닝 1실점에서 승패는 없음[658]
- 첫 탈삼진: 상동, 1회초에 기쿠치 료스케로부터 헛스윙 삼진[658]
- 첫 승리·첫 선발 승리: 2013년 4월 6일, 대 주니치 드래건스 2차전(도쿄 돔), 8이닝 4실점 7탈삼진[659]
- 첫 완투 승리: 2013년 6월 15일, 대 후쿠오카 소프트뱅크 호크스 3차전(후쿠오카 야후오크! 돔), 9이닝 1실점 11탈삼진[660]
- 첫 완봉 승리: 2015년 5월 19일, 대 한신 타이거스 9차전(한신 고시엔 구장), 9이닝 4피안타 무실점 3탈삼진[661]

##### 첫 기록(타격)
- 첫 타석: 2013년 3월 30일, 대 히로시마 도요 카프 2차전(도쿄 돔), 2회말에 히사모토 유이치로부터 투수 땅볼[658]
- 첫 안타·첫 타점: 2013년 5월 4일, 대 히로시마 도요 카프 8차전(도쿄 돔), 2회말에 나카자키 쇼타로부터 우전 적시타[662]
- 첫 홈런: 2018년 5월 18일, 대 요코하마 DeNA 베이스타스 9차전(도쿄 돔), 5회말에 이시다 겐타로부터 좌월 결승 솔로 홈런[663]

##### 기록 달성 경력
- 통산 1000투구 이닝: 2018년 7월 28일, 대 주니치 드래건스 13차전(도쿄 돔), 1회초에 다얀 비시에도를 2루 뜬공으로 처리 ※역대 350번째[664]
- 통산 1000탈삼진: 2019년 5월 1일, 대 주니치 드래건스 4차전(도쿄 돔), 7회초에 히라타 료스케로부터 헛스윙 삼진 ※역대 148번째[665]
- 통산 100승: 2020년 10월 6일, 대 요코하마 DeNA 베이스타스 16차전(도쿄 돔), 7이닝 3실점 4탈삼진 ※역대 138번째, 역대 7번째 빠른 기록, 드래프트제 도입 이후 역대 3번째의 빠른 기록(192경기째), 헤이세이 시대에 태어난 선수로서의 첫 기록[666]
- 통산 1500투구 이닝: 2022년 4월 22일, 대 주니치 드래건스 4차전(반테린 돔 나고야), 1회말 3사째에 기노시타 다쿠야를 1루 파울 플라이로 달성 ※역대 180번째[281][282]
- 통산 1500탈삼진: 2024년 5월 11일, 대 도쿄 야쿠르트 스왈로스 7차전(메이지 진구 야구장), 6회말에 무라카미 무네타카로부터 헛스윙 삼진 ※역대 60번째, 통산 투구 이닝 1739와 2/3이닝에서의 도달은 구단 최고 속도[310]

##### 기타
- 투수 부문 3관왕: 1회(2018년) ※역대 19번째, 헤이세이 시대 태어난 선수로는 최초이자 헤이세이 시대의 마지막
  - 투수 부문 3관왕 + 최다 완봉: 역대 12번째, 센트럴 리그에서는 헤이세이 시대에 유일한 기록[667]
- 센트럴 리그 클라이맥스 시리즈 노히트 노런: 2018년 10월 14일, 대 도쿄 야쿠르트 스왈로스 전(메이지 진구 야구장) 퍼스트 스테이지 2차전 ※클라이맥스 시리즈 사상 최초, 포스트시즌 사상 최초, 포스트시즌 최다 기록, PS 역사상 유일, 헤이세이 시대 마지막 노히트 노런[668]
- 센트럴 리그 클라이맥스 시리즈 완투·완봉 승리: 2013년 10월 17일, 대 히로시마 도요 카프 전(도쿄 돔) 파이널 스테이지 2차전, 9이닝 3피안타 11탈삼진 ※센트럴 리그 클라이맥스 시리즈 사상 최초[669]
- 클라이맥스 시리즈 완봉: 2회(2013년, 2018년) ※CS 최다 타이 기록[주 14], 센트럴 리그 CS 최다 기록[주 15][670]
- 클라이맥스 시리즈 완투: 2회(2013년, 2018년) ※센트럴 리그 CS 최다 기록[671]
- 개막전 선발 투수로부터 시작한 시즌 13연승(2020년) ※프로 야구 기록[672]
- 개막 이후부터 시즌 연승: 13연승(2020년) ※센트럴 리그 최다 타이 기록[주 16][673]
- 개막 이후부터 원정 경기에서의 시즌 연승: 10연승(2024년) ※센트럴 리그 기록, 프로 야구 역대 2위 타이 기록[주 17][674]
- 클라이맥스 시리즈 연속 무실점: 17이닝(2018년, 2021년) ※센트럴 리그 기록, 프로 야구 사상 역대 2위 타이 기록[주 18][675]
- 개막 이후부터 시즌 4연승: 5회(2014년, 2016년, 2017년, 2020년, 2024년) ※프로 야구 최다 타이 기록[주 19][676]
- 월간 평균 자책점 0.00(30 투구 이닝 이상): 1회(2016년 4월[주 20]) ※양대 리그제 이후 역대 4번째[주 21][677][678]
- 시즌 두 자릿수 승리: 9회(2013년~2015년, 2017년~2020년, 2022년, 2024년) ※구단 역사상 4위 타이 기록[주 22][679]
- 연속 두 자릿수 탈삼진: 3회(2016년) ※구단 역대 최다 타이 기록[주 23][680]
- 팀의 연패 스톱(5연패 이상): 7회(2014년, 2016년, 2018년, 2020년~2022년) ※구단 역대 최다 기록[681]
- 클라이맥스 시리즈 개인 통산 패전수: 5패(2015년, 2021년, 2024년) ※프로 야구 사상 역대 1위 타이 기록[주 24], 센트럴 리그 기록[682]
- 시즌 최다 완봉: 2회(2017년, 2018년)
- 시즌 최다 무4구 경기: 4회(2016년~2018년, 2024년)
- 시즌 최다 완투: 5회(2014년, 2016년~2018년, 2021년)
- 시즌 최다 투구 이닝: 1회(2018년)
- 개막전 선발 투수: 8회(2014년~2016년, 2018년~2022년) ※구단 역대 최다 기록[683]
- 개막전 승리: 5회(2014년~2016년, 2020년, 2022년) ※구단 역대 최다 기록, 3년 연속 승리는 구단 역대 최장 타이 기록[주 11][684]
- 올스타전 출장: 7회(2013년~2019년)[주 25][685][686][687][688][689][690][691] ※2020년에는 코로나19 확산으로 인해 올스타전 취소[692], 2022년에는 감독 추천으로 선출됐지만 출전 포기[289]

#### MLB

##### 첫 기록
- 첫 등판·첫 선발 등판: 2025년 3월 31일, 대 토론토 블루제이스 4차전(로저스 센터), 4이닝 2실점 1탈삼진[693]
- 첫 탈삼진: 상동, 1회말에 윌 와그너로부터 헛스윙 삼진[694]
- 첫 승리·첫 선발 승리: 2025년 4월 6일, 대 캔자스시티 로열스 2차전(코프먼 스타디움), 5와 1/3이닝 1실점 4탈삼진[695]

#### 아마추어 기타
- 7회까지 노히트 노런(콜드): 2010년 6월 10일, 전일본 대학 야구 선수권 대회·대 도시샤 대학 전(메이지 진구 야구장)[696]
- 수도 대학 리그 연속 무실점: 53회(2011년) ※사사키 지하야와 나란히 리그 타이 기록[53]

### 등번호

#### 아마추어 시절
- 일본 대표
  - 11(2009년~2011년)[697]

#### 프로 시절
- NPB
  - 19(2013년~2018년)[698]
  - 18(2019년~2024년)[699]
- MLB
  - 19(2025년~)[700]
- 일본 대표
  - 11(2015년 프리미어 12, 2017년 WBC)[701][702]

### 연도별 투수 성적
| 연 도      | 소 속      | 등 판 | 선 발 | 완 투 | 완 봉 | 무 4 구 | 승 리 | 패 전 | 세 이 브 | 홀 드 | 승 률 | 타 자 | 이 닝  | 피 안 타 | 피 홈 런 | 볼 넷 | 고 4 | 몸 맞 | 탈 삼 진 | 폭 투 | 보 크 | 실 점 | 자 책 점 | 평 자 책 | W H I P |
| ---------- | ---------- | ----- | ----- | ----- | ----- | ------- | ----- | ----- | -------- | ----- | ----- | ----- | ------ | -------- | -------- | ----- | ---- | ----- | -------- | ----- | ----- | ----- | -------- | -------- | ------- |
| 2013년     | 요미우리   | 27    | 26    | 1     | 0     | 0       | 13    | 6     | 0        | 0     | .684  | 729   | 176.0  | 166      | 10       | 37    | 0    | 5     | 155      | 2     | 0     | 70    | 61       | 3.12     | 1.15    |
| 2014년     | 요미우리   | 23    | 23    | 3     | 0     | 1       | 12    | 5     | 0        | 0     | .706  | 640   | 158.2  | 138      | 12       | 36    | 3    | 2     | 122      | 6     | 0     | 50    | 41       | 2.33     | 1.10    |
| 2015년     | 요미우리   | 25    | 25    | 6     | 2     | 0       | 10    | 11    | 0        | 0     | .476  | 710   | 179.0  | 148      | 10       | 41    | 4    | 7     | 126      | 3     | 0     | 46    | 38       | 1.91     | 1.06    |
| 2016년     | 요미우리   | 26    | 26    | 5     | 2     | 3       | 9     | 6     | 0        | 0     | .600  | 726   | 183.1  | 156      | 12       | 26    | 0    | 4     | 189      | 1     | 0     | 46    | 41       | 2.01     | 0.99    |
| 2017년     | 요미우리   | 25    | 25    | 6     | 4     | 3       | 17    | 5     | 0        | 0     | .773  | 713   | 187.1  | 129      | 10       | 31    | 0    | 1     | 171      | 1     | 0     | 36    | 33       | 1.59     | 0.85    |
| 2018년     | 요미우리   | 28    | 27    | 10    | 8     | 4       | 15    | 8     | 0        | 0     | .652  | 801   | 202.0  | 166      | 14       | 37    | 1    | 3     | 200      | 3     | 0     | 52    | 48       | 2.14     | 1.00    |
| 2019년     | 요미우리   | 22    | 22    | 3     | 1     | 1       | 11    | 6     | 0        | 0     | .647  | 577   | 136.1  | 138      | 20       | 32    | 2    | 3     | 120      | 0     | 0     | 65    | 59       | 3.89     | 1.25    |
| 2020년     | 요미우리   | 20    | 20    | 3     | 3     | 0       | 14    | 2     | 0        | 0     | .875  | 532   | 137.1  | 97       | 8        | 25    | 0    | 7     | 131      | 2     | 0     | 33    | 30       | 1.97     | 0.89    |
| 2021년     | 요미우리   | 19    | 19    | 2     | 1     | 0       | 6     | 7     | 0        | 0     | .462  | 465   | 115.2  | 90       | 15       | 25    | 1    | 7     | 102      | 1     | 0     | 41    | 41       | 3.19     | 0.99    |
| 2022년     | 요미우리   | 23    | 23    | 0     | 0     | 0       | 10    | 7     | 0        | 0     | .588  | 596   | 147.0  | 138      | 15       | 26    | 1    | 6     | 104      | 2     | 0     | 52    | 51       | 3.12     | 1.12    |
| 2023년     | 요미우리   | 14    | 14    | 0     | 0     | 0       | 4     | 8     | 0        | 0     | .333  | 315   | 77.2   | 70       | 10       | 15    | 0    | 3     | 54       | 0     | 0     | 30    | 29       | 3.36     | 1.09    |
| 2024년     | 요미우리   | 24    | 24    | 3     | 1     | 3       | 15    | 3     | 0        | 0     | .833  | 608   | 156.2  | 132      | 6        | 16    | 0    | 4     | 111      | 4     | 0     | 31    | 29       | 1.67     | 0.94    |
| 통산: 12년 | 통산: 12년 | 276   | 274   | 42    | 22    | 15      | 136   | 74    | 0        | 0     | .648  | 7412  | 1857.0 | 1568     | 142      | 347   | 12   | 52    | 1585     | 25    | 0     | 552   | 501      | 2.43     | 1.03    |

- 2024년 시즌 종료 기준.
- 굵은 글씨는 시즌 최고 성적.

### 연도별 투수(선발) 성적 소속 리그내에서의 순위
| 연 도 | 연 령 | 리 그       | 투수 타이틀 횟수 (※주1) | 완 투 | 완 봉 | 승 리 | 승 률 | 이 닝 | 탈 삼 진 | 평 자 책 |
| ----- | ----- | ----------- | ----------------------- | ----- | ----- | ----- | ----- | ----- | -------- | -------- |
| 2013  | 24    | 센트럴 리그 | 0                       | -     | -     | 3위   | 2위   | 4위   | 3위      | 6위      |
| 2014  | 25    | 센트럴 리그 | 1                       | 1위   | -     | 3위   | 2위   | -     | 6위      | 1위      |
| 2015  | 26    | 센트럴 리그 | 0                       | 2위   | 3위   | 10위  | 10위  | 6위   | 8위      | 2위      |
| 2016  | 27    | 센트럴 리그 | 2                       | 1위   | 2위   | 8위   | 4위   | 2위   | 1위      | 1위      |
| 2017  | 28    | 센트럴 리그 | 2                       | 1위   | 1위   | 1위   | 2위   | 2위   | 2위      | 1위      |
| 2018  | 29    | 센트럴 리그 | 3                       | 1위   | 1위   | 1위   | 2위   | 1위   | 1위      | 1위      |
| 2019  | 30    | 센트럴 리그 | 0                       | 2위   | 5위   | 3위   | -     | -     | 9위      | -        |
| 2020  | 31    | 센트럴 리그 | 2                       | 3위   | 2위   | 1위   | 1위   | 3위   | 2위      | 3위      |
| 2021  | 32    | 센트럴 리그 | 0                       | 1위   | 3위   | -     | -     | -     | 10위     | -        |
| 2022  | 33    | 센트럴 리그 | 0                       | -     | -     | 5위   | 4위   | 8위   | -        | 8위      |
| 2023  | 34    | 센트럴 리그 | 0                       | -     | -     | -     | -     | -     | -        | -        |
| 2024  | 35    | 센트럴 리그 | 2                       | 3위   | 4위   | 1위   | 1위   | 5위   | 10위     | 2위      |

- ‘-’는 10위 미만(평균 자책점, 승률에 있어서의 규정 투구 이닝 미달도 ‘-’로 표기)
- 연도에서 굵은 글씨는 규정 투구 이닝을 도달한 연도, 황금색으로 음영된 부분은 최우수 선수상(MVP) 수상 연도, 연령에서 황금색으로 음영된 부분은 사와무라 에이지상 수상 연령, 연령에서 굵은 글씨는 투수 3관왕(다승왕, 최우수 평균 자책점, 최다 탈삼진) 달성 연령
- 타이틀 횟수에서 황금색으로 음영된 부분은 타이틀 획득한 것을 의미함, (주1) NPB에서 투수 타이틀로서 개인 수상 대상으로 간주되는 것은 다승왕, 최우수 평균 자책점, 최다 탈삼진, 최고 승률 등 4개이다.

### WBSC 프리미어 12에서의 투수 성적
| 연 도 | 대 표 | 등 판 | 선 발 | 승 리 | 패 전 | 세 이 브 | 타 자 | 이 닝 | 피 안 타 | 피 홈 런 | 볼 넷 | 고 4 | 몸 맞 | 탈 삼 진 | 폭 투 | 보 크 | 실 점 | 자 책 점 | 평 자 책 |
| ----- | ----- | ----- | ----- | ----- | ----- | -------- | ----- | ----- | -------- | -------- | ----- | ---- | ----- | -------- | ----- | ----- | ----- | -------- | -------- |
| 2015  | 일본  | 2     | 0     | 1     | 0     | 0        | 28    | 7.0   | 6        | 2        | 2     | 0    | 1     | 6        | 0     | 0     | 3     | 3        | 3.86     |

### WBC에서의 투수 성적
| 연 도 | 대 표 | 등 판 | 선 발 | 승 리 | 패 전 | 세 이 브 | 타 자 | 이 닝 | 피 안 타 | 피 홈 런 | 볼 넷 | 고 4 | 몸 맞 | 탈 삼 진 | 폭 투 | 보 크 | 실 점 | 자 책 점 | 평 자 책 |
| ----- | ----- | ----- | ----- | ----- | ----- | -------- | ----- | ----- | -------- | -------- | ----- | ---- | ----- | -------- | ----- | ----- | ----- | -------- | -------- |
| 2017  | 일본  | 3     | 3     | 0     | 0     | 0        | 58    | 14.1  | 14       | 2        | 1     | 0    | 1     | 16       | 0     | 0     | 6     | 5        | 3.14     |

### 연도별 수비 성적
| 연도 | 소속     | 투수  | 투수  | 투수  | 투수  | 투수  | 투수     |
| 연도 | 소속     | 경 기 | 척 살 | 보 살 | 실 책 | 병 살 | 수 비 율 |
| ---- | -------- | ----- | ----- | ----- | ----- | ----- | -------- |
| 2013 | 요미우리 | 27    | 9     | 36    | 2     | 2     | .957     |
| 2014 | 요미우리 | 23    | 9     | 35    | 1     | 2     | .978     |
| 2015 | 요미우리 | 25    | 11    | 39    | 1     | 1     | .978     |
| 2016 | 요미우리 | 26    | 11    | 37    | 0     | 3     | 1.000    |
| 2017 | 요미우리 | 25    | 11    | 36    | 2     | 2     | .959     |
| 2018 | 요미우리 | 28    | 5     | 23    | 1     | 0     | .966     |
| 2019 | 요미우리 | 22    | 3     | 14    | 1     | 0     | .944     |
| 2020 | 요미우리 | 20    | 9     | 17    | 0     | 1     | 1.000    |
| 2021 | 요미우리 | 19    | 8     | 15    | 1     | 2     | .958     |
| 2022 | 요미우리 | 23    | 6     | 27    | 1     | 3     | .971     |
| 2023 | 요미우리 | 14    | 2     | 9     | 0     | 0     | 1.000    |
| 2024 | 요미우리 | 24    | 7     | 15    | 1     | 1     | .957     |
| 통산 | 통산     | 278   | 91    | 303   | 11    | 17    | .973     |

- 2024년 시즌 종료 기준.
- 굵은 글씨는 시즌 최고 성적.
- 연도에서 굵은 글씨는 골든 글러브상 수상 연도.

### NPB 포스트시즌 투수 성적
| 연 도     | 소 속     | 시 리 즈    | 등 판 | 선 발 | 승 리 | 패 전 | 세 이 브 | 홀 드 | 승 률 | 타 자 | 이 닝 | 피 안 타 | 피 홈 런 | 볼 넷 | 고 4 | 몸 맞 | 탈 삼 진 | 폭 투 | 보 크 | 실 점 | 자 책 점 | 평 자 책 |
| --------- | --------- | ----------- | ----- | ----- | ----- | ----- | -------- | ----- | ----- | ----- | ----- | -------- | -------- | ----- | ---- | ----- | -------- | ----- | ----- | ----- | -------- | -------- |
| 2013년    | 요미우리  | CS 파이널   | 1     | 1     | 1     | 0     | 0        | 0     | 1.000 | 32    | 9     | 3        | 0        | 1     | 0    | 0     | 11       | 1     | 0     | 0     | 0        | 0.00     |
| 2013년    | 요미우리  | 일본 시리즈 | 2     | 2     | 1     | 1     | 0        | 0     | .500  | 48    | 12.1  | 9        | 0        | 4     | 0    | 0     | 9        | 0     | 0     | 3     | 2        | 1.46     |
| 2015년    | 요미우리  | CS 퍼스트   | 1     | 1     | 0     | 1     | 0        | 0     | .000  | 20    | 4     | 6        | 2        | 2     | 0    | 0     | 5        | 0     | 0     | 4     | 3        | 6.75     |
| 2015년    | 요미우리  | CS 파이널   | 1     | 1     | 0     | 1     | 0        | 0     | .000  | 26    | 6     | 7        | 0        | 2     | 1    | 1     | 3        | 1     | 0     | 2     | 2        | 3.00     |
| 2018년    | 요미우리  | CS 퍼스트   | 1     | 1     | 1     | 0     | 0        | 0     | 1.000 | 28    | 9     | 0        | 0        | 1     | 0    | 0     | 7        | 0     | 0     | 0     | 0        | 0.00     |
| 2019년    | 요미우리  | 일본 시리즈 | 1     | 1     | 0     | 1     | 0        | 0     | .000  | 27    | 6.1   | 6        | 1        | 0     | 0    | 0     | 8        | 0     | 0     | 4     | 3        | 4.26     |
| 2020년    | 요미우리  | 일본 시리즈 | 1     | 1     | 0     | 1     | 0        | 0     | .000  | 24    | 6     | 6        | 1        | 0     | 0    | 1     | 4        | 0     | 0     | 4     | 4        | 6.00     |
| 2021년    | 요미우리  | CS 퍼스트   | 1     | 1     | 1     | 0     | 0        | 0     | 1.000 | 24    | 7     | 2        | 0        | 1     | 0    | 1     | 4        | 0     | 0     | 0     | 0        | 0.00     |
| 2021년    | 요미우리  | CS 파이널   | 1     | 1     | 0     | 1     | 0        | 0     | .000  | 28    | 5.2   | 5        | 0        | 5     | 1    | 0     | 6        | 0     | 0     | 5     | 1        | 1.59     |
| 2024년    | 요미우리  | CS 파이널   | 2     | 1     | 0     | 2     | 0        | 0     | .000  | 33    | 9     | 8        | 1        | 1     | 0    | 0     | 6        | 0     | 0     | 3     | 3        | 3.00     |
| 출장: 7회 | 출장: 7회 | 출장: 7회   | 12    | 11    | 4     | 8     | 0        | 0     | .333  | 290   | 74.1  | 52       | 5        | 17    | 2    | 3     | 63       | 2     | 0     | 25    | 18       | 2.18     |

- 2024년 시즌 종료 기준.
- 시리즈 항목에서 굵은 글씨는 클라이맥스 시리즈 MVP 수상
- 2018년 CS 퍼스트는 노히트 노런을 달성

### 주해
1. ↑  다승왕 4회, 최우수 평균 자책점 4회, 최다 탈삼진 2회, 최고 승률 2회
2. ↑  사와무라 에이지상 2회, 최우수 선수 3회, 베스트 나인 5회, 골든 글러브상 5회
3. ↑  다만 본인은 이후 《Sports Graphic Number》와의 인터뷰에서 “(당시에는)유치원생이어서 구체적으로는 기억이 나지 않는다. 그것이 계기였다고 하는 것은 조금 ‘만들어진’ 것이다. 그러나 은퇴식을 본 것은 기억하고 있다. 저런 사람이 되고 싶다고 생각했다”고 말했다.[30]
4. ↑  더욱이 고등학교 시절에 팀은 고시엔 대회에 출전(2006년의 선발)했지만 그 때는 벤치에 들어갈 수 없었다.
5. ↑  일본의 야구 협약에는 ‘한번 입단 거부를 한 선수는 재지명하려면 본인의 동의가 필요’라고 명시돼있지만 ‘진학과 그 외의 사유로 인해 그 선수가 다시 취학했을 경우에는 그에 해당하지 않는다’라고도 적혀 있어 재수한 걸로 해서 도카이 대학에 계속 학생으로 있는 스가노는 ‘재취학’에 해당하기 때문에 본인의 동의가 없어도 재지명이 가능하다고 닛폰햄측은 주장하고 있었다.
6. ↑  닛폰햄은 2012년 드래프트에서 메이저 리그를 지망한다고 공언했던 오타니 쇼헤이를 1순위로 ‘강행’ 지명해 오타니를 설득하는 데 성공하면서 입단이 성사됐다.
7. ↑  baseballsavant에 의함[421]
8. ↑  MLB로 이적한 이후부터 사용하게 됐다.
9. ↑  직슬라(真っスラ)로 표기된다.
10. ↑  그 외에 야마다 히사시, 야마모토 요시노부
11. 1 2  그 외에 사이토 마사키
12. ↑  그 외에 야마모토 마사, 가와카미 겐신
13. ↑  그 외에 니시구치 후미야, 야마모토 요시노부
14. ↑  그 외에 나루세 요시히사
15. ↑  2013년 센트럴 리그 클라이맥스 시리즈 완투·완봉, 2018년 센트럴 리그 클라이맥스 시리즈 노히트 노런
16. ↑  그 외에 호리우치 쓰네오
17. ↑  그 외에 이와쿠마 히사시
18. ↑  그 외에 와쿠이 히데아키
19. ↑  그 외에 빅토르 스타루힌, 구도 기미야스
20. ↑  자책점 0, 실점 1
21. ↑  그 외에 나카이 에쓰오, 무라야마 미노루, 이시이 가즈히사, 다카하시 히로토, 야마사키 이오리
22. ↑  그 외에 빅토르 스타루힌, 후지모토 히데오, 벳쇼 다케히코, 마키하라 히로미, 사이토 마사키
23. ↑  그 외에 다카하시 가즈미, 마키하라 히로미, 기사누키 히로시
24. ↑  그 외에 사이토 가즈미, 스기우치 도시야, 천웨이인
25. ↑  출장 내역은 다음과 같다.
  - 팬 투표 선출: 2016년, 2017년
  - 선수간 투표 선출: 2014년, 2018년
  - 감독 추천: 2013년, 2015년, 2019년

### 출전
1. ↑  “巨人菅野「皆さんに感謝」故郷相模原へ寄付で恩返し”. 《닛칸 스포츠》. 2015년 12월 7일. 2021년 5월 29일에 확인함.
2. ↑  “Tomoyuki Sugano Contract Details, Salaries, & Earnings”. 《Spotrac》 (영어). 2024년 12월 17일에 확인함.
3. ↑  “Tomoyuki Sugano Stats, Age, Position, Height, Weight, Fantasy & News | Baltimore Orioles”. 《MLB.com》 (영어). 2024년 12월 18일에 확인함.
4. ↑  “【巨人】Ｖ奪還支えた復活35歳菅野智之、１人で12貯金は53年藤本を上回る球団新記録”. 《닛칸 스포츠》. 2024년 9월 29일. 2024년 9월 29일에 확인함.
5. ↑  菅野智之（読売ジャイアンツ） | プロフィール･成績･速報･ドラフト･ニュースなど選手情報 - 週刊ベースボールONLINE
6. ↑  “侍小久保監督「彼が中心」菅野に初戦キューバ戦先発伝達か”. 《스포츠 닛폰》. 2017년 2월 3일. 2017년 3월 23일에 확인함.
7. 1 2  菅野は全項目　大瀬良４項目クリア／沢村賞選考経過 - 닛칸 스포츠, 2018년 10월 30일
8. 1 2 3 4  “巨人・菅野２年連続沢村賞　来季２０勝宣言「一番こだわりたいのは勝ち星」”. 스포니치. 2018년 10월 29일. 2018년 11월 30일에 확인함.
9. ↑  “セ個人タイトル確定　巨人菅野が3冠、中日ビシエド2冠＆燕バレが打点王”. Full-Count. 2018년 10월 13일. 2021년 5월 29일에 확인함.
10. ↑  “【ＮＰＢアワーズ】セＭＶＰの菅野智之「久保コーチと会っていなかったらここにいない」”. 《東スポWEB》. 2024년 11월 26일. 2024년 11월 26일에 확인함.
11. ↑  “【巨人】菅野智之が投手部門で４年ぶり５度目のベストナイン　２リーグ制後の投手最多タイ”. 《스포츠 호치》. 2024년 11월 25일. 2024년 11월 25일에 확인함.
12. 1 2  “【巨人】菅野智之の凄さとは？歴代レジェンドに肩を並べる記録の数々”. No.5. 2018년 11월 1일. 2021년 5월 29일에 확인함.
13. 1 2 3  2020年8月度「大樹生命月間MVP賞」受賞選手 - 일본 야구 기구
14. ↑  “巨人・菅野×小林　最優秀バッテリー賞に選出　89年同学年「スガコバ」コンビで2度目”. 《スポニチ Sponichi Annex》. 2024년 10월 23일. 2024년 10월 23일에 확인함.
15. 1 2  “巨人菅野ノーヒットノーラン「最高」史上初ポストＳ”. 닛칸 스포츠. 2018년 10월 14일. 2019년 10월 13일에 확인함.
16. 1 2 3 4  “【巨人】菅野智之、平成生まれ初の通算１００勝…プロ野球新の開幕投手１３連勝も達成”. 스포츠 호치. 2020년 10월 6일. 2021년 5월 29일에 확인함.
17. ↑  “【巨人】菅野智之14勝目は江川卓に並ぶ135勝「真っすぐを効果的に」開幕からビジター10連勝”. 《닛칸 스포츠》. 2024년 9월 10일. 2024년 9월 10일에 확인함.
18. ↑  “【巨人記録室】菅野智之、ＣＳの無失点は１７イニングで止まる…涌井秀章と並び最多タイ”. 《닛칸 스포츠》. 2021년 11월 12일. 2021년 11월 12일에 확인함.
19. ↑  “「同じ日にＣＳで完封」の山本由伸と奥川恭伸は、日本シリーズで投げ合う!?”. 《宇根夏樹 - エキスパート - Yahoo!ニュース》. 2024년 11월 11일. 2021년 11월 11일에 확인함.
20. ↑  “【セＣＳ】巨人・杉内コーチ　勝ち越し点献上の菅野智之を擁護「トモで負けたら仕方ない」”. 《東スポWEB》. 2024년 10월 22일. 2024년 10월 22일에 확인함.
21. ↑  “「トモがマウンドに」「こんにちは、トモ！」菅野OP戦デビューでオリオールズ球団SNSが日本語投稿連発”. 《Sponichi Annex 野球》. 2025년 2월 27일. 2025년 2월 27일에 확인함.
22. ↑  “菅野智之、オリオールズ入りにネット沸騰！「思う存分暴れて来い」「巨人の大エースの姿を見せつけて」”. 《스포츠 호치》. 2024년 12월 17일. 2024년 12월 17일에 확인함.
23. ↑  【さらば巨人の大エース】菅野智之 2024シーズン好投集【世界へ羽ばたけ】DRAMATIC BASEBALL - YouTube
24. ↑  “【巨人】菅野智之は〝日本のマダックス〟 米球界挑戦報道にMLB関係者「40歳までいける」の太鼓判”. 《東スポWEB》. 2024년 10월 5일. 2024년 10월 5일에 확인함.
25. ↑  “唐川、中田、由規　かつての「高校生BIG3」が迎える勝負の年”. 《BASEBALL KING》. 2020년 2월 19일. 2020년 2월 19일에 확인함.
26. ↑  第三話 プロで活躍する同級生との仲/松坂大輔さんのモノマネで球速アップ?! - YouTube - 5분 27초부터 참조
27. ↑  “巨人・菅野が海外FA申請　4年ぶり再挑戦　パドレスGMは獲得前向き「準備進めている」”. 《スポニチ Sponichi Annex》. 2024년 11월 8일. 2024년 11월 8일에 확인함.
28. ↑  “菅野涙　祖父葬儀から先発８回３失点”. 《닛칸 스포츠》. 닛칸 스포츠. 2014년 6월 7일. 2014년 6월 7일에 확인함.
29. ↑  “菅野の苦悩 “あの子は原監督の甥だから・・・””. 《ライブドアニュース》. 2011년 10월 18일. 2021년 6월 9일에 확인함.
30. 1 2 3 4 5 6 7  와시다 야스시. “原家三代”. 《Sports Graphic Number》 (분게이슌주) (790): 78–83. 잡지 26852-11/10.
31. ↑  “菅野の苦悩 “あの子は原監督の甥だから・・・””. ライブドアニュース. 2011년 10월 18일. 2021년 6월 9일에 확인함.
32. ↑  “特別扱いされなかった「超エリート」菅野智之の少年時代。変わったもの、変わらないもの”. REAL SPORTS. 2020년 6월 12일. 2021년 6월 9일에 확인함.
33. ↑  “高い目標に挑み続けるのは当たり前 ここでいいやと思うことが一番怖い”. 《タウンニュース》. 2019년 1월 1일. 2019년 1월 1일에 확인함.
34. ↑  “巨人・菅野智之投手に聞く「ここでいいやと思うことが一番怖い」”. タウンニュース. 2019년 1월 1일. 2021년 6월 9일에 확인함.
35. ↑  “菅野智之コラム「軟式球を操るには指先の繊細さが必要です。今の技術に少なからず影響があると感じます」”. 《週刊ベースボールONLINE》. 2019년 5월 1일.
36. ↑  “菅野智之「本気で野球辞めたい」から辿り着いたメジャー　日本から持って来た大好きな人の写真”. 《닛칸 스포츠》. 닛칸 스포츠. 2025년 3월 11일. 2025년 3월 11일에 확인함.
37. 1 2 3  “「やっぱり甲子園には行きたかった」東海大相模・菅野智之が振り返る神奈川大会決勝“キツくて死にそうだった169球””. 《Number Web》. 2021년 8월 12일. 2025년 1월 10일에 확인함.
38. ↑  “名将の血を継ぐ巨人軍エース・菅野智之に、監督が詫びたい高校時代の1試合”. 《ダイヤモンド・オンライン》. 2024년 6월 28일. 2024년 6월 28일에 확인함.
39. ↑  “菅野の『振り逃げ3ラン』に、中田の『完全試合』…スター選手たちの“高校時代の珍記録””. 《BASEBALL KING》. 2020년 7월 14일. 2021년 6월 9일에 확인함.
40. ↑  “東海大相模・菅野智之は1番・田中広輔、4番・大田泰示とともに決勝敗退。あと一歩で甲子園を逃した投手”. 《週刊野球太郎》. 2019년 8월 1일. 2019년 8월 1일에 확인함.
41. 1 2 3  ‘‘스가노 도모유키’로서 인정되기 위한 투쟁’, 《야큐코조》 2011년 10월호, 뱌쿠야쇼보, 잡지 18801-10, p.58-65
42. 1 2 3 4  スピードガンとの勝負はしない！巨人ルーキー菅野は上原の後を継ぐ。 Number Web, 2013년 2월 2일
43. ↑  東海大学野球写真館－全日本大学野球選手権大会
44. ↑  全日本大学野球選手権大会 第57回大会
45. ↑  第59回全日本大学野球選手権大会・1回戦①
46. ↑  第59回全日本大学野球選手権大会・準々決勝①
47. ↑  第59回全日本大学野球選手権大会・準決勝①
48. ↑  第59回全日本大学野球選手権大会・決勝
49. 1 2  第59回全日本大学野球選手権大会
50. ↑  第41回明治神宮野球大会・大学の部決勝
51. 1 2 3 4  “実力で日本のエースへを勝ち取る！菅野智之選手”. 《SPAIA》. 2017년 6월 28일. 2021년 6월 9일에 확인함.
52. 1 2  “菅野智之コラム「食事当番で500枚の皿洗い。雑用で仲間との絆が深まる」”. 《週刊ベースボールONLINE》. 2018년 6월 8일. 2025년 5월 11일에 확인함.
53. 1 2  “桜美林大・佐々木千が５３イニング無失点！Ｇ菅野並ぶリーグタイ記録／首都大学（1/3ページ）”. 《산케이 스포츠》. 2016년 9월 26일. 2025년 5월 11일에 확인함.
54. ↑  “読売ジャイアンツ・菅野智之が語る、全日本大学野球選手権大会の魅力”. 《スポーツブル (スポブル)》. 2019년 9월 20일. 2019년 9월 20일에 확인함.
55. ↑  “第96回　 東海大学編「菅野智之によって切り開かれた縦縞の黄金期」【後編】”. 《高校野球ドットコム》. 2019년 5월 29일. 2021년 6월 9일에 확인함.
56. ↑  “準優勝の東海大、菅野と伊志嶺それぞれの誓い＝明治神宮大会大学の部リポート”. 《スポーツナビ》. 2010년 11월 18일. 2010년 11월 18일에 확인함.
57. ↑  “高校・大学の同期生！巨人・菅野vs広島・田中のライバル対決に注目”. 《BASEBALL KING》. 2016년 2월 24일. 2016년 2월 24일에 확인함.
58. ↑  “Special Interview★　プロ野球への挑戦”. 《東海大学新聞WEB版》. 2013년 2월 1일. 2013년 2월 1일에 확인함.
59. ↑  “菅野、野村、藤岡…5年前の“大学BIG3”が開花”. 《BASEBALL KING》. 2016년 10월 4일. 2016년 10월 4일에 확인함.
60. ↑  《2011ドラフト総決算》. 《슈칸 베이스볼》 (베이스볼 매거진사). 6–7쪽. 잡지 20442-11/14.
61. ↑  祖父・原貢氏軟化 決断は菅野次第「最後は自分で」 - Sponichi Annex(스포츠 닛폰), 2011년 11월 10일
62. ↑  菅野、初交渉で軟化 ダルと「一緒にやってみたい」 - Sponichi Annex(스포츠 닛폰), 2011년 11월 8일
63. 1 2  ‘日ハム入団拒否宣言…東海大の菅野’ - 요미우리 신문, 2011년 11월 21일
64. ↑  菅野浪人決断ハム拒否 巨人愛貫き通す 보관됨 2013-04-04 - 웨이백 머신 - 닛칸 스포츠, 2011년 11월 4일
65. ↑  ＜空白の1年、再びのドラフトへ＞ 菅野智之 「待ち焦がれた始まりの地へ」(2/3) 보관됨 2015-02-24 - 웨이백 머신 - Number Web(분게이슌주), 2012년 10월 22일
66. ↑  「ある意味自由が効く1年」菅野一問一答 보관됨 2013-01-23 - 웨이백 머신 - 닛칸 스포츠, 2011년 11월 21일
67. ↑  ‘【菅野トーク】自分にとって一番いい選択かと’ - 산케이 신문, 2011년 11월 21일
68. ↑  주니치 신문, 2011년 11월 22일자
69. ↑  日ハム、菅野の獲得断念 交渉期間の最終日に発表[깨진 링크(과거 내용 찾기)] - 니혼케이자이 신문, 2012년 3월 31일
70. ↑  주니치 신문, 2012년 4월 1일자
71. ↑  菅野はその年の1番じゃない 보관됨 2013-04-24 - 웨이백 머신 - 닛칸 스포츠, 2012년 10월 16일
72. ↑  菅野 今年もダメならアメリカ 보관됨 2015-02-24 - 웨이백 머신 - 닛칸 스포츠, 2012년 10월 16일
73. 1 2 3 4 5  와시다 야스시. 《待ち焦がれた始まりの地へ》. 《Sports Graphic Number》 (분게이슌주). 82–85쪽. 잡지 26854-10/25.
74. ↑  DeNA、菅野への調査書断られていた/野球/ 보관됨 2015-02-24 - 웨이백 머신 - 데일리 스포츠, 2012년 10월 20일
75. ↑  菅野サイドに猛反発 高田GM「脅しをかけるようなことは…」 - Sponichi Annex(스포츠 닛폰), 2012년 10월 17일
76. ↑  仙さん、菅野サイドの“警告”に怒った 보관됨 2012-12-28 - 웨이백 머신 - 데일리 스포츠, 2012년 10월 18일
77. ↑  “＜空白の1年、再びのドラフトへ＞ 菅野智之 「待ち焦がれた始まりの地へ」(2/3)”. 《Number Web》. 文藝春秋. 2012년 10월 22일. 2013년 5월 13일에 확인함.
78. ↑  “菅野智之 心配なのはブランク 相思相愛巨人で実力発揮は…”. 《Sponichi Annex》. 스포츠 닛폰. 2012년 10월 25일. 2012년 10월 26일에 확인함.
79. ↑  슈칸 베이스볼, 2018년 10월 1일자, p.112-113
80. ↑  “菅野、早くも巨人ユニに袖通す！背番号「19」”. 산케이 스포츠. 2012년 10월 25일. 2012년 10월 28일에 원본 문서에서 보존된 문서. 2021년 6월 9일에 확인함.
81. ↑  “プロ野球:菅野智之投手が巨人と仮契約”. 마이니치 신문. 2012년 11월 21일. 2021년 6월 9일에 확인함.[깨진 링크(과거 내용 찾기)]
82. ↑  “菅野の巨人入団決定　背番号19、1年浪人の末 - 日本経済新聞”. 《니혼케이자이 신문》. 2012년 11월 21일. 2012년 11월 21일에 확인함.
83. ↑  “菅野、巨人デビュー!東京ドームでお披露目”. 산케이 스포츠. 2012년 11월 23일. 2013년 6월 26일에 원본 문서에서 보존된 문서. 2021년 6월 9일에 확인함.
84. ↑  ドラフト１位・菅野投手は一軍スタート　春季キャンプの一、二軍メンバーが決定 | 読売ジャイアンツ（巨人軍）公式サイト
85. ↑  宮崎キャンプイン　投手陣が続々ブルペンに | 読売ジャイアンツ（巨人軍）公式サイト
86. ↑  “菅野が第４クールで「３回50球以内」”. 《デイリースポーツオンライン》. 2013년 2월 17일. 2013년 2월 17일에 확인함.
87. ↑  “2013年を彩るゴールデンルーキー　開幕直前CHECK”. 《週刊ベースボールONLINE》. 2013년 3월 29일. 2013년 3월 29일에 확인함.
88. ↑  “2013年を彩るゴールデンルーキー　開幕直前CHECK”. 《週刊ベースボールONLINE》. 2013년 3월 29일. 2013년 3월 29일에 확인함.
89. ↑  菅野　初先発は7回1失点9Kの好投「本当に楽しかった」 - 스포츠 닛폰, 2013년 3월 30일
90. ↑  菅野　プロ初勝利　8回4失点　巨人2リーグ制以降初の開幕6連勝 - 스포츠 닛폰, 2013년 4월 6일
91. ↑  菅野　２勝１０Ｋ！両リーグ最多２６Ｋ、奪三振王だ - 스포츠 닛폰, 2013년 4월 14일
92. ↑  菅野がプロ初黒星　巨人、今季２カード目の負け越し - 스포츠 닛폰, 2013년 4월 27일
93. ↑  2013年5月4日 (土) 試合結果 - 일본 야구 기구, 2013년 5월 4일
94. ↑  “관련 내용”. 2019년 6월 16일에 원본 문서에서 보존된 문서. 2019년 10월 2일에 확인함.
95. ↑  2013年度 交流戦　個人投手成績 - 일본 야구 기구, 2013년 5월 4일
96. ↑  球宴監督推薦発表！藤浪、小川、菅野らルーキー5選手選出 - 스포츠 닛폰, 2013년 7월 1일
97. ↑  “巨人×阪神 2013/8/4(日) の試合速報・結果”. 《週刊ベースボールONLINE》. 2022년 9월 24일에 확인함.
98. ↑  菅野１０勝目　巨人新人では１１人目、過去７人連続新人王 - 스포츠 닛폰, 2013년 8월 11일
99. ↑  2013年9月1日 (日) - 일본 야구 기구, 2013년 9월 1일
100. ↑  “菅野 巨人ルーキー初の優勝先発勝ち”. 스포니치. 2013년 9월 22일. 2019년 6월 29일에 확인함.
101. ↑  2013年10月8日 (火)  - 일본 야구 기구, 2013년 10월 8일
102. ↑  最優秀監督賞は原監督、阿部にスピードアップ賞　セ特別表彰 - 스포츠 닛폰, 2013년 10월 9일
103. ↑  2013年度 セントラル・リーグ 個人成績 - 일본 야구 기구, 2013년 10월
104. ↑  “「同じ日にＣＳで完封」の山本由伸と奥川恭伸は、日本シリーズで投げ合う!?”. 《宇根夏樹 - エキスパート - Yahoo!ニュース》. 2024년 11월 11일. 2021년 11월 11일에 확인함.
105. ↑  菅野　セCS初完封でマエケンに投げ勝った！「前回のリベンジ」 - 스포츠 닛폰, 2013년 10월 17일
106. ↑  2013年10月27日　日本シリーズ第2戦試合結果 - 일본 야구 기구, 2013년 4월 22일
107. ↑  2013年11月2日　日本シリーズ第6戦試合結果 - 일본 야구 기구, 2013년 11월 2일
108. ↑  上原超え！巨人・菅野、セ界２年目最高額７０００万円でサイン - 산케이 스포츠, 2013년 12월 9일
109. ↑  新伝説！巨人・菅野、入団２年目開幕投手５４年ぶり勝った！ - 산케이 스포츠, 2014년 3월 28일
110. ↑  2014年4月22日 (火)試合結果 - 일본 야구 기구, 2014년 4월 22일
111. ↑  “Ｇ菅野、地獄から天国の開幕５連勝！球団史上初の快挙達成”. 산케이 스포츠. 2014년 4월 29일. 2014년 4월 29일에 원본 문서에서 보존된 문서. 2014년 4월 30일에 확인함.
112. ↑  2014年3、4月度「日本生命月間MVP賞」受賞選手（セントラル・リーグ） - 일본 야구 기구
113. ↑  マツダオールスターゲーム2014 - 일본 야구 기구
114. ↑  2014年9月10日 (水)試合結果 - 일본 야구 기구
115. ↑  2014年10月2日 (木)試合結果 - 일본 야구 기구
116. ↑  2014年度 個人投手成績 - 일본 야구 기구
117. 1 2  菅野の故障 - 닛칸 스포츠, 2019년 5월 21일
118. ↑  菅野、ＭＶＰ＆３年目最高１・１億円！Ｗセ界一快挙も「満足していない」 보관됨 2014-12-05 - 웨이백 머신 - 스포츠 호치, 2014년 11월 27일
119. ↑  巨人・菅野、最速に並ぶ1億到達　3年目の年俸は球団最高額 - 니혼케이자이 신문, 2014년 11월 26일
120. ↑  死球食らっても７回１失点！菅野“ド根性”２年連続開幕白星 - 스포니치, 2015년 3월 28일
121. ↑  “阿部が捕手復帰、打線にあと一本が出ず４連敗”. 読売巨人軍公式サイト. 2015년 4월 3일. 2015년 4월 5일에 원본 문서에서 보존된 문서. 2021년 7월 4일에 확인함.
122. ↑  巨人菅野プロ初完封で５勝　阪神は３連敗 - 닛칸 스포츠, 2015년 5월 19일
123. ↑  2015年5月26日 (火)試合結果 - 일본 야구 기구
124. ↑  “14年右肘故障ＣＳファイナル登板せず／菅野の故障”. 닛칸 스포츠. 2019년 5월 21일. 2021년 7월 4일에 확인함.
125. ↑  2015年6月10日試合結果 - 일본 야구 기구
126. ↑  オールスター2015第1戦出場者 - 일본 야구 기구
127. ↑  2015年9月22日試合結果 - 일본 야구 기구
128. ↑  2015年度個人投手成績 - 일본 야구 기구
129. ↑  クライマックスシリーズ 試合結果 - 일본 야구 기구
130. ↑  クライマックスシリーズ 試合結果 - 일본 야구 기구
131. ↑  巨人・菅野　１億３０００万円で更改「１５勝最低ライン」 - 도쿄 스포츠, 2015년 11월 26일
132. ↑  巨人・菅野、「圧倒」掲げ進化　プレミアの敗北感が糧 보관됨 2018-01-17 - 웨이백 머신 - 니혼케이자이 신문, 2016년 5월 10일
133. ↑  “巨人・菅野智之が台湾での再会を心待ちにする師匠　プロ入り前にワンシーム教わったレジェンド”. 《스포츠 호치》. 2024년 3월 2일. 2024년 3월 2일에 확인함.
134. ↑  深海正 (2016년 3월 8일). “「指力」強化で巨人・菅野智之が手にした「ものすごいスピン」”. 《web Sportiva》. 2019년 11월 11일에 확인함.
135. ↑  由伸巨人は白星発進！菅野７回無失点で３年連続開幕戦勝利 - 스포니치, 2016년 3월 25일
136. ↑  巨人・菅野は無四球、中日・小熊は1安打で完封勝利！　4月6日のプロ野球まとめ - 베이스볼 킹, 2016년 4월 6일
137. ↑  巨人菅野４月防御率0・00　史上４人目も白星逃す - 닛칸 스포츠, 2016년 4월 29일
138. ↑  2016年4月28日試合結果 - 일본 야구 기구
139. ↑  2016年4月28日試合結果 - 일본 야구 기구
140. ↑  “巨人菅野33イニングぶり四球から失点、勝ってホッ”. 닛칸 스포츠. 2016년 5월 14일. 2021년 7월 4일에 확인함.
141. ↑  2016年7月9日　試合結果 - 일본 야구 기구
142. ↑  オールスター2016出場者 - 일본 야구 기구
143. ↑  2016年9月28日試合結果 - 일본 야구 기구
144. ↑  2016年度個人投手成績 - 일본 야구 기구
145. ↑  沢村賞に広島・ジョンソン　外国人選出は52年ぶり　「該当者なし」の声も - 스포니치 2016년 10월 24일
146. ↑  巨人・菅野、1億円増の2億3000万円でサイン - 니혼케이자이 신문, 2016년 11월 28일
147. 1 2 3  巨人菅野“時空”操る　チェンジアップで４次元投球 - 닛칸 스포츠, 2016년 12월 31일
148. ↑  菅野は？由伸監督「疲労があった」…マイコラス開幕投手を決断 - 스포니치, 2017년 3월 28일
149. ↑  “さすがエース！菅野７回１失点で巨人開幕４連勝「絶対日本一取ります」”. 《스포츠 닛폰》. 2017년 4월 4일. 2024년 2월 5일에 확인함.
150. ↑  2017年4月18日　試合結果 - dmenu 스포츠, 2017년 4월 18일
151. ↑  菅野「やってみたかった」１―０完封　Ｇ日本人では上原以来 - 스포니치, 2017년 4월 25일
152. ↑  巨人・菅野が３試合連続完封　セ２８年ぶりの快挙 - 산케이 스포츠, 2017년 5월 2일
153. ↑  巨人・菅野、７回零封で通算５０勝に到達！小林が決勝打 - 스포니치, 2017년 5월 23일
154. ↑  2017年5月度「日本生命月間MVP賞」受賞選手 - 일본 야구 기구
155. ↑  オールスター2017出場者 - 일본 야구 기구
156. ↑  2017年7月22日　試合結果 - 일본 야구 기구
157. ↑  2017年7月度「日本生命月間MVP賞」受賞選手 - 일본 야구 기구
158. ↑  巨人菅野、無四球完投15勝「５完投はまだ少ない」 - 닛칸 스포츠, 2017년 9월 8일
159. ↑  2017年9月度「日本生命月間MVP賞」受賞選手 - 일본 야구 기구
160. ↑  個人投手成績 - 일본 야구 기구
161. ↑  【巨人】菅野、セでは村山実以来５１年ぶりの「１７勝以上＆防御率１・６０未満」 보관됨 2017-10-12 - 웨이백 머신 - 스포츠 호치, 2017년 10월 12일
162. ↑  巨人菅野智之＆小林誠司がセ最優秀バッテリー賞受賞 - 닛칸 스포츠, 2017년 10월 24일
163. ↑  【巨人】菅野が初の沢村賞受賞「感動しています」球団では上原以来１５年ぶり 보관됨 2017-11-02 - 웨이백 머신 - 스포츠 호치, 2017년 10월 30일
164. ↑  巨人菅野が沢村賞初選出　西武菊池との一騎打ち制す - 닛칸 스포츠, 2017년 10월 30일
165. ↑  菅野が初の沢村賞　巨人からは上原以来15年ぶり - 니혼케이자이 신문, 2017년 10월 30일
166. ↑  2・2億円UP! 巨人・菅野、6年目で史上最高年俸4・5億円 - 산케이 스포츠, 2017년 11월 29일
167. ↑  巨人・菅野智之　新選手会長で挑むV奪回 - 슈칸 베이스볼 ONLINE, 2018년 3월 29일
168. 1 2 3  “新球シンカー習得でさらに進化！巨人・菅野 開幕へ万全”. 《東スポＷeb - 東京スポーツ新聞社》. 2018년 5월 1일에 원본 문서에서 보존된 문서. 2018년 5월 1일에 확인함.
169. ↑  阪神　菅野攻略で快勝　メッセンジャー　２年連続の開幕戦白星 - 스포니치, 2018년 3월 30일
170. ↑  ヤクルト、巨人菅野から３シーズンぶり白星 - 스포니치, 2018년 4월 6일
171. ↑  “【巨人】菅野「一生忘れられない１勝」屈辱受け止めシンカー封印…苦悩の２週間で復活”. 《스포츠 호치》. 2018년 4월 14일. 2018년 5월 1일에 원본 문서에서 보존된 문서. 2018년 5월 1일에 확인함.
172. ↑  “【巨人】菅野「一生忘れられない１勝」屈辱受け止めシンカー封印…苦悩の２週間で復活”. 《스포츠 호치》 (일본어). 2018년 4월 14일. 2018년 5월 1일에 확인함.
173. ↑  2018年5月11日 試合結果 - 일본 야구 기구
174. ↑  “巨人・菅野　プロ1号V弾＆5連勝　6年目320打席目での豪快一発”. 《스포니치아넥스》. 스포츠 닛폰. 2018년 5월 18일에 확인함.
175. ↑  “巨人・菅野 ロッテ斬りで全11球団勝利達成”. 《スポニチ Sponichi Annex》. 2018년 6월 15일. 2021년 7월 2일에 확인함.
176. ↑  オールスター2018出場者 - 일본 야구 기구
177. ↑  주식회사 스포츠 닛폰 신문사 멀티미디어 사업본부. “巨人・菅野 1000投球回到達”. 《Sponichi Annex》 (일본어).
178. ↑  2018年8月18日　試合結果 - 일본 야구 기구
179. ↑  2018年9月22日　試合結果 - 일본 야구 기구
180. ↑  2018年9月28日 試合結果 - 일본 야구 기구
181. ↑  2018年10月4日　試合結果 - 일본 야구 기구
182. ↑  “【巨人】菅野の12球！由伸采配に応える男気リリーフでCS”. 스포츠 호치. 2019년 6월 29일에 원본 문서에서 보존된 문서. 2018년 10월 10일에 확인함.
183. ↑  セ・リーグ9、10月月間MVP 巨人・菅野は1年ぶり6度目、DeNAソトは初受賞 - Full-Count, 2018년 10월 16일
184. ↑  2018年度 個人投手成績 - 일본 야구 기구
185. ↑  “あっぱれ！菅野が３試合連続完封でトップタイ１５勝　シーズン８度目完封は鈴木啓示以来４０年ぶり”. 《스포니치 Sponichi Annex》. 2018년 10월 4일. 2018년 10월 10일에 확인함.
186. ↑  “「同じ日にＣＳで完封」の山本由伸と奥川恭伸は、日本シリーズで投げ合う!?”. 《宇根夏樹 - エキスパート - Yahoo!ニュース》. 2024년 11월 11일. 2021년 11월 11일에 확인함.
187. ↑  クライマックスシリーズ 試合結果 - 일본 야구 기구
188. ↑  広島と西武から最優秀バッテリー！巨人・菅野が特別賞を受賞 - 베이스볼 킹, 2018년 10월 24일
189. ↑  “もう「200イニング・3000球」は不可能なのか？歴代の最多投球数投手と終盤の防御率から分析”. 《【SPAIA】スパイア》. 2024년 7월 26일. 2024년 7월 26일에 확인함.
190. ↑  “巨人・菅野３年連続ＧＧ賞　背番「１８」先輩の堀内氏超えへ”. 스포니치. 2018년 11월 30일. 2018년 11월 30일에 확인함.
191. 1 2  巨人・菅野智之、脱力投法で３年連続沢村賞見えた - 산케이 신문, 2019년 2월 29일
192. ↑  広島　今年も巨人に強い？安部　菅野から１号ソロ - 스포니치, 2019년 3월 29일
193. ↑  菅野137球完投！12球団一番乗り　エース初勝利で巨人6連勝 - 스포니치, 2019년 4월 5일
194. ↑  巨人菅野が３者連続被弾、ワーストづくし平成ラス投 - 닛칸 스포츠, 2019년 4월 25일
195. ↑  “巨人菅野が通算1000奪三振！史上148人目”. 《닛칸 스포츠》. 2019년 5월 1일. 2019년 5월 1일에 확인함.
196. ↑  中日・渡辺「菅野さんが打たせてくれた」プロ初先発で高校、大学の先輩相手に4の1 - 스포니치, 2019년 5월 1일
197. 1 2  【記録室】巨人菅野がリーグトップタイ5勝目 - 스포츠 호치 요미우리 취재반 트위터
198. ↑  巨人・菅野　火だるまKO　4被弾10失点の自己ワースト - 산케이 스포츠, 2019년 5월 15일
199. ↑  2019年5月15日　試合結果 - 일본 야구 기구
200. ↑  “巨人・菅野 「ベストを尽くせた」25日ぶりに登板し6勝目”. 《산케이 스포츠》. 2019년 6월 10일에 원본 문서에서 보존된 문서. 2019년 10월 3일에 확인함.
201. ↑  “巨人・菅野リーグトップタイの7勝 初回失点後に復調「悪いなりに試合をつくるのも力」”. 스포츠 닛폰. 2019년 6월 16일. 2019년 6월 29일에 확인함.
202. ↑  “巨人菅野、プロ最短1回0/3でKO　勝てば交流戦優勝の一戦で…鷹に初回4失点”. Full-count. 2019년 6월 23일. 2019년 6월 27일에 원본 문서에서 보존된 문서. 2019년 6월 28일에 확인함.
203. ↑  주식회사 스포츠 닛폰 신문사 멀티미디어 사업본부. “巨人・菅野、復活の今季初完封！”. 《스포츠 닛폰》 (일본어).
204. ↑  주식회사 스포츠 닛폰 신문사 멀티미디어 사업본부. “巨人・菅野 監督推薦で7年連続7度目の球宴”. 《스포츠 닛폰》 (일본어).
205. ↑  “7年連続出場の巨人・菅野、先発で2イニング無失点”. 스포츠 호치. 2019년 7월 13일에 원본 문서에서 보존된 문서. 2019년 7월 13일에 확인함.
206. ↑  2019年8月21日 試合結果 - 일본 야구 기구
207. ↑  巨人・菅野、腰痛でまた登録抹消…復帰はＣＳか - 요미우리 신문, 2019년 9월 16일
208. ↑  “巨人・菅野 CS回避も…体調を優先”. 《스포니치 Sponichi Annex》. 2019년 9월 29일. 2021년 7월 2일에 확인함.
209. ↑  “巨人・菅野 無四球8K力投も報われず　1点ビハインドの7回、エラーで出した走者にエラーで生還許す”. 《스포니치 Sponichi Annex》. 2019년 10월 23일. 2021년 7월 2일에 확인함.
210. ↑  巨人菅野「ジャイアンツが大好き」国内ＦＡ権は無縁 보관됨 2019-10-28 - 웨이백 머신 - 닛칸 스포츠
211. ↑  “巨人菅野は現状維持の6億5000万円「開幕いく」”. 닛칸 스포츠. 2019년 11월 28일. 2021년 12월 7일에 확인함.
212. 1 2  “【巨人】菅野、新フォーム挑戦　ソフト上野由岐子から金言「変化する勇気」”. 《스포츠 호치》. 2020년 1월 19일. 2020년 3월 16일에 확인함.
213. ↑  【巨人】先発の菅野は３回０封、オープン戦通算防御率１・５９ - 스포츠 호치, 2020년 3월 13일
214. 1 2  巨人菅野、開幕戦４年ぶり４勝目　別所＆斎藤に並ぶ - 닛칸 스포츠, 2020년 6월 19일
215. ↑  開幕戦白星で史上初の通算６０００勝 - 스포츠 호치
216. ↑  巨人小林誠司リハビリ開始　21日死球で左尺骨骨折 - 닛칸 스포츠, 2020년 6월 24일
217. ↑  【巨人】菅野智之、ノーヒットノーランへの意識「ありました」…１安打完封を振り返る - 스포츠 호치, 2020년 7월 3일
218. ↑  巨人菅野90勝目　180試合目巨人４位のスピード - 닛칸 스포츠, 2020년 7월 15일
219. ↑  菅野２度目の月間防御率0・30以下、史上４人目 - 닛칸 스포츠, 2020년 7월 28일
220. ↑  “巨人・菅野、球団史上最多に並ぶ7度目の月間MVP”. 산케이 스포츠. 2020년 8월 12일. 2021년 7월 2일에 확인함.
221. ↑  DAZN月間バッテリー賞　巨人・菅野＆大城、楽天・涌井＆太田が受賞 - 스포니치, 2020년 8월 17일
222. ↑  巨人菅野10連勝、開幕投手からはスタルヒン以来 - 닛칸 스포츠, 2020년 9월 8일
223. 1 2  巨人菅野開幕11連勝は82年北別府に並ぶセ最長 - 닛칸 스포츠, 2020년 9월 16일
224. 1 2  巨人菅野スタルヒン超え、球団初の開幕投手12連勝 - 닛칸 스포츠, 2020년 9월 29일
225. ↑  通算100勝ペース10傑と通算勝利数／一覧 - 닛칸 스포츠, 2020년 10월 7일
226. ↑  【巨人】菅野智之、歴史に残る無敗の１１６日…チーム団結の連勝記録ストップ「これを肥やしに - 스포츠 호치, 2020년 10월 14일
227. ↑  【11月1日プロ野球公示】巨人が菅野智之ら抹消、陽岱鋼、湯浅大、横川凱を登録 - SPAIA, 2020년 11월 1일
228. ↑  Ｇ菅野は５回無失点、防御率１点台に…球数少なく「いい調整できた」 - 요미우리 신문, 2020년 11월 14일
229. ↑  2020年度　個人投手成績 - 일본 야구 기구
230. ↑  【2010年代のシーズン記録／投手編】シーズン防御率１点台は延べ21人。「20勝投手」は田中将大だけ 보관됨 2023-02-18 - 웨이백 머신 - Yahoo! 뉴스, 2020년 1월 3일
231. ↑  【巨人】菅野智之、３度目の防御率１点台…全てリーグ平均３点台シーズンはダルビッシュ以来２人目 - 스포츠 호치, 2020년 12월 29일
232. ↑  【巨人】最多勝、最高勝率の２冠に菅野智之「これで主要タイトルを全部取れた。最高勝率の方が僕はうれしい」 - 스포츠 호치, 2020년 12월 17일
233. ↑  【巨人】菅野智之、セ４部門１０冠　金田正一、斎藤雅樹に次いで史上３人目…記録２０２０ - 스포츠 호치, 2020년 12월 31일
234. ↑  中日大野雄大が初の沢村賞　菅野との一騎打ち制す - 닛칸 스포츠, 2020년 11월 23일
235. ↑  “コロナ禍で過密日程、投手の負担軽減　全試合でDH制、特例として決定”. 《산케이 스포츠》. 산케이 신문사. 2020년 11월 19일. 2020년 11월 19일에 확인함.
236. ↑  巨人・菅野は６回４失点で無念の降板　栗原一人にやられた - 데일리 스포츠, 2020년 11월 21일
237. ↑  巨人菅野ブルペンで投球練習　リリーフ登板に備える - 닛칸 스포츠, 2020년 11월 25일
238. ↑  巨人2年連続4連敗は日本シリーズ史上初 4試合トータル「4対26」完全敗北…球団史上”最長ブランク”も更新 - 주니치 스포츠, 2020년 11월 25일
239. 1 2  2020年度コミッショナー特別表彰、連盟特別表彰について - 일본 야구 기구, 2020년 12월 14일
240. ↑  2020年度 表彰選手　投票結果（ベストナイン） - 일본 야구 기구, 2020년 12월 16일
241. ↑  【巨人】菅野智之が２年ぶり４度目のゴールデン・グラブ賞に輝く　「すごく充実したシーズン」 - 스포츠 호치, 2020년 12월 18일
242. ↑  【巨人】菅野智之２度目ＭＶＰ　スタルヒン、別所毅彦、藤田元司以来球団投手６１年ぶり - 스포츠 호치, 2020년 12월 17일
243. ↑  【巨人】菅野智之のポスティング申請へ　メジャー移籍決定ではなく大塚副代表「残留もある」 - 스포츠 호치, 2020년 12월 4일
244. ↑  巨人・菅野がブルージェイズ、パドレスなど５球団と交渉継続　米記者伝える - 데일리 스포츠, 2020년 12월 28일
245. ↑  菅野代理人が談合示唆　6球団年俸「信じられないほど似通っていた。不快」 - 스포츠 닛폰, 2020년 1월 10일
246. ↑  【巨人】菅野智之、元日渡米…メジャー球団との交渉期間は最終段階へ - 스포츠 호치, 2021년 1월 2일
247. ↑  【巨人】菅野智之、残留…ポスティング申請でメジャー移籍至らずは１０度目 - 스포츠 호치, 2020년 1월 8일
248. ↑  菅野代理人に6球団がオファー　希望ライン届かず交渉期限2分前に断り - 스포츠 닛폰 2020년 1월 9일
249. ↑  【巨人】菅野智之の代理人「ダルビッシュや前田健太が助けてくれていた」 - 스포츠 호치, 2020년 1월 9일
250. ↑  “巨人菅野８億円で更改　ペタジーニ超え史上最高俸”. 《닛칸 스포츠》. 2021년 1월 14일. 2024년 2월 5일에 확인함.
251. ↑  “楽天復帰の田中、日本球界最高年俸選手に　背番号は「18」”. 《마이니치 신문》. 2021년 1월 28일. 2025년 2월 26일에 확인함.
252. ↑  “菅野智之、20年オフメジャー断念の舞台裏「人生で一番泣きました」巨人残留は締め切り５分前”. 《닛칸 스포츠》. 2025년 1월 2일. 2025년 1월 2일에 확인함.
253. ↑  “「人生のどん底みたいな…。もうキツかったですよ」菅野智之を襲った残酷な運命　メジャー挑戦までの苦悩語る…「バース・デイ」”. 《스포츠 호치》. 2025년 3월 2일. 2025년 3월 2일에 확인함.
254. ↑  “巨人史上初！2.1東京ドームでキャンプイン　坂本、菅野ら「S班」19選手”. 스포니치 Sponichi Annex. 2021년 1월 20일. 2021년 5월 29일에 확인함.
255. 1 2  “【巨人】菅野智之、進化のカーブ「勝負できる」ツーシームも有効、ゴロで長打リスク減”. 스포츠 호치. 2021년 3월 5일. 2021년 5월 29일에 확인함.
256. ↑  “江本氏、6回3失点の巨人・菅野は「らしくはなかった」”. BASEBALL KING. 2021년 3월 26일. 2021년 5월 29일에 확인함.
257. ↑  “巨人菅野が登録抹消　足の違和感”. 닛칸 스포츠. 2021년 3월 30일. 2021년 5월 29일에 확인함.
258. ↑  “【巨人】７回２失点の菅野智之に宮本コーチ「本当に粘り強く投げてくれた。執念を感じました」”. 스포츠 호치. 2021년 4월 9일. 2021년 5월 29일에 확인함.
259. ↑  “巨人・菅野が完封で今季初勝利　打線は１９安打の猛攻”. 데일리 스포츠. 2021년 4월 16일. 2021년 5월 29일에 확인함.
260. ↑  “【巨人】菅野智之、通算２１完封一覧…ハマスタ初、５点差以上は１１度目”. 스포츠 호치. 2021년 4월 17일. 2021년 5월 29일에 확인함.
261. ↑  “巨人菅野智之が今季２度目の登録抹消「１回飛ばしぐらいに」原監督”. 닛칸 스포츠. 2021년 5월 8일. 2021년 5월 29일에 확인함.
262. ↑  2021年6月6日 【公式戦】 試合結果 （読売vs北海道日本ハム） 日本野球機構
263. 1 2 3  《관보》 제508호, 레이와 3년(2021년) 6월 8일
264. ↑  “巨人、原監督ら6名が医療支援で紺綬褒章「光栄に思います」”. 《스포츠 호치》. 2021년 6월 8일. 2021년 7월 2일에 확인함.
265. ↑  “巨人菅野智之が登録抹消「特別な思いある」代表入り後に責任感が意外な形で”. 《닛칸 스포츠》. 2021년 6월 16일. 2021년 6월 16일에 확인함.
266. ↑  “巨人が広島に逆転勝ち！阪神とついに2差　菅野KOも猛打でひっくり返した”. 스포니치 Sponichi Annex. 2021년 7월 1일. 2021년 7월 2일에 확인함.
267. ↑  “巨人原監督、菅野の五輪は「本人とＮＰＢを含めた稲葉監督らが決めること」”. 닛칸 스포츠. 2021년 7월 2일. 2021년 7월 2일에 확인함.
268. ↑  “【巨人】菅野智之６回５失点で５敗目…広島戦試合経過”. 스포츠 호치. 2021년 8월 26일. 2021년 8월 26일에 확인함.
269. ↑  “巨人・菅野が海外ＦＡ権を取得…「長く一軍でプレーできたことの証し」”. 요미우리 신문. 2021년 10월 11일. 2021년 10월 11일에 확인함.
270. ↑  “【巨人】ＣＳ進出決めた　丸佳浩２２号３ラン＆２３号ソロ　菅野智之５回１失点　本拠地最終戦で快勝”. 스포츠 호치. 2021년 10월 23일. 2021년 10월 23일에 확인함.
271. ↑  “巨人・宮本投手チーフコーチが先発ローテに言及　「５人で回すのは致し方ない」”. 산케이 스포츠. 2021년 10월 19일. 2021년 12월 5일에 확인함.
272. ↑  “【巨人】菅野智之、７回２失点で６登板連続ＱＳ　ヒットも打ち投打で奮闘”. 스포츠 호치. 2021년 10월 13일. 2021년 10월 13일에 확인함.
273. ↑  “菅野 智之（読売ジャイアンツ） 個人年度別成績”. 일본 야구 기구. 2022년 2월 26일. 2022년 2월 27일에 확인함.
274. ↑  “巨人菅野智之、復活７回０封「悔しさがプラスに働いた」ＣＳファイナル王手”. 닛칸 스포츠. 2021년 11월 7일. 2021년 11월 7일에 확인함.
275. ↑  “【巨人】菅野智之、中４日で６回途中自責１「前だけ見て、次登板する機会に向けてしっかり調整します」”. 스포츠 호치. 2021년 11월 11일. 2021년 11월 11일에 확인함.
276. ↑  “【巨人記録室】菅野智之、ＣＳの無失点は１７イニングで止まる…涌井秀章と並び最多タイ”. 닛칸 스포츠. 2021년 11월 12일. 2021년 11월 12일에 확인함.
277. ↑  “巨人終戦、原監督「あと１本というところがね、神宮で出なかった」一問一答”. 닛칸 스포츠. 2021년 11월 12일. 2021년 11월 12일에 확인함.
278. ↑  “巨人菅野智之が残留「リーグ優勝、日本一に貢献する」海外FA権を行使せず”. 닛칸 스포츠. 2021년 12월 5일. 2021년 12월 5일에 확인함.
279. ↑  “巨人・菅野智之、球団最高年俸の８億円から６億円にダウン「ほんとに苦しい１年」”. 산케이 스포츠. 2021년 12월 16일. 2021년 12월 16일에 확인함.
280. 1 2  “【巨人】菅野智之が球団新記録の開幕５勝目　野手に感謝「僕だけの力じゃ達成できない」”. 스포츠 호치. 2022년 3월 25일. 2022년 3월 25일에 확인함.
281. 1 2  “【巨人】菅野智之が通算1500投球回到達　プロ野球180人目”. 스포츠 호치. 2022년 4월 22일. 2022년 4월 22일에 확인함.
282. 1 2  “2022年4月22日 【公式戦】 試合結果 （中日vs読売）”. 《일본 야구 기구》. 2022년 6월 9일에 원본 문서에서 보존된 문서. 2022년 6월 9일에 확인함.
283. ↑  “【巨人】原監督、右肘違和感のため抹消の菅野智之は「正常ではなかったですね」”. 스포츠 호치. 2022년 4월 29일. 2022년 4월 29일에 확인함.
284. ↑  “【巨人】菅野智之、復帰登板で４勝目　「５連敗以上」止めた回数６度目は桑田に並び球団最多”. 닛칸 스포츠. 2022년 5월 12일. 2022년 5월 12일에 확인함.
285. ↑  “【巨人】菅野智之が発熱により特例２０２２で登録抹消　９日西武戦は赤星優志が代替指名選手で先発”. 스포츠 호치. 2022년 6월 9일. 2022년 6월 9일에 확인함.
286. ↑  “巨人・菅野　７回無失点快投も援護なし　桑田コーチは投球術称賛”. デイリースポーツ. 2022년 6월 17일. 2022년 6월 17일에 원본 문서에서 보존된 문서. 2022년 6월 17일에 확인함.
287. ↑  “【巨人】オールスターの監督選抜選手発表　巨人からは菅野智之＆戸郷翔征＆岡本和真の３人が選出”. 스포츠 호치. 2022년 7월 14일. 2022년 7월 14일에 확인함.
288. ↑  “【巨人】菅野智之、岡本和真ら「特例2022」適用し13人抹消　2日間で計57人が陽性と判定”. 닛칸 스포츠. 2022년 7월 21일. 2022년 7월 21일에 확인함.
289. 1 2  “【球宴】コロナ影響などで大勢、坂本勇人らセ・パ９選手が辞退”. 스포츠 호치. 2022년 7월 22일. 2022년 7월 22일에 확인함.
290. ↑  “6イニング3失点の菅野に「すごいナイスピッチング」 桑田コーチは評価、次回は100球期待【巨人】”. 주니치 스포츠. 2022년 8월 16일. 2022년 8월 16일에 확인함.
291. ↑  “巨人・菅野「ホッと」82日ぶり7勝目「苦しいのは僕だけじゃない」桑田超え球団最多7度目大型連敗止めた”. 스포니치 Sponichi Annex. 2022년 8월 23일. 2022년 8월 23일에 확인함.
292. ↑  “【巨人】菅野智之が５回無失点で１０勝目　大勢は新人最多タイの３７セーブ　今季最終戦を白星で飾る”. 스포츠 호치. 2022년 10월 2일. 2022년 10월 2일에 확인함.
293. ↑  “菅野 智之（読売ジャイアンツ） 個人年度別成績”. 일본 야구 기구. 2022년 10월 2일. 2022년 10월 2일에 확인함.
294. ↑  “【巨人】菅野智之「来季もジャイアンツの一員」残留明言　海外FA権行使せず”. 닛칸 스포츠. 2022년 11월 9일. 2022년 11월 9일에 확인함.
295. ↑  “【巨人】菅野智之、１億ダウンの５億円で更改　WBCには「今のところ何も言われていないので」”. 닛칸 스포츠. 2022년 11월 30일. 2022년 11월 30일에 확인함.
296. ↑  “巨人・菅野智之、旧フォームに回帰し４回無失点　開幕マウンド「上がらないといけない」”. 산케이 스포츠. 2023년 3월 12일. 2023년 3월 12일에 확인함.
297. ↑  “巨人・菅野　プロ入り後初めて開幕メンバーから外れる　18日に右肘張り”. 데일리 스포츠. 2023년 3월 30일. 2023년 4월 2일에 원본 문서에서 보존된 문서. 2023년 4월 2일에 확인함.
298. ↑  “【巨人】菅野智之が２軍戦で６回途中１失点　原監督「順調でしょう。有給はとっくに過ぎたんじゃない？」”. 스포츠 호치. 2023년 6월 4일. 2023년 6월 4일에 확인함.
299. ↑  “【巨人】今季初登板初先発の菅野智之が初勝利！４番・岡本和真の決勝犠飛で５・２６以来の貯金１”. 스포츠 호치. 2023년 6월 11일. 2023년 6월 11일에 확인함.
300. ↑  “【巨人】１か月ぶり３勝目の菅野智之が女房役に感謝「岸田のおかげ。彼は直球の使い方が上手」”. 스포츠 호치. 2023년 8월 17일. 2023년 8월 17일에 확인함.
301. ↑  “「1戦必勝という形で戦うスタイルは変わらない」巨人・原監督 菅野の緊急登板について語る”. 読売テレビニュース. 2023년 8월 24일. 2023년 8월 24일에 확인함.
302. ↑  “【巨人】先頭被弾からの「スミ１」負けは球団史上初の屈辱…６回１失点と好投した菅野智之を見殺し”. 스포츠 호치. 2023년 9월 16일. 2023년 9월 16일에 확인함.
303. ↑  “菅野 智之（読売ジャイアンツ） 個人年度別成績”. 일본 야구 기구. 2022년 10월 2일. 2022년 10월 2일에 확인함.
304. ↑  “【巨人】大城卓三が新選手会長に就任 ６期務めた菅野智之が明かす 副会長は戸郷翔征”. 《스포츠 호치》. 2023년 10월 19일. 2023년 12월 14일에 확인함.
305. ↑  “「僕のＦＡ興味ないでしょ」菅野智之〝生涯巨人〟覚悟か　若手台頭する中、来季も伝統の「１８」責任を全う”. 夕刊フジ. 2023년 11월 14일. 2023년 11월 14일에 확인함.
306. ↑  “【巨人】菅野智之が1億円減の年俸4億円で契約更改 「出遅れが全てだと思う」”. 《스포츠 호치》. 2023년 12월 1일. 2024년 2월 5일에 확인함.
307. ↑  “【野球】巨人・菅野の「３０センチ勇気」　プレート踏み位置を大胆移動の理由　「スライダーを効果的に使うため」”. デイリースポーツ online. 2024년 2월 28일에 확인함.
308. ↑  “巨人・菅野智之　杉内コーチと内海コーチとの約束　「今年ダメなら」という覚悟で臨む今季”. 《日テレNEWS NNN》. 2024년 8월 5일. 2024년 8월 5일에 확인함.
309. ↑  “巨人・菅野智之「小林もうまく配球してくれたと思います」　657日ぶりスガコバで7回零封、初勝利”. スポニチ Sponichi Annex. 2024년 4월 4일. 2024년 4월 4일에 확인함.
310. 1 2  “【巨人】菅野智之が球団最速1500奪三振、ヤクルト村上から奪い達成　史上60人目”. 《닛칸 스포츠》. 2024년 5월 11일. 2024년 5월 11일에 확인함.
311. ↑  “【巨人記録室】菅野智之がスタルヒン、工藤に続き史上３人目の５度目開幕４連勝　１５００Kは桑田以来”. 스포츠 호치. 2024년 5월 12일. 2024년 5월 12일에 확인함.[깨진 링크(과거 내용 찾기)]
312. ↑  “【巨人】菅野智之が体調不良で登録抹消　18日広島戦は赤星が先発”. 스포츠 호치. 2024년 5월 16일. 2024년 5월 16일에 확인함.
313. ↑  “【巨人】阿部監督「病み上がりだったけどよく投げてくれた」７回１死まで無安打の菅野智之を称賛”. 닛칸 스포츠. 2024년 5월 26일. 2024년 5월 26일에 확인함.
314. ↑  “菅野智之　3年ぶり完封は「格別に気持ちいい」「ここまでいろんな苦難…一つ乗り越えられた気がします」”. 《Sponichi Annex》. 2024년 7월 28일. 2024년 7월 28일에 확인함.
315. ↑  “【データＢＯＸ】巨人・菅野智之、巨人歴代４位となる９度の２桁勝利を達成”. 《サンスポ》. 2024년 8월 4일. 2024년 8월 4일에 확인함.
316. ↑  “【巨人】「野球人生懸けている」菅野智之、復権１０勝　３５歳以上シーズン２ケタ勝利は生え抜きでは６９年ぶり”. 《스포츠 호치》. 2024년 8월 5일. 2024년 8월 5일에 확인함.
317. ↑  “セ界初！菅野が敵地開幕９連勝　６９年高橋一三ら超えた【巨人記録室】”. 《스포츠 호치》. 2024년 9월 2일. 2024년 9월 2일에 확인함.
318. ↑  “【データ】巨人菅野智之、開幕からビジター無傷９連勝はセ史上初　通算134勝は球団単独11位”. 《닛칸 스포츠》. 2024년 9월 1일. 2024년 9월 1일에 확인함.
319. ↑  “【巨人】菅野智之14勝目は江川卓に並ぶ135勝「真っすぐを効果的に」開幕からビジター10連勝”. 《닛칸 스포츠》. 2024년 9월 10일. 2024년 9월 10일에 확인함.
320. ↑  “【巨人】菅野智之、８回１失点力投報われず…ビジター今季初黒星　２位阪神とのゲーム差１に”. 《스포츠 호치》. 2024년 9월 22일. 2024년 9월 22일에 확인함.
321. ↑  “「最低１５勝」の約束果たした　菅野智之、復活と進化のシーズン「やっぱり誠司の存在がすごく大きくて、すごく感謝しています」”. 《스포츠 호치》. 2024년 9월 29일. 2024년 9월 29일에 확인함.
322. ↑  “【巨人】Ｖ奪還支えた復活35歳菅野智之、１人で12貯金は53年藤本を上回る球団新記録”. 《닛칸 스포츠》. 2024년 9월 29일. 2024년 9월 29일에 확인함.
323. ↑  “【阪神】岡田監督 140試合目でアレンパ消滅…「やっぱり菅野やろ、結局は」”. 《스포츠 호치》. 2024년 9월 28일. 2024년 9월 28일에 확인함.
324. ↑  “堀内恒夫氏、巨人優勝のＭＶＰは菅野智之「チームに落ち着きもたらした」…レジェンドに聞く”. 《스포츠 호치》. 2024년 9월 28일. 2024년 9월 28일에 확인함.
325. ↑  スポーツ報知「祝巨人優勝 ファンが選ぶ2024巨人MVP 投票結果
326. ↑  “菅野 智之（読売ジャイアンツ） 個人年度別成績”. 《NPB.jp 日本野球機構》. 2024년 10월 5일. 2024년 10월 5일에 확인함.
327. ↑  “【巨人】菅野智之が史上６人目の４度目最多勝　最高勝率とＷで獲得「胸を張っていい数字」”. 《스포츠 호치》. 2024년 10월 6일. 2024년 10월 6일에 확인함.
328. ↑  “【巨人Ｖ記録室】菅野智之３５歳シーズンでの最多勝獲得なら年長４位タイ”. 《스포츠 호치》. 2024년 9월 28일. 2024년 9월 28일에 확인함.
329. ↑  “【巨人】Ｖ奪還支えた復活35歳菅野智之、１人で12貯金は53年藤本を上回る球団新記録”. 《닛칸 스포츠》. 2024년 9월 29일. 2024년 9월 29일에 확인함.
330. ↑  “【巨人】連敗…菅野智之好投も２失点、打線援護は１点止まり　通算１勝２敗に”. 《닛칸 스포츠》. 2024년 10월 17일. 2024년 10월 17일에 확인함.
331. ↑  “巨人・菅野智之も無念の終戦　プロ12年間で一度も日本一なし　オフには海外FA権行使でメジャーへ”. 《スポニチ Sponichi Annex》. 2024년 10월 21일. 2024년 10월 21일에 확인함.
332. ↑  “【巨人】総力戦でＤｅＮＡに敗れ、日本シリーズ進出ならず”. 《스포츠 호치》. 2024년 10월 21일. 2024년 10월 21일에 확인함.
333. ↑  “【データ】巨人菅野智之がセ初CS通算５敗目　斉藤和巳、杉内俊哉、チェンに並ぶワーストタイ”. 《닛칸 스포츠》. 2024년 10월 21일. 2024년 10월 21일에 확인함.
334. ↑  “巨人・菅野智之は涙「今日の声援というのは一生忘れることはないと思います」「うれしかったです」”. 《スポニチ Sponichi Annex》. 2024년 10월 21일. 2024년 10월 21일에 확인함.
335. ↑  “スポニチ制定最優秀バッテリー賞発表　セは巨人の菅野―小林　パはソフトバンクの有原―甲斐”. 《スポニチ Sponichi Annex》. 2024년 10월 22일. 2024년 10월 22일에 확인함.
336. ↑  “巨人・菅野×小林　最優秀バッテリー賞に選出　89年同学年「スガコバ」コンビで2度目”. 《スポニチ Sponichi Annex》. 2024년 10월 23일. 2024년 10월 23일에 확인함.
337. ↑  “2024年「沢村賞」は該当者なし　巨人・戸郷翔征、ソフトバンク・有原航平が最後まで候補に残るも”. 《サンスポ》. 2024년 10월 28일. 2024년 10월 28일에 확인함.
338. ↑  “沢村賞、堀内恒夫委員長「無理して選ぶことは必要ない」…５年ぶり「該当者なし」”. 《요미우리 신문》. 2024년 10월 28일. 2024년 10월 28일에 확인함.
339. ↑  “シーズン15勝、防御率1.67の菅野智之でも受賞ならず　沢村賞の選考基準をめぐって賛否両論うずまく理由「時代に合わなくなりつつある」”. 《CoCoKARAnext（ココカラnext）》. 2024년 10월 29일. 2024년 10월 29일에 확인함.
340. ↑  “【巨人】菅野智之４年ぶり５回目のゴールデングラブ賞「まさか取れると思っていなかった」”. 《스포츠 호치》. 2024년 11월 12일. 2024년 11월 12일에 확인함.
341. ↑  “【ゴールデンスピリット賞】巨人・菅野智之が受賞「介助犬ってすごい」　介助犬の育成・普及へ９年間「勝利数×１０万円」寄付”. 《스포츠 호치》. 2024년 11월 13일. 2024년 11월 13일에 확인함.
342. ↑  “【巨人】菅野智之が投手部門で４年ぶり５度目のベストナイン　２リーグ制後の投手最多タイ”. 《스포츠 호치》. 2024년 11월 25일. 2024년 11월 25일에 확인함.
343. ↑  “【ＮＰＢアワーズ】セＭＶＰの菅野智之「久保コーチと会っていなかったらここにいない」”. 《東スポWEB》. 2024년 11월 26일. 2024년 11월 26일에 확인함.
344. ↑  “巨人・菅野智之、4年ぶり3度目MVP受賞　35歳はセ投手最年長「去年の今頃は…オッズ100倍くらいあったでしょ」　NPB　AWARDS”. 《サンスポ》. 2024년 11월 26일. 2024년 11월 26일에 확인함.
345. ↑  “巨人・菅野、レジェンドの記録更新　セ投手では最年長３５歳でＭＶＰ　最年長受賞は８８年南海４０歳強打者”. 《스포츠 호치》. 2024년 11월 27일. 2024년 11월 27일에 확인함.
346. ↑  “巨人菅野がメジャー移籍か　ＥＳＰＮ報道”. 《時事ドットコム》. 2024년 10월 4일. 2024년 10월 4일에 확인함.
347. ↑  “【巨人】菅野智之は〝日本のマダックス〟 米球界挑戦報道にMLB関係者「40歳までいける」の太鼓判”. 《東スポWEB》. 2024년 10월 5일. 2024년 10월 5일에 확인함.
348. ↑  “巨人　菅野智之がＭＬＢ挑戦を表明「向こうでプレーする気持ちでいる」一方で「大事な時期に申し訳ない」”. 《デイリースポーツ online》. 2024년 10월 5일. 2024년 10월 5일에 확인함.
349. ↑  “巨人の菅野智之がド軍ベッツと同じ代理人と契約して今オフメジャー挑戦へ…サイヤング賞投手クラスの評価「1年の短期契約で好投手を補強したい球団が興味」”. 《本格スポーツ議論ニュースサイト「RONSPO」》. 2024년 10월 5일. 2024년 10월 5일에 확인함.
350. ↑  “【巨人】メジャー挑戦の菅野智之がＧ球場であいさつ　阿部監督「応援したい」”. 《스포츠 호치》. 2024년 10월 29일. 2024년 10월 29일에 확인함.
351. ↑  “メジャー挑戦決断の巨人・菅野　スーツ姿で阿部監督らに挨拶　１２月渡米へ　阿部監督「応援したい」”. 《デイリースポーツ online》. 2024년 10월 29일. 2024년 10월 29일에 확인함.
352. ↑  “米メディアのＦＡランキングで佐々木朗希が６位　菅野智之は「信じられない制球力」で３１位にランクイン”. 《スポーツ報知online》. 2024년 11월 1일. 2024년 11월 1일에 확인함.
353. ↑  “「圧倒的な成績を残した」MLB公式が巨人の菅野智之を特集！“似ている”と評した偉大な日本人投手は？「抜群のコントロールで知られ...」”. 《THE DIGEST》. 2024년 11월 4일. 2024년 11월 4일에 확인함.
354. ↑  “パドレスが菅野智之獲得に興味「スガノについて協議を続けている」…４年前にも獲得検討”. 《스포츠 호치》. 2024년 11월 5일. 2024년 11월 5일에 확인함.
355. ↑  “巨人・菅野　海外FA権行使の申請書類提出「6日に出しました」”. 《スポニチ Sponichi Annex》. 2024년 11월 7일. 2024년 11월 7일에 확인함.
356. ↑  “海外ＦＡ権申請の菅野智之にメジャーも注目、争奪戦に”. 《스포츠 호치》. 2024년 11월 8일. 2024년 11월 8일에 확인함.
357. ↑  “ジャイアンツ、巨人から海外ＦＡの菅野智之を獲得調査　米記者伝える　２３年ＣＹ賞スネルがＦＡで先発補強課題”. 《デイリースポーツ online》. 2024년 11월 24일. 2024년 11월 24일에 확인함.
358. ↑  “【巨人】海外ＦＡ権行使の菅野智之が現状明かす「僕の方にはまだ話は来ていないです」”. 《스포츠 호치》. 2024년 11월 25일. 2024년 11월 25일에 확인함.
359. ↑  ““12月頭には自主トレのため渡米”　巨人からメジャー移籍目指す菅野智之「代理人が各球団と交渉してくれている」”. 《日テレNEWS NNN》. 2024년 11월 25일. 2024년 11월 25일에 확인함.
360. ↑  “【巨人】メジャー挑戦の菅野智之がハワイ自主トレへ出発　大勢ら投手陣のサプライズ見送りに感謝”. 《닛칸 스포츠》. 2024년 12월 3일. 2024년 12월 3일에 확인함.
361. ↑  “アスレチックスが菅野に興味「制球が良く、安定感がある」”. 《デイリースポーツ online》. 2024년 12월 13일. 2024년 12월 13일에 확인함.
362. ↑  “オリオールズ公式X”. 《X》. 2024년 12월 17일에 확인함.
363. ↑  “巨人・菅野智之がオリオールズと契約合意「ようこそ」球団発表　１年２０億円契約…若手に好素材そろうチームでエース格期待”. 《스포츠 호치》. 2024년 12월 17일. 2024년 12월 17일에 확인함.
364. ↑  “オリオールズ、菅野智之との契約合意を発表　単年1300万ドル、球団4人目の日本人投手獲得”. 《BASEBALL KING》. 2024년 12월 17일. 2024년 12월 17일에 확인함.
365. ↑  “MLBでも成功する？　巨人からメジャー移籍した6人。読売ジャイアンツから…”. 《マイナビニュース》. 2023년 12월 18일. 2024년 12월 18일에 확인함.
366. ↑  “巨人・菅野がオリオールズと契約合意！東海大相模出身で初のメジャーリーガー誕生！”. 《高校野球ドットコム》. 2024년 12월 18일. 2024년 12월 18일에 확인함.
367. ↑  “唐川、中田、由規　かつての「高校生BIG3」が迎える勝負の年”. 《BASEBALL KING》. 2020년 2월 19일. 2020년 2월 19일에 확인함.
368. ↑  第三話 プロで活躍する同級生との仲/松坂大輔さんのモノマネで球速アップ?! - YouTube 5분 27초부터
369. ↑  “「素晴らしい契約だ」１年1300万ドルで菅野智之が加入、オリオールズ地元メディア歓迎「基本的なスキルセットは高水準」「３～４番手の先発としてローテ入り」”. 《THE DIGEST》. 2024년 12월 17일. 2024년 12월 17일에 확인함.
370. ↑  “年俸20億円に加え「球宴選出で770万円、サイ・ヤング賞で1540万円、ワールドシリーズMVPで…」オリオールズ菅野智之の契約詳細「同意なしでマイナー配属はない」”. 《THE DIGEST》. 2024년 12월 17일. 2024년 12월 17일에 확인함.
371. ↑  “オリオールズ・菅野智之が入団会見「野球で勝負していくんだという強い気持ち」「この舞台に立つのが夢だった」　３５歳で１年２０億円契約”. 《스포츠 호치》. 2024년 12월 20일. 2024년 12월 20일에 확인함.
372. ↑  “菅野智之　入団会見で抱負「日本一になれなかった。ワールドチャンピオンを目標にしたい」”. 《東スポWEB》. 2024년 12월 20일. 2024년 12월 20일에 확인함.
373. ↑  “オリオールズが菅野智之獲得に際してアダム・ジョーンズ氏から太鼓判もらっていた　GM明かす”. 《스포츠 호치》. 2025년 1월 29일. 2025년 1월 29일에 확인함.
374. ↑  “「楽しみ」「日本語を…」元オリックスのジョーンズ氏がオリオールズフロント入りで菅野智之との共闘心待ち”. 《스포츠 호치》. 2025년 1월 29일. 2025년 1월 29일에 확인함.
375. ↑  “オリオールズ・菅野智之の新背番号は上原浩治も着けた「１９」と公表　巨人時代も背負った番号で新天地挑戦へ”. 《스포츠 호치》. 2025년 2월 7일. 2025년 2월 7일에 확인함.
376. ↑  “オリオールズ春季キャンプに菅野智之の姿なし「ビザの関係。まだ東京にいる」とＧＭ説明”. 《스포츠 호치》. 2025년 2월 14일. 2025년 2월 14일에 확인함.
377. ↑  “オリオールズ菅野智之が渡米、ハイド監督「今、向かっている」対面心待ち…通訳、個人トレーナーも決定”. 《스포츠 호치》. 2025년 2월 15일. 2025년 2월 15일에 확인함.
378. ↑  “オリオールズ・菅野智之、キャンプ初ライブＢＰ登板　正捕手ラッチマンと初コンビで「一歩踏み出せた」”. 《스포츠 호치》. 2025년 2월 21일. 2025년 2월 21일에 확인함.
379. ↑  “オリオールズの菅野がキャンプ地合流　米大リーグ”. 《時事ドットコム》. 2025년 2월 16일. 2025년 2월 16일에 확인함.
380. ↑  “菅野智之の制球力に驚がく！初ブルペンに捕手サンチェスは「目をつむってもボールがミットに来ている」”. 《스포츠 호치》. 2025년 2월 19일. 2025년 2월 19일에 확인함.
381. ↑  “オリオールズ・菅野智之、キャンプ初ライブＢＰ登板　正捕手ラッチマンと初コンビで「一歩踏み出せた」”. 《스포츠 호치》. 2025년 2월 21일. 2025년 2월 21일에 확인함.
382. ↑  “オリオールズ菅野智之　パイレーツ戦でOP戦デビュー　ベテランらしい落ち着いた投球で2回2安打無失点”. 《スポニチ Sponichi Annex》. 2025년 2월 27일. 2025년 2월 27일에 확인함.
383. ↑  “オリオールズ・菅野智之の開幕ローテ入りが正式決定！　メジャーデビューは３０日ｏｒ３１日のブルージェイズ戦”. 《스포츠 호치》. 2025년 3월 23일. 2025년 3월 23일에 확인함.
384. ↑  “菅野智之にアクシデントか　デビュー戦で４回２失点緊急降板で初勝利ならず…５回に１度はマウンド上がるも”. 《스포츠 호치》. 2025년 3월 31일. 2025년 3월 31일에 확인함.
385. ↑  “オリオールズ・菅野が5回にけいれんのため緊急降板　メジャーデビュー登板は4回2失点で負け投手に”. 《スポニチ Sponichi Annex》. 2025년 3월 31일. 2025년 3월 31일에 확인함.
386. ↑  “菅野智之、まさか『両手のけいれん』で35歳メジャーデビュー登板は黒星…監督は「水分と食べ物を取り、状態は改善」と説明”. 《주니치 스포츠》. 2025년 3월 31일. 2025년 3월 31일에 확인함.
387. ↑  “オリオールズ・菅野智之が悲願のMLB初勝利！　6回途中1失点の好投、女房役サンチェスら打線が大量援護”. 《BASEBALL KING》. 2025년 4월 6일. 2025년 4월 6일에 확인함.
388. ↑  “オリオールズ・菅野智之がメジャー初勝利　5回1/3を5安打1失点、円熟右腕が敵地ファン黙らせる投球術”. 《スポニチ Sponichi Annex》. 2025년 4월 6일. 2025년 4월 6일에 확인함.
389. ↑  菅野智之：「侍ジャパン」のエース候補は多彩な球種が武器。日本野球界の栄冠奪取の期待を背負う オリンピックライブスポーツ&ニュース2019年3月24日
390. ↑  菅野智之：「侍ジャパン」のエース候補は多彩な球種が武器。日本野球界の栄冠奪取の期待を背負う オリンピックライブスポーツ&ニュース2019年3月24日
391. ↑  5th World University Baseball Championship supported by Panasonic
392. ↑  5th World University Baseball Championship supported by Panasonic
393. ↑  5th World University Baseball Championship supported by Panasonic
394. ↑  5th World University Baseball Championship supported by Panasonic
395. ↑  2011大学日本代表チーム
396. ↑  2013 JAPAN vs TAIWAN BASEBALL CHALLENGE | 野球日本代表 侍ジャパンオフィシャルサイト
397. ↑  「WBSC プレミア12」侍ジャパントップチーム最終ロースター28名発表！！ - 사무라이 재팬 공식 홈페이지, 2015년 10월 9일
398. ↑  2015 WBSC プレミア12 試合結果 - 일본 야구 기구
399. ↑  2015 WBSC プレミア12 試合結果 - 일본 야구 기구
400. ↑  3月開催の侍ジャパン強化試合、出場26選手発表！ - 사무라이 재팬 공식 홈페이지, 2016년 2월 15일
401. ↑  11月に東京ドームで開催する侍ジャパン強化試合に出場する選手28名が決定 - 사무라이 재팬 공식 홈페이지, 2016년 10월 18일
402. ↑  侍ジャパン強化試合 日本代表選手背番号および追加出場選手のお知らせ 보관됨 2016-10-27 - 웨이백 머신 - 사무라이 재팬 공식 홈페이지, 2016년 10월 24일
403. ↑  “侍小久保監督「彼が中心」菅野に初戦キューバ戦先発伝達か”. 스포츠 닛폰. 2017년 2월 3일. 2017년 3월 23일에 확인함.
404. ↑  キューバ戦試合結果 - 사무라이 재팬 공식 홈페이지
405. ↑  アメリカ戦試合結果 - 사무라이 재팬 공식 홈페이지
406. ↑  “侍、8回に勝ち越し許す　2番手・千賀が失点、松田が三ゴロを掴みきれず…”. 《Full-Count》. 2017년 3월 22일. 2017년 3월 22일에 확인함.
407. ↑  “WBC米国の監督は「菅野はメジャーリーグの投手だ」と最大級賛辞”. THE PAGE. 2017년 3월 22일. 2017년 3월 22일에 원본 문서에서 보존된 문서. 2019년 11월 14일에 확인함.
408. ↑  WBC準決勝で好投した侍J菅野を米メディアも高評価。活躍の一因はボールの回転数 - 베이스볼 채널, 2017년 3월 23일
409. ↑  “菅野と千賀は「今すぐでもメジャーでいける」米国代表のイエリチが称賛”. 《산케이 스포츠》. 2017년 3월 25일. 2017년 3월 28일에 원본 문서에서 보존된 문서. 2021년 7월 2일에 확인함.
410. ↑  “侍J・千賀、敗戦投手も強烈印象　米国ファン驚嘆「すぐにMLBでプレーを」”. 《Full-Count》. 2017년 3월 23일. 2024년 2월 5일에 확인함.
411. ↑  “巨人・菅野 扁桃腺手術へ”. 산케이 스포츠. 2018년 11월 2일. 2019년 6월 18일에 원본 문서에서 보존된 문서. 2019년 6월 18일에 확인함.
412. ↑  “「プレミア１２」日本代表２８選手発表 菅野、山川、柳田ら外れる”. 산케이 스포츠. 2019년 10월 2일. 2021년 7월 2일에 확인함.
413. ↑  “巨人菅野智之が登録抹消「特別な思いある」代表入り後に責任感が意外な形で”. 닛칸 스포츠. 2021년 6월 16일. 2021년 7월 2일에 확인함.
414. ↑  “侍ジャパン、主将なし“侍五人衆”マー君！坂本！菅野！ヤスアキ！菊池！リーダー指名”. 스포니치 Sponichi Annex. 2021년 6월 17일. 2021년 7월 2일에 확인함.
415. ↑  “【巨人】菅野智之、東京五輪出場辞退を決断　侍ジャパン側に意向を伝える”. 스포츠 호치. 2021년 7월 3일. 2021년 7월 4일에 확인함.
416. ↑  “【巨人】菅野智之が捲土重来へ　ＷＢＣ落選の屈辱も「このまま黙っているとは思えない」の声”. 東スポWEB. 2023년 1월 19일. 2023년 1월 19일에 확인함.
417. ↑  【3月7日】侍ジャパン（野球日本代表）vs欧州代表｜地上波テレビ放送・ネット配信 | BASEBALL KING
418. ↑  “巨人・菅野智之が台湾での再会を心待ちにする師匠　プロ入り前にワンシーム教わったレジェンド”. 《스포츠 호치》. 2024년 3월 2일. 2024년 3월 2일에 확인함.
419. ↑  ラグザス presents 第3回WBSCプレミア12 | 野球日本代表 侍ジャパンオフィシャルサイト
420. ↑  “巨人　菅野智之がＭＬＢ挑戦を表明「向こうでプレーする気持ちでいる」一方で「大事な時期に申し訳ない」”. 《デイリースポーツ》. 2024년 10월 5일. 2024년 10월 5일에 확인함.
421. ↑  “Tomoyuki Sugano”. 《savant》. 2025년 3월 18일에 확인함.
422. ↑  “菅野智之：「侍ジャパン」のエース候補は多彩な球種が武器。日本野球界の栄冠奪取の期待を背負う”. 《olympics.com》. 2019년 3월 24일. 2021년 7월 4일에 확인함.
423. ↑  “巨人菅野が記録した自己最高「8.5」 35歳でも続ける進化…復活の裏側に2倍増の"魔球"”. 《Full-Count》. 2024년 12월 13일. 2025년 5월 11일에 확인함.
424. ↑  “巨人・菅野「調子は良かったです」八回１１７球目に１５６キロ！今季最速更新”. 《데일리 스포츠》. 2020년 9월 22일. 2021년 7월 4일에 확인함.
425. ↑  “【巨人】菅野、シンカー進化「いいですよ、すごい」直球の仕上がりも抜群”. 《스포츠 호치》. 2020년 2월 10일. 2021년 7월 4일에 확인함.
426. ↑  “オリオールズ菅野智之　パイレーツ戦でOP戦デビュー　ベテランらしい落ち着いた投球で2回2安打無失点”. 《スポニチ Sponichi Annex》. 2025년 2월 27일. 2025년 2월 27일에 확인함.
427. ↑  “【巨人】宮本和知氏　ツーシームの安定感が抜群「新しい菅野智之」確立できそう”. 《스포츠 호치》. 2022년 8월 25일. 2022년 8월 25일에 확인함.
428. ↑  “巨人・菅野智之が台湾での再会を心待ちにする師匠　プロ入り前にワンシーム教わったレジェンド”. 《스포츠 호치》. 2024년 3월 2일. 2024년 3월 2일에 확인함.
429. ↑  “東海大菅野リーグ新14完封”. 《닛칸 스포츠》. 닛칸 스포츠. 2011년 10월 2일. 2011년 10월 28일에 확인함.
430. ↑  “オリオールズの菅野智之がキャンプで初ブルペン、変化球交ぜ３５球…スプリットに捕手「ワオ」”. 《요미우리 신문》. 2025년 2월 19일. 2025년 2월 19일에 확인함.
431. ↑  “菅野「お化けフォーク」で11K！プロ初完封！日本S王手！”. 스포츠 호치. 2013년 10월 18일. 2013년 10월 21일에 원본 문서에서 보존된 문서. 2019년 11월 11일에 확인함.
432. ↑  “巨人・菅野、メジャー仕様の新兵器で開幕ＯＫ　各球種、打者の手元まで同じ軌道”. 《zakⅡ》. 2021년 3월 21일. 2025년 3월 21일에 확인함.
433. ↑  “扱いづらい“まっスラ”　ボールごとに曲がり方が変わる”. 《zakzak》. 2017년 2월 9일. 2019년 6월 7일에 확인함.
434. ↑  “Tomoyuki Sugano”. 《savant》. 2025년 3월 18일에 확인함.
435. ↑  “菅野直球＆スライダー空振り率大幅上昇”. 《デイリースポーツ online》. 2016년 6월 7일. 2021년 7월 4일에 확인함.
436. 1 2  “「消える」菅野の魔球スライダー…腕振り縦で真横に”. 《닛칸 스포츠》. 2019년 7월 13일. 2021년 7월 4일에 확인함.
437. ↑  “あの大きな曲がりをもう一度 カーブの握り図鑑～現役投手編～”. 《週刊ベースボールONLINE》. 2019년 6월 11일. 2019년 6월 11일에 확인함.
438. ↑  “オリオールズ菅野智之　パイレーツ戦でOP戦デビュー　ベテランらしい落ち着いた投球で2回2安打無失点”. 《スポニチ Sponichi Annex》. 2025년 2월 27일. 2025년 2월 27일에 확인함.
439. ↑  《アマチュア野球 vol.30》. 닛칸 스포츠 출판사. 2010. 8–11쪽. ISBN 978-4-8172-5509-9.
440. ↑  “プロの洗礼に苦しむ巨人・菅野智之。「いい投手」から「凄い投手」への道。”. 《Number Web》. 2013년 7월 20일. 2021년 7월 4일에 확인함.
441. ↑  “セイバーメトリクス解析 2018年シーズン“最も打たれていない変化球”は？”. 슈칸 베이스볼 ONLINE. 2018년 7월 27일. 2021년 6월 9일에 확인함.
442. ↑  “（2ページ目）【令和No.1の魔球大研究】佐々木朗希、高橋宏斗、菅野智之…分かっていても打てない秘密に迫る！”. 《FRIDAYデジタル》. 2024년 10월 5일. 2024년 10월 5일에 확인함.
443. ↑  “東海大菅野リーグ新14完封”. 《닛칸 스포츠》. 닛칸 스포츠. 2011년 10월 2일. 2011년 10월 28일에 확인함.
444. 1 2 3  “ドラマを紡ぐ5人の主役”. 《슈칸 베이스볼》 (베이스볼 매거진사) (2011년 10월 31일자): 8–11. 잡지 20445-10/31.
445. ↑  “巨人・菅野智之が台湾での再会を心待ちにする師匠　プロ入り前にワンシーム教わったレジェンド”. 《스포츠 호치》. 2024년 3월 2일. 2024년 3월 2일에 확인함.
446. ↑  “菅野智之の「未来を変えた出会い」アジアのレジェンド２人「あの時のおかげで今の僕がある」”. 《닛칸 스포츠》. 2024년 3월 11일. 2024년 3월 11일에 확인함.
447. ↑  “（2ページ目）【令和No.1の魔球大研究】佐々木朗希、高橋宏斗、菅野智之…分かっていても打てない秘密に迫る！”. 《FRIDAYデジタル》. 2024년 10월 5일. 2024년 10월 5일에 확인함.
448. ↑  深海正 (2016년 3월 8일). “「指力」強化で巨人・菅野智之が手にした「ものすごいスピン」”. web Sportiva. 2019년 11월 11일에 확인함.
449. ↑  Joe Trezza (2017년 3월 22일). “Sugano shows he can hang with MLB stars”. MLB.com. 2017년 4월 13일에 원본 문서에서 보존된 문서. 2017년 4월 12일에 확인함.
450. ↑  “実はスピン“1軍最少レベル”…でも阪神・高橋の直球はなぜ「めちゃくちゃいい」のか データ超えた強み”. 《中日スポーツ・東京中日スポーツ》. 2020년 8월 26일. 2025년 5월 11일에 확인함.
451. ↑  “【巨人】菅野、シンカー進化「いいですよ、すごい」直球の仕上がりも抜群”. 《스포츠 호치》. 2020년 2월 10일. 2021년 7월 4일에 확인함.
452. ↑  “巨人・菅野智之に金田正一氏「ワシとキミ、どっちが上だ？」｜NEWSポストセブン - Part 2”. 《NEWSポストセブン》. 2018년 2월 25일. 2018년 2월 25일에 확인함.
453. ↑  “巨人・菅野“インスラ映え”　鋭い変化に豊田コーチうなった”. 《デイリースポーツ online》. 2018년 2월 14일. 2018년 2월 14일에 확인함.
454. ↑  “槙原氏　菅野のホンネに迫る!セは7年連続苦杯の日本Sへ反骨心「やっぱりパになめられたくない」”. 스포니치. 2020년 10월 31일. 2021년 6월 9일에 확인함.
455. ↑  “キャンプイン直前、菅野智之が上野由岐子の金言に「はいっ！」”. smart FLASH. 2020년 2월 1일. 2021년 6월 9일에 확인함.
456. ↑  “【巨人】菅野智之〝完全復活〟まで２年の道のり　久保康生コーチが明かす「投球フォームの変化」”. 《東スポWEB》. 2024년 8월 27일. 2024년 8월 27일에 확인함.
457. ↑  “【1ページ目】【巨人】円熟エース・菅野智之　復活のウラに〝ボール１個分〟のこだわり”. 《東スポWEB》. 2024년 9월 10일. 2024년 9월 10일에 확인함.
458. ↑  “【巨人】菅野智之を変えた「２０センチ」とは…４年ぶりＭＶＰへ「復活？いや、成長という言葉が正しい」”. 《스포츠 호치》. 2024년 9월 28일. 2024년 9월 28일에 확인함.
459. ↑  “巨人・菅野智之 昨季4勝からの復活で4年ぶりの最多勝に 復活を支えたフォーム改造とある球種の進化とは？”. 《まるスポ》. 2024년 10월 24일. 2024년 10월 24일에 확인함.
460. ↑  “巨人・菅野智之　「人生で一番良い状態」という変化球　YouTubeからヒント「びっくりしました」”. 《スポニチ Sponichi Annex》. 2024년 11월 29일. 2024년 11월 29일에 확인함.
461. ↑  “菅野智之のメジャー活躍のカギは“新フォーク”　川上憲伸氏が解説「違うピッチャーになった」”. 《日テレNEWS NNN》. 2024년 12월 9일. 2024년 12월 9일에 확인함.
462. ↑  “巨人・菅野智之が語った今季劇的“復活”遂げたワケ　「全然違った」「コントロールは今が一番いい」”. 《スポニチ Sponichi Annex》. 2024년 11월 29일. 2024년 11월 29일에 확인함.
463. ↑  “最多勝目前の巨人・菅野智之、完全復活の秘密　西本聖氏は「新たな菅野が誕生した」と絶賛、同級生・小林誠司とのコンビ復活も安心感に”. 《NEWSポストセブン》. 2024년 9월 21일. 2024년 9월 21일에 확인함.
464. ↑  “最多勝目前の巨人・菅野智之、完全復活の秘密　西本聖氏は「新たな菅野が誕生した」と絶賛、同級生・小林誠司とのコンビ復活も安心感に”. 《NEWSポストセブン》. 2024년 9월 21일. 2024년 9월 21일에 확인함.
465. ↑  “巨人・菅野智之はなぜ前年4勝から劇的復活を遂げたのか？ 阿波野秀幸が好調の要因を徹底解説”. 《web Sportiva》. 2024년 9월 15일. 2024년 9월 15일에 확인함.
466. ↑  “巨人・桑田2軍監督、メジャー移籍意向の菅野智之へ金言　投球術に太鼓判「今年のスタイルできっと勝負できるはず」”. 《zakzak：夕刊フジ公式サイト》. 2024년 11월 6일. 2024년 11월 6일에 확인함.
467. ↑  “オリオールズ菅野智之　パイレーツ戦でOP戦デビュー　ベテランらしい落ち着いた投球で2回2安打無失点”. 《スポニチ Sponichi Annex》. 2025년 2월 27일. 2025년 2월 27일에 확인함.
468. ↑  “上原浩治さん 初登板前日の菅野智之を直撃！アメリカの環境・年齢…“似たもの同士”の後輩に迫る”. 《TBS NEWS DIG》. 2025년 2월 28일. 2025년 2월 28일에 확인함.
469. ↑  “巨人・菅野智之、2年目の挫折と復活。在りし日の原貢が語った「原家の血」。”. number web. 2014년 9월 29일. 2021년 6월 9일에 확인함.
470. ↑  今や巨人のエース！　評論家7人の「菅野智之」論 1/3 보관됨 2013-10-22 - 웨이백 머신 - Web Sportiva, 2013년 6월 25일
471. ↑  《베이스볼 타임스》, vol.29(2016년 겨울호), p.93
472. ↑  “巨人・菅野智之、ダブルエース形成でＶ奪回　「戸郷の苦しみも分かる。１ランク、２ランク上の投手になった」”. 《스포츠 호치》. 2024년 9월 20일. 2024년 9월 20일에 확인함.
473. ↑  “「きょうの菅野智之は気迫がみなぎっていた」 メジャー自己最多８奪三振で３勝目、ヤンキース地元局解説者も白旗”. 《주니치 스포츠》. 2025년 4월 29일. 2025년 4월 29일에 확인함.
474. ↑  《アマチュア野球 vol.33》 [아마추어 야구 vol.33]. 닛칸 스포츠 출판사. 2012. 66–67쪽. ISBN 978-4-8172-5526-6.
475. ↑  “巨人炭谷、菅野がインスタライブ　チャーハン談議も”. 닛칸 스포츠. 2020년 5월 5일. 2021년 6월 9일에 확인함.
476. 1 2  “日本が誇る大エース読売ジャイアンツ菅野智之投手に寺嶋裕二先生が直撃インタビュー!! 後編”. マガポケ. 2020년 4월 3일. 2021년 6월 9일에 확인함.
477. ↑  “150キロ超えの直球も「速いなんて思ったことなくて…」ベテラン記者が振り返る“巨人→オリオールズ移籍”菅野智之（35歳）の「最強大学生」時代 - ドラフト会議”. 《Number Web》. 2024년 12월 27일. 2024년 12월 27일에 확인함.
478. ↑  “ポスティング決定の菅野智之は「最も完成された投手」。米データ専門サイトは元奪三振王と比較して絶賛！”. 《THE DIGEST》. 2020년 12월 8일. 2020년 12월 8일에 확인함.
479. ↑  《2014 プロ野球オール写真選手名鑑》. 日本スポーツ企画出版社. 2014. 106쪽. ISBN 978-4-905411-17-8.
480. ↑  広尾晃 (2019년 4월 28일). “巨人・菅野智之の状態が気になる。3129球を投げた昨年のダメージは？”. Number Web. 2019년 11월 11일에 확인함.
481. ↑  “菅野、プロ最短4回KO 原監督苦言「小技に頼るな」”. 스포츠 호치. 2013년 7월 17일. 2013년 7월 17일에 원본 문서에서 보존된 문서. 2019년 11월 11일에 확인함.
482. ↑  “巨人・菅野智之インタビュー「ワンシームを変化球の括りで考えてほしくないんです」”. 슈칸 베이스볼 ONLINE. 2016년 5월 20일. 2021년 6월 9일에 확인함.
483. ↑  “【巨人】菅野智之、直球は回転数より「回転効率が大事」平均球速１５０キロ超目指し新兵器も導入”. 《스포츠 호치》. 2024년 1월 9일. 2024년 1월 9일에 확인함.
484. ↑  “巨人・菅野が「凄すぎる」　思い通りに球速操る驚異の映像にファンも驚愕”. Full-Count. 2020년 4월 17일. 2021년 6월 9일에 확인함.
485. ↑  “『160キロ願望』を捨てた巨人・菅野智之の野球論「良いボールを投げる寸評会ではない」「抑えた投手が偉い」”. 주니치 스포츠. 2020년 10월 7일. 2021년 6월 9일에 확인함.
486. ↑  【超分析】菅野智之投手の活躍の秘訣と投高打低の理由を大公開！！侍ジャパンと巨人優勝を支えた五十嵐の元同僚・名スコアラーが登場！ - YouTube
487. ↑  2024年度 セントラル・リーグ チーム投手成績 日本野球機構
488. ↑  “オリオールズ幹部、菅野智之の頭脳に感銘　監督や投手コーチが同席し投球戦略を議論”. 《닛칸 스포츠》. 2024년 12월 18일. 2024년 12월 18일에 확인함.
489. ↑  “オリオールズ、菅野智之獲得への売り込みは「野球に特化」…米報道、面談での活発な意見交換で射止める”. 《中日スポーツ》. 2024년 12월 18일. 2024년 12월 18일에 확인함.
490. ↑  “巨人の新エース・菅野がひそかに狙う「今季中に１発」”. 도쿄 스포츠. 2014년 4월 30일. 2021년 6월 9일에 확인함.
491. ↑  “菅野智之　個人打撃成績”. 일본 야구 기구. 2021년 6월 9일에 확인함.
492. ↑  “【球界ここだけの話（１１１７）】巨人・菅野がどうしても実現したい夢「本塁打を打って１－０で完封勝ち」”. 산케이 스포츠. 2017년 12월 12일. 2017년 12월 13일에 확인함.
493. ↑  “【パワプロやってみた】鉄板バッテリーが真剣勝負！「…負け運ってなに!?」　～巨人・菅野vs小林～”. 《BASEBALL KING》. 2016년 6월 10일. 2016년 6월 10일에 확인함.
494. ↑  “巨人のエース・菅野智之が黒田博樹から授かった金言 (3ページ目)”. 《web Sportiva》. 2016년 7월 12일. 2016년 7월 12일에 확인함.
495. ↑  “巨人・菅野、圧倒的な投球の裏にある用具へのこだわり”. 《산케이 스포츠》. 2018년 6월 20일. 2021년 6월 9일에 확인함.
496. ↑  “【巨人】菅野智之、直球は回転数より「回転効率が大事」平均球速１５０キロ超目指し新兵器も導入”. 《스포츠 호치》. 2024년 1월 9일. 2024년 1월 9일에 확인함.
497. ↑  “【巨人】菅野智之の思い…炭谷、小林、若手のこと、ケガは「今後の糧に」”. 스포츠 호치. 2019년 6월 18일에 원본 문서에서 보존된 문서. 2019년 6월 18일에 확인함.
498. ↑  “判定に泣いた巨人・菅野　「やっていればいろんなことがある」「言っても、考えても、イラついても仕方がない」と大人の対応　「ウチが有利なのは変わらない」”. 《デイリースポーツ online》. 2024년 9월 22일. 2024년 9월 22일에 확인함.
499. ↑  “菅野智之コラム「グルテンフリーと乳製品を抜く食生活の改善で体調はすこぶる良く、パフォーマンスにも好影響」”. 《週刊ベースボールONLINE》. 2019년 8월 28일. 2019년 8월 28일에 확인함.
500. ↑  “夏バテ知らず巨人・菅野智之が明かす好調の秘密　7月以降も6勝1敗、防御率1・68「カリウムを意識」と参考になる暑熱対策”. 《zakzak》. 2024년 8월 27일. 2024년 9월 30일에 확인함.
501. ↑  “菅野智之、「自分の身体に素直に生きている」。その真意は？”. 《J SPORTSコラム＆ニュース》. 2025년 3월 17일. 2025년 3월 17일에 확인함.
502. ↑  2020年6月19日 【公式戦】 試合結果 （読売vs阪神） 日本野球機構
503. ↑  2020年6月26日（金） vs. 巨人 JERA セ・リーグ公式戦 神宮 | 東京ヤクルトスワローズ
504. ↑  2020年7月3日 【公式戦】 試合結果 （読売vs中日） 日本野球機構
505. ↑  2020年7月14日 【公式戦】 試合結果 （広島東洋vs読売） 日本野球機構
506. ↑  2020年7月21日 【公式戦】 試合結果 （中日vs読売） 日本野球機構
507. ↑  2020年7月28日 【公式戦】 試合結果 （読売vs横浜DeNA） 日本野球機構
508. ↑  2020年8月4日 【公式戦】 試合結果 （阪神vs読売） 日本野球機構
509. ↑  2020年8月12日 【公式戦】 試合結果 （読売vs東京ヤクルト） 日本野球機構
510. ↑  2020年8月18日 【公式戦】 試合結果 （読売vs阪神） 日本野球機構
511. ↑  2020年8月25日 【公式戦】 試合結果 （東京ヤクルトvs読売） 日本野球機構
512. ↑  2020年9月1日 【公式戦】 試合結果 （読売vs横浜DeNA） 日本野球機構
513. ↑  2020年9月8日 【公式戦】 試合結果 （中日vs読売） 日本野球機構
514. ↑  2020年9月15日 【公式戦】 試合結果 （読売vs阪神） 日本野球機構
515. ↑  2020年9月22日 【公式戦】 試合結果 （読売vs広島東洋） 日本野球機構
516. ↑  2020年9月29日 【公式戦】 試合結果 （広島東洋vs読売） 日本野球機構
517. ↑  2020年10月6日 【公式戦】 試合結果 （読売vs横浜DeNA） 日本野球機構
518. ↑  2020年10月13日 【公式戦】 試合結果 （読売vs広島東洋） 日本野球機構
519. ↑  “【巨人】菅野智之14勝目は江川卓に並ぶ135勝「真っすぐを効果的に」開幕からビジター10連勝”. 《닛칸 스포츠》. 2024년 9월 10일. 2024년 9월 10일에 확인함.
520. ↑  2024年4月4日 【公式戦】 試合結果 （中日vs読売） 日本野球機構
521. ↑  “巨人・菅野智之「小林もうまく配球してくれたと思います」　657日ぶりスガコバで7回零封、初勝利”. 《スポニチ Sponichi Annex》. 2024년 4월 4일. 2024년 4월 4일에 확인함.
522. ↑  2024年4月11日 【公式戦】 試合結果 （東京ヤクルトvs読売） 日本野球機構
523. ↑  2024年5月11日 【公式戦】 試合結果 （東京ヤクルトvs読売） 日本野球機構
524. ↑  2024年5月26日 【公式戦】 試合結果 （阪神vs読売） 日本野球機構
525. ↑  2024年6月2日 【公式戦】 試合結果 （埼玉西武vs読売） 日本野球機構
526. ↑  2024年6月16日 【公式戦】 試合結果 （北海道日本ハムvs読売） 日本野球機構
527. ↑  2024年7月7日 【公式戦】 試合結果 （東京ヤクルトvs読売） 日本野球機構
528. ↑  2024年7月21日 【公式戦】 試合結果 （中日vs読売） 日本野球機構
529. ↑  2024年7月28日 【公式戦】 試合結果 （横浜DeNAvs読売） 日本野球機構
530. ↑  2024年8月11日 【公式戦】 試合結果 （中日vs読売） 日本野球機構
531. ↑  “セ界初！菅野が敵地開幕９連勝　６９年高橋一三ら超えた【巨人記録室】”. 《스포츠 호치》. 2024년 9월 2일. 2024년 9월 2일에 확인함.
532. ↑  2024年8月18日 【公式戦】 試合結果 （横浜DeNAvs読売） 日本野球機構
533. ↑  2024年9月1日 【公式戦】 試合結果 （阪神vs読売） 日本野球機構
534. ↑  “【データ】巨人菅野智之、開幕からビジター無傷９連勝はセ史上初　通算134勝は球団単独11位”. 《닛칸 스포츠》. 2024년 9월 1일. 2024년 9월 1일에 확인함.
535. ↑  試合速報 日本野球機構
536. ↑  “【巨人】菅野智之14勝目は江川卓に並ぶ135勝「真っすぐを効果的に」開幕からビジター10連勝”. 《닛칸 스포츠》. 2024년 9월 10일. 2024년 9월 10일에 확인함.
537. ↑  試合速報 日本野球機構
538. ↑  “特別扱いされなかった「超エリート」菅野智之の少年時代。変わったもの、変わらないもの”. 《REAL SPORTS（リアルスポーツ）》. 2020년 6월 12일. 2020년 6월 12일에 확인함.
539. ↑  “【菅野智之のアマチュア時代】高校時代は平凡ながら大学２年に急成長。一貫していた野球に対する意識の高さ〈SLUGGER〉”. 《THE DIGEST》. 2021년 1월 31일. 2021년 1월 31일에 확인함.
540. ↑  “野村克也「巨人では菅野智之は自分をよく知ってるが…」ここがダメだよ日本プロ野球界 (2/3)”. 《日刊大衆》. 2018년 8월 8일. 2018년 10월 15일에 확인함.
541. ↑  “「野村克也がここまで言うとは…」菅野智之の“意外な評価”…入団拒否、巨人で無双、メジャーで活躍「じつは大学時代157キロ投げていた」菅野の半生”. 《プロ野球 - Number Web - ナンバー》. 2025년 6월 20일. 2025년 6월 20일에 확인함.
542. ↑  “ノムさん、菅野の快挙に胸躍らせる「これ以上に楽しい投手いない。受けてみたくなる」”. 《Yahoo! 뉴스》. 2018년 10월 15일에 원본 문서에서 보존된 문서. 2018년 10월 15일에 확인함.
543. ↑  “巨人・菅野が18年のノーヒッター劇に「しんどいのに代えてもらえないから早めに打たれようと…」　インスタライブに炭谷と登場”. 주니치 스포츠. 2020년 5월 5일. 2021년 6월 9일에 확인함.
544. ↑  “名コーチが断言。このオフ、菅野智之は他球団から丸裸にされている！”. web sportiva. 2018년 12월 26일. 2021년 6월 9일에 확인함.
545. ↑  “巨人・菅野×小林　最優秀バッテリー賞に選出　89年同学年「スガコバ」コンビで2度目”. 《スポニチ Sponichi Annex》. 2024년 10월 23일. 2024년 10월 23일에 확인함.
546. ↑  “ボール以上に凄いのは？中日・吉見一起が見た「投手菅野」｜野球”. 《日刊ゲンダイDIGITAL》. 2019년 2월 23일. 2019년 2월 23일에 확인함.
547. ↑  “天谷氏「歳を重ねるごとにレベルアップ」復活した巨人・菅野の凄さ”. 《ショウアップナイター》. 2024년 9월 11일. 2024년 9월 11일에 확인함.
548. ↑  “元巨人のマイコラスが太鼓判「スガノなら今メジャーに来ても通用する」”. Full-Count. 2018년 6월 20일. 2021년 6월 9일에 확인함.
549. ↑  “「めっちゃ似てるって思ってたけど…」　米識者が指摘、菅野智之と比較されたメジャー大物とは”. 《THE ANSWER》. 2025년 3월 7일. 2025년 3월 7일에 확인함.
550. ↑  “【巨人連覇・強さの根源】菅野智之が乗り越えた“原家の呪縛”と「最大の欠点」とは”. Number Web. 2020년 11월 1일. 2021년 6월 9일에 확인함.
551. ↑  菅野智之：「侍ジャパン」のエース候補は多彩な球種が武器。日本野球界の栄冠奪取の期待を背負う オリンピックライブスポーツ&ニュース2019年3月24日
552. ↑  “菅野 伯父・原監督とのプレー「思い描いていた」”. 《Sponichi Annex》. 스포츠 닛폰. 2011년 10월 28일. 2011년 10월 28일에 확인함.
553. ↑  “菅野智之「いい気持ちはしなかった」“原辰徳の甥”という呼ばれ方　反骨心が原動力に”. 《スポニチ Sponichi Annex》. 2025년 3월 2일. 2025년 3월 2일에 확인함.
554. ↑  “【巨人】菅野智之「野球選手に絶対になる」と信じた少年時代　子供たちへ夢の大切さを説く…炭谷銀仁朗とインスタライブ濃密トーク”. 《스포츠 호치》. 2020년 5월 6일. 2020년 5월 6일에 확인함.
555. ↑  관련 내용 보관됨 2021-04-22 - 웨이백 머신 - 스포츠 호치 요미우리 취재반 트위터
556. ↑  スガシロファンの皆さま、お納めください。 日刊スポーツ
557. ↑  “坂本勇人・菅野智之・長野久義が語る、「常勝ジャイアンツ」背負う覚悟とは”. 《読売新聞》. 2024년 12월 28일. 2024년 12월 28일에 확인함.
558. ↑  “「日本ではやっぱり“苦しい”が勝っていた」35歳菅野智之がアメリカで“笑顔”のワケ…MLBで豪速球がない“オールドルーキー”が成功する絶対条件”. 《Number Web》. 2025년 3월 24일. 2025년 3월 24일에 확인함.
559. ↑  “4年ぶりVの巨人・菅野智之投手手記　大きかった小林誠司の存在、合言葉は「楽しもう」”. 《産経ニュース》. 2024년 9월 29일. 2024년 9월 29일에 확인함.
560. ↑  “巨人・菅野の庶民派な一面　チャーハン好きで「昔ながらの中華屋さんにふらっと一人で」”. 《サンスポ》. 2020년 5월 5일. 2020년 5월 5일에 확인함.
561. ↑  “【巨人】菅野智之「つまんないんだよ、何か制限がないと」町中華と酒を絶ちＶマウンドで15勝目”. 《닛칸 스포츠》. 2024년 9월 28일. 2024년 9월 28일에 확인함.
562. ↑  読売ジャイアンツの菅野選手から硬式野球部に木製バットが贈られました | キャンパスニュース | 東海大学 - Tokai University
563. ↑  「目の前にいた！」　ファン歓喜　巨人の菅野智之投手がサプライズサイン会 - 琉球新報デジタル
564. ↑  宮崎キャンプ第1クール3日目となる3日は様々なファンサービスやイベントが実施され、#阿部慎之助、#菅野智之 両選手は即席サイン会を行いました。 読売ジャイアンツ公式Twitter
565. ↑  “【巨人】菅野智之が即席サイン会　100人限定も平日に集まったファンは喜び”. 《日テレNEWS NNN》. 2023년 2월 8일. 2024년 9월 30일에 확인함.
566. ↑  “バレンタインデー企画、サイン会　一軍・宮崎キャンプ最終日で来場者に感謝”. 《読売ジャイアンツ（巨人軍）公式サイト》. 2024년 2월 14일. 2024년 9월 30일에 확인함.
567. ↑  “オリオールズ菅野智之「疲れが出始める頃、ここを耐えないと」渡米後最短降板から一夜明け”. 《스포츠 호치》. 2025년 6월 22일. 2025년 6월 22일에 확인함.
568. ↑  《アマチュア野球 vol.31》. 닛칸 스포츠 출판사. 2011. 8–10쪽. ISBN 978-4-8172-5513-6.
569. ↑  “【巨人】菅野智之が親交のある男子ゴルフ銅メダル獲得の松山英樹に「ずっと見てたし、すごい」”. 《스포츠 호치》. 2024년 8월 5일. 2024년 8월 5일에 확인함.
570. ↑  “【巨人】菅野智之　ゴルフ賞金王・中島啓太と初の異業種合同自主トレ「一緒にやることによって刺激になった」”. 《스포츠 호치》. 2024년 1월 7일. 2024년 1월 7일에 확인함.
571. ↑  요미우리 자이언츠 공식 트위터
572. ↑  “『eBASEBALLパワプロ2020』選手による対戦動画・読売ジャイアンツ編公開。丸＆菅野チームvs小林・岡本チーム、壮絶な打ち合いを制したのは……？”. ファミ通.com. 2020년 6월 9일. 2021년 7월 2일에 확인함.
573. ↑  “【巨人】菅野智之「野球選手に絶対になる」と信じた少年時代　子供たちへ夢の大切さを説く…炭谷銀仁朗とインスタライブ濃密トーク”. 스포츠 호치. 2020년 5월 6일. 2021년 7월 2일에 확인함.
574. ↑  “【巨人89年組】プロ野球選手ってドラフト見るの？ 巨人・菅野「急いで家に帰って見た！」丸「僕も」中田は･･･”. 《日テレNEWS NNN》. 2022년 12월 30일. 2024년 9월 30일에 확인함.
575. ↑  “松本人志驚かせた、巨人・菅野の「クレイジージャーニー愛」　視聴者も「好感度上がった」”. 《J-CAST ニュース》. 2019년 3월 7일. 2021년 5월 29일에 확인함.
576. ↑  “隠しカメラ駆使で舞台裏公開…100勝の巨人菅野に投手陣が計画した“サプライズ”とは？”. Full-Count. 2020년 10월 10일. 2021년 7월 2일에 확인함.
577. ↑  “【巨人】菅野智之、母らにカーネーションをプレゼント「毎年『いつもありがとう』のメッセージをＬＩＮＥを使って伝えています」”. 스포츠 호치. 2020년 5월 10일. 2021년 7월 2일에 확인함.
578. ↑  “衝撃告白！巨人・菅野、幼少期に２度交通事故に遭っていた”. 《サンスポ》. 2016년 12월 11일. 2016년 12월 11일에 확인함.
579. ↑  “菅野涙　祖父葬儀から先発８回３失点”. 《닛칸 스포츠》. 닛칸 스포츠. 2014년 6월 7일. 2014년 6월 7일에 확인함.
580. ↑  “Ｇ菅野＆原監督、偉大なる祖父・父へ“涙のサヨナラ”　「いろいろ思い出しながら投げた」”. 《ZAKZAK》. 2014년 6월 8일. 2014년 6월 8일에 확인함.
581. ↑  “菅野智之「本気で野球辞めたい」から辿り着いたメジャー　日本から持って来た大好きな人の写真”. 《닛칸 스포츠》. 닛칸 스포츠. 2025년 3월 11일. 2025년 3월 11일에 확인함.
582. ↑  “菅野好投に見る原家のＤＮＡ　「信じる者は救われる！」辰徳氏が送った難解エール”. 《ZAKZAK》. 2017년 3월 3일. 2017년 3월 3일에 확인함.
583. ↑  “菅野智之のオリオールズ〝1年契約〟は原前監督の教えだった　米大リーグ挑戦に向け相談、まず戦場に立て！　大谷と夢対決も期待”. 《zakzak：夕刊フジ公式サイト》. 2025년 1월 15일. 2025년 1월 15일에 확인함.
584. ↑  “菅野智之が覚悟の米挑戦を電話で伯父に報告「すごい喜んでいたし、『頑張って来いよ』と背中を押してもらった」”. 《스포츠 호치》. 2024년 12월 21일. 2024년 12월 21일에 확인함.
585. ↑  “菅野智之が両親、原辰徳氏らの前で７勝目「プラスアルファの力に」　前半戦は「しんどい部分も」　一問一答”. 《스포츠 호치》. 2025년 7월 11일. 2025년 7월 11일에 확인함.
586. ↑  “菅野智之、日本ハム1位指名拒否の裏に母の壮絶な覚悟 「どんなに大変なことが起きても…」”. 《Number Web》. 2020년 10월 19일. 2020년 10월 19일에 확인함.
587. ↑  “特別扱いされなかった「超エリート」菅野智之の少年時代。変わったもの、変わらないもの”. 《REAL SPORTS（リアルスポーツ）》. 2020년 6월 12일. 2020년 6월 12일에 확인함.
588. ↑  【巨人の大エース】リアル巨人の星！？菅野智之の厳しすぎる父との親子物語【スポーツ漫画漫画みてぇな話】 DRAMATIC BASEBALL  - YouTube
589. ↑  【巨人】菅野智之１００勝「さらなる高みを目指して」…父・隆志さん手記 スポーツ報知 2020年10月7日
590. ↑  “【東京2R】カリーンがデビュー2戦目で初V　巨人菅野投手の父・隆志さんの所有馬がJRA初勝利”. 《スポニチ Sponichi Annex ギャンブル》. 2024년 10월 20일. 2024년 10월 20일에 확인함.
591. ↑  “巨人・菅野 都内の一等地に“超豪華億ション”購入していた”. 《日刊ゲンダイDIGITAL》. 2014년 7월 30일. 2014년 7월 30일에 확인함.
592. 1 2  “巨人・小林誠司、「ズッ友」菅野智之への感謝とＣＳ“小林の１ミリ”逃した悔しさ　来季「ガムシャラに」日本で勝負”. 《스포츠 호치》. 2024년 11월 12일. 2024년 11월 12일에 확인함.
593. ↑  “【巨人】菅野智之「認めてくれた？」坂本勇人との秘話…戸郷翔征、藤川球児への思いも明かす”. 스포츠 호치. 2020년 11월 10일. 2021년 7월 2일에 확인함.
594. ↑  “巨人坂本勇人が「何回もけんか」「言い合いも何回も」「唯一無二の存在」と認める後輩とは”. 《닛칸 스포츠》. 2025년 3월 10일. 2025년 3월 10일에 확인함.
595. ↑  “菅野智之、20年オフメジャー断念の舞台裏「人生で一番泣きました」巨人残留は締め切り５分前”. 《닛칸 스포츠》. 2025년 1월 2일. 2025년 1월 2일에 확인함.
596. ↑  “【巨人】坂本勇人「本気で何回もケンカ」「唯一無二っす、智之は」メジャー移籍の菅野智之を語る”. 《닛칸 스포츠》. 2025년 1월 3일. 2025년 1월 3일에 확인함.
597. ↑  “巨人菅野「あんな投手になりたいと」憧れは先輩上原”. 닛칸 스포츠. 2020년 5월 4일. 2021년 7월 2일에 확인함.
598. ↑  “巨人菅野「あんな投手になりたいと」憧れは先輩上原”. 《닛칸 스포츠》. 2020년 5월 4일. 2021년 7월 2일에 확인함.
599. ↑  巨人・菅野が史上初の偉業！ DRAMATIC BASEBALL｜日本テレビ 2018年10月16日
600. ↑  “菅野智之　入団会見で抱負「日本一になれなかった。ワールドチャンピオンを目標にしたい」”. 《東スポWEB》. 2024년 12월 20일. 2024년 12월 20일에 확인함.
601. ↑  “上原浩治氏、巨人からオリオールズへFA移籍の菅野智之は「経歴というのは似ているのかな」…「気になりますよね」”. 《BASEBALL KING》. 2024년 12월 22일. 2024년 12월 22일에 확인함.
602. ↑  “オリオールズ菅野智之「この年齢で、新しい環境でプレーできることを感謝」夢のメジャーキャンプ初見参”. 《스포츠 호치》. 2025년 2월 16일. 2025년 2월 16일에 확인함.
603. ↑  “「けんか上等」から始まった指導、菅野智之が「その時の自分を殴ってやりたい」とまで言う恩人”. 《닛칸 스포츠》. 2025년 3월 11일. 2025년 3월 11일에 확인함.
604. ↑  “菅野智之　野球人生最悪のスランプから再びメジャーの夢へと背中を押してくれた「人を前向きにさせる天才」”. 《スポニチ Sponichi Annex》. 2025년 3월 10일. 2025년 3월 10일에 확인함.
605. ↑  “巨人ダブルエースでＶ奪回　菅野を目指す戸郷翔征「存在が大きかった。追いかけて、すごさを感じた」”. 《스포츠 호치》. 2024년 9월 29일. 2024년 9월 29일에 확인함.
606. ↑  “巨人のエースが語る新コラムスタート！！僕はここから強くなりますよ。戸郷翔征は今年も進化していきます！”. 《스포츠 호치》. 2025년 3월 26일. 2025년 3월 26일에 확인함.
607. ↑  “読売ジャイアンツ・菅野智之が語る、全日本大学野球選手権大会の魅力”. 《ホミニス》. 2019년 5월 20일. 2019년 5월 20일에 확인함.
608. ↑  “高校・大学の同期生！巨人・菅野vs広島・田中のライバル対決に注目”. 《BASEBALL KING》. 2016년 2월 24일. 2016년 2월 24일에 확인함.
609. ↑  “広島ドラフト3位の苦労人 “巨人・菅野の球拾い”がプロへ”. 《THE PAGE》. 2013년 11월 14일. 2013년 11월 14일에 확인함.
610. ↑  “広島・田中　高校、大学同級生の菅野がオリオールズ入りで発奮「僕も負けじとやらないと」”. 《デイリースポーツ online》. 2024년 12월 24일. 2024년 12월 24일에 확인함.
611. ↑  “【日本ハム】伏見寅威が東海大時代にバッテリー組んだ巨人・菅野に感謝とエール…メジャー挑戦に刺激受け「もうひと花」”. 《스포츠 호치》. 2024년 11월 17일. 2024년 11월 17일에 확인함.
612. ↑  藤岡“大物”入寮…一番大事な宝物を忘れてきちゃった 스포츠 닛폰, 2012년 1월 8일
613. ↑  “【巨人】菅野、日本ハムから加入する同学年の藤岡を歓迎「力になってくれると思うので一緒に頑張りたい」”. 《스포츠 호치》. 2019년 6월 26일. 2019년 6월 26일에 확인함.
614. ↑  “阪神・西勇「師匠に勝てない」菅野と６度目対決で初黒星　６回１／３を６安打３失点で５敗目”. 《デイリースポーツ online》. 2024년 9월 2일. 2024년 9월 2일에 확인함.
615. ↑  “楽天・則本、２・５億円！尊敬Ｇ菅野に続く沢村賞「とりたい」”. 《サンスポ》. 2017년 12월 7일. 2017년 12월 7일에 확인함.
616. ↑  “【巨人】菅野、楽天・則本に「ライバル意識」尊敬し合う２人が練習場で対面”. 《스포츠 호치》. 2019년 2월 23일. 2019년 2월 23일에 확인함.
617. ↑  “中日・大野雄大「投げ合う投手で意識するのは彼くらい」が巨人・菅野智之への思い　25日は今季2度目の投げ合い”. 《日テレNEWS NNN》. 2024년 8월 25일. 2024년 8월 25일에 확인함.
618. ↑  “「投げ抹消」改善へ FAに必要な日数に6日間を加算 来季導入へ”. 《NHK プロ野球》. 2023년 12월 5일. 2023년 12월 5일에 확인함.
619. ↑  “巨人・菅野このオフも菅野塾を開く”. 《산케이 스포츠》. 2018년 12월 14일. 2021년 7월 2일에 확인함.
620. ↑  “阪神・藤浪の復活の鍵を巨人・菅野が明かす”. 《산케이 스포츠》. 2022년 1월 12일. 2022년 9월 28일에 확인함.
621. ↑  “【巨人】山崎伊織　菅野とのハワイ自主トレで痛感「野球に対する意識をもっと高く」”. 《스포츠 호치》. 2023년 1월 4일. 2023년 1월 4일에 확인함.
622. ↑  “【巨人】大城卓三、昨年に続いて菅野のハワイ自主トレ参加「野球の会話だけじゃなく、それ以外も学べたら」”. 《스포츠 호치》. 2023년 12월 16일. 2023년 12월 16일에 확인함.
623. ↑  ““相模原のヒーロー”菅野智之は中学時代、どんなピッチャーだったのか”. 《文春オンライン》. 2021년 5월 18일. 2021년 5월 18일에 확인함.
624. 1 2  “恩師が明かす巨人・菅野智之のすごみ　誰もが認めるエースへ、転機の２年目”. 《ベースボール・タイムズ》. 2014년 4월 10일. 2014년 4월 10일에 확인함.
625. 1 2  “他球団は「東海大を敵に回せない」“巨人縛り”の菅野智之を日ハム「強行指名」のウラ話…オリオールズ移籍で思い出す“2011ドラフト狂騒曲””. 《Number Web》. 2024년 12월 27일. 2024년 12월 27일에 확인함.
626. ↑  “菅野、橋本、鬼屋敷選手が院内学級でクリスマス会”. 요미우리 자이언츠. 2014년 12월 1일. 2021년 7월 2일에 확인함.
627. ↑  “巨人・菅野 「日本介助犬協会」へ支援金285万円を贈呈”. 스포츠 닛폰. 2019년 2월 20일. 2021년 7월 2일에 확인함.
628. ↑  “巨人原監督、阿部２軍監督ら５人が5000万円寄付”. 닛칸 스포츠. 2020년 4월 24일. 2021년 7월 2일에 확인함.
629. ↑  “【巨人】菅野智之が開催「ものまねコンテスト」で松原聖弥がお手本に！？兄はお笑い芸人”. 스포츠 호치. 2020년 5월 6일. 2021년 7월 2일에 확인함.
630. ↑  Twitter 西村やすとし
631. ↑  “感染防止へイニエスタ選手ら起用＝コロナ対策周知―政府”. 지지 통신. 2020년 9월 1일. 2021년 4월 29일에 원본 문서에서 보존된 문서. 2021년 7월 2일에 확인함.
632. ↑  “巨人、原監督ら6名が医療支援で紺綬褒章「光栄に思います」”. 스포츠 호치. 2021년 6월 8일. 2021년 7월 2일에 확인함.
633. ↑  “巨人　坂本、丸ら6選手の支援活動を発表　社会貢献活動「Ghands」の一環で”. スポニチ Sponichi Annex. 2023년 3월 25일. 2023년 3월 25일에 확인함.
634. ↑  “【ゴールデンスピリット賞】巨人・菅野智之が受賞「介助犬ってすごい」　介助犬の育成・普及へ９年間「勝利数×１０万円」寄付”. 《스포츠 호치》. 2024년 11월 13일. 2024년 11월 13일에 확인함.
635. ↑  “【巨人】山崎伊織が東海大の先輩・菅野智之が行ってきた日本介助犬協会の支援を引き継ぐ”. 《스포츠 호치》. 2025년 2월 23일. 2025년 2월 23일에 확인함.
636. ↑  「WBSC プレミア12」侍ジャパントップチーム最終ロースター28名発表！！ 野球日本代表 侍ジャパンオフィシャルサイト (2015年10月9日) 2015年10月9日閲覧
637. ↑  「2017 WORLD BASEBALL CLASSIC™」侍ジャパン 出場選手について 野球日本代表 侍ジャパン オフィシャルサイト (2017年1月24日) 2017年3月5日閲覧
638. ↑  “【巨人】菅野智之が史上６人目の４度目最多勝　最高勝率とＷで獲得「胸を張っていい数字」”. 《스포츠 호치》. 2024년 10월 6일. 2024년 10월 6일에 확인함.
639. ↑  “【巨人】菅野智之の凄さとは？歴代レジェンドに肩を並べる記録の数々”. 《No.5》. 2018년 11월 1일. 2021년 5월 29일에 확인함.
640. ↑  “セ個人タイトル確定　巨人菅野が3冠、中日ビシエド2冠＆燕バレが打点王”. 《Full-Count》. 2018년 10월 13일. 2021년 5월 29일에 확인함.
641. ↑  “【巨人】菅野智之４度目最多勝＆２度目最高勝率　復活のカギは直球「走って」球速１キロ超アップ”. 《닛칸 스포츠》. 2024년 10월 6일. 2024년 10월 6일에 확인함.
642. ↑  “巨人・菅野智之、4年ぶり3度目MVP受賞　35歳はセ投手最年長「去年の今頃は…オッズ100倍くらいあったでしょ」　NPB　AWARDS”. 《サンスポ》. 2024년 11월 26일. 2024년 11월 26일에 확인함.
643. ↑  “【巨人】菅野智之が投手部門で４年ぶり５度目のベストナイン　２リーグ制後の投手最多タイ”. 《스포츠 호치》. 2024년 11월 25일. 2024년 11월 25일에 확인함.
644. ↑  “【巨人】菅野智之４年ぶり５回目のゴールデングラブ賞「まさか取れると思っていなかった」”. 《스포츠 호치》. 2024년 11월 12일. 2024년 11월 12일에 확인함.
645. ↑  名選手がズラリ！過去の「新人特別表彰」を振り返る – BASEBALL KING
646. ↑  2020年度コミッショナー特別表彰、連盟特別表彰について - 일본 야구 기구, 2020년 12월 14일
647. ↑  「人生で忘れられない戦い」　シリーズMVPに第２戦完封の菅野投手 | 読売ジャイアンツ（巨人軍）公式サイト
648. ↑  “巨人・菅野×小林　最優秀バッテリー賞に選出　89年同学年「スガコバ」コンビで2度目”. 《スポニチ Sponichi Annex》. 2024년 10월 23일. 2024년 10월 23일에 확인함.
649. ↑  広島と西武から最優秀バッテリー！巨人・菅野が特別賞を受賞 - 베이스볼 킹, 2018년 10월 24일
650. ↑  “【ゴールデンスピリット賞】巨人・菅野智之が受賞「介助犬ってすごい」　介助犬の育成・普及へ９年間「勝利数×１０万円」寄付”. 《스포츠 호치》. 2024년 11월 13일. 2024년 11월 13일에 확인함.
651. ↑  DAZN月間バッテリー賞　巨人・菅野＆大城、楽天・涌井＆太田が受賞 - 스포니치, 2020년 8월 17일
652. ↑  東京ドームMVP賞に菅野智之投手 | 読売ジャイアンツ（巨人軍）公式サイト
653. ↑  東京ドームMVP賞に西村投手 菅野投手は新人特別賞を受賞 | 読売ジャイアンツ（巨人軍）公式サイト
654. ↑  ジョージア魂賞 | 2013年 表彰選手 | NPB.jp 日本野球機構
655. ↑  ジョージア魂賞 | 2013年 表彰選手 | NPB.jp 日本野球機構
656. ↑  2017年プロスポーツ大賞・野球（セ・リーグ） | 表彰-プロスポーツ大賞 | 報知新聞社
657. ↑  菅野智之投手が３・４月度「月間アットホームヒーロー賞」を受賞 | 読売ジャイアンツ（巨人軍）公式サイト
658. 1 2 3  “2013.3.30_対広島2回戦 | 試合情報”. 《読売巨人軍公式サイト》 (일본어). 2013년 3월 30일. 2025년 4월 14일에 확인함.
659. ↑  菅野　プロ初勝利　8回4失点　巨人2リーグ制以降初の開幕6連勝 - 스포츠 닛폰, 2013년 4월 6일
660. ↑  菅野最多勝新人だ！初完投単独トップ７勝 - 닛칸 스포츠 2013년 6월 16일
661. ↑  巨人菅野プロ初完封で５勝　阪神は３連敗 - 닛칸 스포츠, 2015년 5월 19일
662. ↑  2013年5月4日 (土) 試合結果 - 일본 야구 기구, 2013년 5월 4일
663. ↑  “巨人・菅野　プロ1号V弾＆5連勝　6年目320打席目での豪快一発”. 《スポニチアネックス》. 스포츠 닛폰. 2018년 5월 18일. 2018년 5월 18일에 확인함.
664. ↑  巨人・菅野 1000投球回到達 - 스포니치, 2018년 7월 28일
665. ↑  “巨人菅野が通算1000奪三振！史上148人目”. 《닛칸 스포츠》. 2019년 5월 1일. 2019년 5월 1일에 확인함.
666. ↑  通算100勝ペース10傑と通算勝利数／一覧 - 닛칸 스포츠, 2020년 10월 7일
667. ↑  “セ個人タイトル確定　巨人菅野が3冠、中日ビシエド2冠＆燕バレが打点王”. 《Full-Count》. 2018년 10월 13일. 2021년 5월 29일에 확인함.
668. ↑  “巨人菅野ノーヒットノーラン「最高」史上初ポストＳ”. 《닛칸 스포츠》. 2018년 10월 14일. 2019년 10월 13일에 확인함.
669. ↑  菅野　セCS初完封でマエケンに投げ勝った！「前回のリベンジ」 - 스포츠 닛폰, 2013년 10월 17일 전달
670. ↑  “「同じ日にＣＳで完封」の山本由伸と奥川恭伸は、日本シリーズで投げ合う!?”. 《宇根夏樹 - エキスパート - Yahoo!ニュース》. 2024년 11월 11일. 2021년 11월 11일에 확인함.
671. ↑  “「同じ日にＣＳで完封」の山本由伸と奥川恭伸は、日本シリーズで投げ合う!?”. 《宇根夏樹 - エキスパート - Yahoo!ニュース》. 2024년 11월 11일. 2021년 11월 11일에 확인함.
672. ↑  “【巨人】菅野智之、平成生まれ初の通算１００勝…プロ野球新の開幕投手１３連勝も達成”. 《스포츠 호치》. 2020년 10월 6일. 2021년 5월 29일에 확인함.
673. ↑  “【巨人】菅野智之、平成生まれ初の通算１００勝…プロ野球新の開幕投手１３連勝も達成”. 《스포츠 호치》. 2020년 10월 6일. 2021년 5월 29일에 확인함.
674. ↑  “【巨人】菅野智之14勝目は江川卓に並ぶ135勝「真っすぐを効果的に」開幕からビジター10連勝”. 《닛칸 스포츠》. 2024년 9월 10일. 2024년 9월 10일에 확인함.
675. ↑  “【巨人記録室】菅野智之、ＣＳの無失点は１７イニングで止まる…涌井秀章と並び最多タイ”. 《닛칸 스포츠》. 2021년 11월 12일. 2021년 11월 12일에 확인함.
676. ↑  “【巨人記録室】菅野智之がスタルヒン、工藤に続き史上３人目の５度目開幕４連勝　１５００Kは桑田以来”. 스포츠 호치. 2024년 5월 12일. 2024년 5월 12일에 확인함.[깨진 링크(과거 내용 찾기)]
677. ↑  “高橋宏斗の7月の月間防御率は0・00！月間30イニング以上投げての防御率0・00は2リーグ分立後、5人目の快挙”. 《주니치 스포츠》. 2024년 7월 31일. 2024년 7월 31일에 확인함.
678. ↑  “巨人・山崎伊織、開幕から35回連続無失点でセ・リーグ記録を更新し4勝目　史上6人目の月間防御率0.00達成”. 《주니치 스포츠》. 2025년 4월 30일. 2025년 4월 30일에 확인함.
679. ↑  “【データＢＯＸ】巨人・菅野智之、巨人歴代４位となる９度の２桁勝利を達成”. 《サンスポ》. 2024년 8월 4일. 2024년 8월 4일에 확인함.
680. ↑  “巨人菅野33イニングぶり四球から失点、勝ってホッ”. 《닛칸 스포츠》. 2016년 5월 14일. 2021년 7월 4일에 확인함.
681. ↑  “巨人・菅野「ホッと」82日ぶり7勝目「苦しいのは僕だけじゃない」桑田超え球団最多7度目大型連敗止めた”. 《スポニチ Sponichi Annex》. 2022년 8월 23일. 2022년 8월 23일에 확인함.
682. ↑  “【データ】巨人菅野智之がセ初CS通算５敗目　斉藤和巳、杉内俊哉、チェンに並ぶワーストタイ”. 《닛칸 스포츠》. 2024년 10월 21일. 2024년 10월 21일에 확인함.
683. ↑  “【巨人】菅野智之が球団新記録の開幕５勝目　野手に感謝「僕だけの力じゃ達成できない」”. 《스포츠 호치》. 2022년 3월 25일. 2022년 3월 25일에 확인함.
684. ↑  “【巨人】菅野智之が球団新記録の開幕５勝目　野手に感謝「僕だけの力じゃ達成できない」”. 《스포츠 호치》. 2022년 3월 25일. 2022년 3월 25일에 확인함.
685. ↑  球宴監督推薦発表！藤浪、小川、菅野らルーキー5選手選出 - 스포츠 닛폰, 2013년 7월 1일 전달
686. ↑  マツダオールスターゲーム2014 - 일본 야구 기구
687. ↑  オールスター2015第1戦出場者 - 일본 야구 기구
688. ↑  オールスター2016出場者 - 일본 야구 기구
689. ↑  オールスター2017出場者 - 일본 야구 기구
690. ↑  オールスター2018出場者 - 일본 야구 기구
691. ↑  巨人・菅野 監督推薦で7年連続7度目の球宴 - 스포니치, 2019년 7월 1일
692. ↑  “2020年オールスターゲームの中止について”. 《일본 야구 기구》. 2020년 5월 11일. 2024년 2월 5일에 확인함.
693. ↑  “菅野智之、まさか『両手のけいれん』で35歳メジャーデビュー登板は黒星…監督は「水分と食べ物を取り、状態は改善」と説明”. 《주니치 스포츠》. 2025년 3월 31일. 2025년 3월 31일에 확인함.
694. ↑  “菅野智之にアクシデントか　デビュー戦で４回２失点緊急降板で初勝利ならず…５回に１度はマウンド上がるも”. 《스포츠 호치》. 2025년 3월 31일. 2025년 3월 31일에 확인함.
695. ↑  “オリオールズ・菅野智之が悲願のMLB初勝利！　6回途中1失点の好投、女房役サンチェスら打線が大量援護”. 《BASEBALL KING》. 2025년 4월 6일. 2025년 4월 6일에 확인함.
696. ↑  東海大・菅野、「意識した」ノーヒットノーラン＝全日本大学野球選手権リポート - スポーツナビ
697. ↑  出場メンバー | 世界大学野球選手権 日本代表壮行試合 スカパー！プレゼンツ 「大学日本代表 対 NPBフレッシュ選抜」 | NPB.jp 日本野球機構
698. ↑  “オリオールズ・菅野智之の新背番号は上原浩治も着けた「１９」と公表　巨人時代も背負った番号で新天地挑戦へ”. 《스포츠 호치》. 2025년 2월 7일. 2025년 2월 7일에 확인함.
699. ↑  “巨人・菅野３年連続ＧＧ賞　背番「１８」先輩の堀内氏超えへ”. 《スポニチ》. 2018년 11월 30일. 2018년 11월 30일에 확인함.
700. ↑  “オリオールズ・菅野智之の新背番号は上原浩治も着けた「１９」と公表　巨人時代も背負った番号で新天地挑戦へ”. 《스포츠 호치》. 2025년 2월 7일. 2025년 2월 7일에 확인함.
701. ↑  「WBSC プレミア12」侍ジャパントップチーム最終ロースター28名発表！！ 野球日本代表 侍ジャパンオフィシャルサイト (2015年10月9日) 2015年10月9日閲覧
702. ↑  「2017 WORLD BASEBALL CLASSIC™」侍ジャパン 出場選手について 野球日本代表 侍ジャパン オフィシャルサイト (2017年1月24日) 2017年3月5日閲覧
703. ↑  2013年度 読売ジャイアンツ 個人投手成績（クライマックスシリーズ <ファイナルステージ>） 日本野球機構
704. ↑  2013年度 読売ジャイアンツ 個人投手成績（日本シリーズ） 日本野球機構
705. ↑  2015年度 読売ジャイアンツ 個人投手成績（クライマックスシリーズ <ファーストステージ>） 日本野球機構
706. ↑  2015年度 読売ジャイアンツ 個人投手成績（クライマックスシリーズ <ファイナルステージ>） 日本野球機構
707. ↑  2018年度 読売ジャイアンツ 個人投手成績（クライマックスシリーズ <ファーストステージ>） 日本野球機構
708. ↑  2019年度 読売ジャイアンツ 個人投手成績（日本シリーズ） 日本野球機構
709. ↑  2020年度 読売ジャイアンツ 個人投手成績（日本シリーズ） 日本野球機構
710. ↑  2021年度 読売ジャイアンツ 個人投手成績（クライマックスシリーズ <ファーストステージ>） 日本野球機構
711. ↑  2021年度 読売ジャイアンツ 個人投手成績（クライマックスシリーズ <ファイナルステージ>） 日本野球機構
712. ↑  2024年度 読売ジャイアンツ 個人投手成績（クライマックスシリーズ <ファイナルステージ>） 日本野球機構